# Deportivo de La Coruña
Real Club Deportivo de La Coruña, S.A.D., beter bekend als Deportivo, is een Spaanse voetbalclub opgericht uit A Coruña. De club speelt vanaf het seizoen 2024/25 in de Segunda Division A en werd eenmaal kampioen van Spanje (in 2000).
De succesperiode van de club begon in 1992 en leidde uiteindelijk tot onder meer een landstitel in 2000 (met clubtopscorer Roy Makaay), winst van de Copa del Rey (in 1995 en 2002), driemaal de Spaanse Supercopa, een halve finale in de UEFA Champions League in 2004, twee kwartfinales in de Champions League en een halve finale in de Europacup II. Voor 1995 had de club alleen slechts de Copa España van 1912 gewonnen (dat pas in 2023 officieel werd vastgelegd).
Deportivo is een van de slechts 9 Spaanse clubs die ooit de Spaanse landstitel heeft gewonnen en de laatste club die zich aan dit rijtje heeft toegevoegd.
De club leverde de topscorers van de Spaanse competitie in 1993 (Bebeto met 29 goals), in 2002 (Diego Tristán met 21 goals) en in 2003 (Roy Makaay met 29 goals). Makaay won in dat jaar de Europese Gouden Schoen.
Doelman Juan Acuña won maar liefst viermaal de Trofeo Zamora voor de minst gepasseerde keeper van het Spaanse hoogst niveau. Francisco Liaño won deze prijs in de seizoenen 1992/1993 en 1993/1994. Jacques Songo'o was de minst gepasserde doelman van Spanje in het seizoen 1996/1997.
Deportivo degradeerde per 2011 driemaal vanaf het hoogste niveau en in 2020 zelfs naar de Segunda División B (het derde niveau in Spanje). Van daaruit wist het driemaal niet te promoveren. Daarom speelde Deportivo in het seizoen 2023/2024 opnieuw op het derde niveau (de Primera División RFEF) toen het in 2024 promoveerde naar de Segunda División. De degradatie in 2020 werd juridisch bevochten vanwege de onregelmatigheden rondom de laatste wedstrijd van het seizoen 2019/2020 tegen Fuenlabrada .
De club eindigde in 1992/1993 verrassend op een derde plaats in de Primera División en zou tot en met 2004 bijna elk seizoen op een hoge positie eindigen. Sinds het seizoen 2004/05 eindigde Deportivo meestal in de middenmoot, totdat het in 2011 vrij onverwacht degradeerde. Hierna volgde onmiddellijk weer promotie (2012), maar ook weer een nieuwe degradatie (2013), nieuwe promotie in 2014 en lage klasseringen in de drie seizoenen erna. De vijftiende plek in 2016 is voorlopig de beste eindklassering sinds 2010 toen Deportivo als tiende eindigde. Op 29 april 2018 degradeerde Deportivo voor de derde keer in zeven jaar naar de Segunda División A. In 2020 degradeerde het naar het derde niveau (Segunda División B) terwijl de club in 2019 nog een doelpunt verwijderd was van promotie naar de Primera División.
Deportivo is vooral bekend om de periode met de Braziliaanse spits Bebeto (1992-1996), het titelverlies in 1994 door de gemiste penalty van Djukic in de laatste minuten van de competitie, de succesvolle periode in de Champions League tussen 2000 en 2004 (inclusief overwinningen bij Paris Saint-Germain, Manchester United, Arsenal, Bayern Munchen, AC Milan en Juventus) met spelers als Makaay, Pandiani en Diego Tristán, de comebacks hierin tegen Paris-Saint Germain (2001) en AC Milan (2004), de desastreuze 8-3-nederlaag bij AS Monaco (2003) en de doelpuntloze Champions League-deelname in het seizoen 2004/05.
Bekende spelers van de club zijn Bebeto, Rivaldo, Mauro Silva, Valerón, Lionel Scaloni, Diego Tristán, Djalminha, Fran, Donato, Pandiani en Albert Luque.
De club speelt zijn thuiswedstrijden in Estadio Municipal de Riazor in A Coruña.

## Nederlandse inbreng bij Deportivo
De Nederlandse spits Roy Makaay speelde vanaf 1999 tot 2003 voor Deportivo en won in het seizoen 2002/03 de Gouden Schoen als topscorer van Europa waarna hij werd verkocht aan Bayern München. In vier jaar bij Deportivo La Coruña maakte Makaay 97 doelpunten in 181 officiële duels. Hij staat daarmee vijfde op de topscorerslijst aller tijden van Deportivo achter onder meer Diego Tristán en Bebeto,
In 2016 speelde Ryan Babel enkele maanden voor de club. Zijn tijdelijke vervanger was Ola John. In februari 2018 werd Clarence Seedorf aangesteld als coach van Deportivo. Het lukte hem niet om de club in dat seizoen uit de degradatiezone te krijgen.
In Europees verband heeft Deportivo drie wedstrijden tegen Nederlandse clubs gespeeld. In het Champions League-seizoen 2003/04 zaten Deportivo en PSV bij elkaar in de groepsfase. Deportivo won met 2-0 in Riazor en PSV won met 3-2 in Eindhoven wat voor de Galiciërs nipt voldoende was om door te gaan en het mirakel tegen AC Milan te bereiken (El Milanazo). In het seizoen 2008/09 won Deportivo met 3-0 van Feyenoord in de Europa League.

## Van de oprichting tot 1988
José Maria Abalo bracht voetbal naar La Coruña in 1904 na in Engeland gestudeerd te hebben en hij was betrokken bij de oprichting van Deportivo de la Sala Calvet in 1906 als voorloper van het huidige Deportivo. De Spaanse koning Alfonso XIII schonk de club in 1908 het predicaat 'Koninklijk' (Real) en accepteerde tevens de rol van erepresident van de club die inmiddels Real Club Deportivo de La Coruña heette. In die periode verliet de club de thuisbasis Corral de la Gaiteira en verhuisde naar een stadion dat tegenwoordig met Viejo Riazor wordt aangeduid. In 1912 won de club zijn eerste prijs: de Copa España. Dat 'toernooi' zou maar één keer gespeeld worden en was een wedstrijd tussen Deportivo en Vigo, dat later met Fortuna fuseerde tot Celta de Vigo. Deze officiële prijs werd al snel niet meer herinnerd en pas in 2023 weer benoemd.
Toen de Liga in 1928 werd opgericht kwam de club niet door de kwalificaties heen en startte het in de Segunda División. Het eerste grote succes was het elimineren van Real Madrid in 1932 in de Copa del Rey. Een andere prestatie van betekenis was de promotie naar de Primera División in 1941.
In het debuutseizoen in de hoogste afdeling (1941/42) eindigde Deportivo op de vierde plaats. In 1944 werd het huidige Riazor in gebruik genomen. De eerste grote tegenslag was de degradatie van de club in 1945 naar de Segunda División, maar in 1950 eindigde het als tweede in de Primera División en werd de titel op de laatste speeldag aan Atlético Madrid verspeeld. In de jaren tot 1991 zou er veel sprake zijn van promoties en degradaties.
In de jaren ’50 kwamen er meerdere buitenlandse spelers naar Deportivo, waaronder de Argentijnen Corcuera en Oswaldo. Tezamen met de spelers Franco, Moll en Tino zou het aanvallende vijftal bekend worden als het Orquesta Canaro. Het was de eerste glorieuze periode van Deportivo dat geleid werd door onder meer Helenio Herrera, en met spelers als Pahiño en de latere Europees voetballer van het jaar Luis Suárez. Maar na de degradatie in 1957 zouden meerdere degradaties in een kort tijdsbestek volgen (in 1963, 1965, 1967, 1970 en 1973).
Na 1973 belandde club zelfs een seizoen in de Tercera Division (het toenmalige derde niveau in Spanje) en ook met Luis Suárez als coach (in 1978/79) kon de club het tij niet keren. In de jaren’80 nam de frustratie over het uitblijven van de terugkeer naar de Primera Division alsmaar toe evenals de financiële problemen. Aan het eind van het seizoen 1982/1983 speelde Deportivo zijn tweede finale in de geschiedenis, ditmaal om de Copa de La Liga. Het team was net promotie naar de Primera División misgelopen na aan 1-2 thuisnederlaag tegen Rayo Vallecano (een gelijkspel was voldoende geweest voor Deportivo). Deportivo verloor de eerste wedstrijd om deze beker met 1-3 van Atlético Madrileño (het filiaal van Atlético de Madrid) en won de uitwedstrijd met slechts 0-1.

## 1988-1992: de beginjaren onder president Lendoiro
In 1988 werd Augusto César Lendoiro tot president van Deportivo gekozen. Coach Arsenio Iglesias, o Bruxo de Arteixo (de tovenaar uit Arteixo), begon het seizoen 1988/89 met een team dat enkele maanden ervoor ternauwernood aan een nieuwe degradatie was ontsnapt door een doelpunt in blessuretijd van Vicente in de laatste wedstrijd van het seizoen. Hoewel Deportivo erg succesvol was in de Copa del Rey was er opnieuw niet sprake van promotie (hoewel er voor het eerst in jaren weer sprake was van een positieve economische balans). In 1990 was de promotie bijna een feit, maar in de laatste play-offwedstrijd was het CD Tenerife dat promotie verdiende in Riazor na een eerder gelijkspel op de Canarische Eilanden.
Na 18 jaar zou dan eindelijk in 1991 de terugkeer naar de Primera División worden gerealiseerd. Met onder meer Miroslav Djukic in de selectie werd promotie afgedwongen in de slotfase van de laatste wedstrijd van het seizoen tegen Murcia. Onder coach Marco Antonio Boronat leek Deportivo in het seizoen 1991/92 (met spelers als Liaño, López-Rekarte, Fran en Claudio) op weg naar handhaving op het hoogste niveau toen Sporting de Gijón in maart 1992 met 5-2 verslagen werd met drie goals van Uralde. Het team stortte vervolgens echter in elkaar en coach Arsenio Iglesias keerde terug als coach van Deportivo. De club eindigde op de zeventiende plek en was hierdoor voor de derde keer op rij veroordeeld tot play-offwedstrijden. Over twee wedstrijden werd Betis Sevilla uitgeschakeld na 2-1 winst in Riazor en een 0-0-gelijkspel in Sevilla. Na het veilig stellen van de plek in de Primera División zou Deportivo vervolgens in totaal twintig achtereenvolgende seizoenen op het hoogste niveau spelen (een record in de clubgeschiedenis).

## 1992-1995: Superdepor, de 'Djukic penalty' en de eerste prijzen

### 1992-1993: de derde plek en het ontstaan van Superdepor
Na de turbulente voorgaande jaren begon in de zomer van 1992 de opmars naar boven die zou aanhouden tot 2004. De Brazilianen Bebeto (28) en Mauro Silva (24) sloten zich bij de selectie aan en zouden zich twee jaar later tot wereldkampioen laten kronen met Brazilië. In La Coruña namen zij de club meteen aan de hand. Deportivo won de eerste vijf wedstrijden van het seizoen 1992/1993 (inclusief 3-2 winst op Real Madrid na een 0-2-achterstand) en werd gekroond tot ‘winterkampioen’. Bebeto zou dat seizoen topscorer van Spanje worden met 29 goals en Liaño de minst gepasseerde doelman. Uiteindelijk bleken Real Madrid en Barcelona nog een maatje te groot, maar eindigde de club op een verdienstelijke derde plaats en kwalificeerde het zich voor het eerst voor Europees voetbal.

### 1993-1994: verspilde titel in de slotseconden
In het seizoen 1993/94 bouwde het team op de successen voort en bleek het in staat om spelmaker Fran Gonzalez te verleiden in La Coruña te blijven en een stap naar Real Madrid af te slaan. Dat seizoen zou berucht worden om de 'Djukic-penalty' in de slotseconden van de competitie. Erkende voetballers als Donato, Manjarín, Paco, Elduayen, Voro, Pedro Riesco en Alfredo versterkten de selectie en na speeldag 14 zorgde een late treffer van Bebeto in de thuiswedstrijd tegen Racing de Santander (1-0) ervoor dat Deportivo de koppositie innam. Op de derde speeldag had het team al met duidelijke cijfers afgerekend met Real Madrid: 4-0. Na speeldag 23 in februari 1994 had Deportivo een voorsprong van vijf punten op Real Madrid en zes punten op FC Barcelona. Een week ervoor had Deportivo nog met 2-0 bij Real Madrid verloren en eind februari verloren de Galiciërs met 3-0 bij FC Barcelona. De algehele verwachting was dat Deportivo opnieuw onder de druk zou bezwijken en FC Barcelona coach Johan Cruyff begon de media in te zetten om de druk op Deportivo op te voeren. Na de 2-1-winst van Deportivo op speeldag 32 tegen Atlético de Madrid zei Cruyff: "Deportivo kan niet meer dan dit doen. Het heeft haar potentieel bereikt. Met iets minder fysieke en psychologische inspanning had het niet gewonnen. Wij, in tegenstelling tot zij, winnen onze wedstrijden zonder maximale inspanning". Een ludiek antwoord van de Deportivo supporters waren de Chupa Chups-lolly's die in alle maten in Riazor te zien waren, als verwijzing naar de lolly's die Johan Cruyff gebruikte als alternatief voor zijn sigaretten.
Real Madrid zou dit seizoen niet meer om de titel blijven spelen nadat het begin april 1994 binnen acht dagen tweemaal verloor en eenmaal gelijkspeelde. Barcelona hield de race echter wel vol doordat het nog maar twee keer gelijkspeelde na de winst op Deportivo en alle andere wedstrijden won. Deportivo leek echter niet te bezwijken en zou zelf ook niet meer verliezen na de nederlaag in Nou Camp. Op speeldag 34 werd de thuiswedstrijd tegen Tenerife gebruikt door de supportersgroep Riazor Blues om gratis Chupa Chups-lolly's aan het hele stadion uit te delen en twee doelpunten van Claudio zorgden ervoor dat er met 2-0 werd gewonnen. Het gat met FC Barcelona bleef op dat moment drie punten met nog vier wedstrijden te spelen. De Galiciërs verspeelden een gedeelte van die marge na doelpuntloze wedstrijden bij Lleida en thuis tegen Rayo Vallecano. Op 7 mei 1994 speelde FC Barcelona een cruciale wedstrijd bij aartsrivaal Real Madrid en won het een kwartier voor tijd dankzij Amor (0-1). Het nam hiermee een punt voorsprong op Deportivo, dat de volgende dag echter weer eens won: 0-2 bij Logroñés.
Deportivo was daarmee opnieuw koploper met een punt voorsprong op FC Barcelona en wist dat winst thuis op Valencia tot de titel zou leiden. Valencia (onder leiding van Guus Hiddink) stond zevende en maakte geen kans meer op Europees voetbal. FC Barcelona kreeg de nummer vijf Sevilla op bezoek dat de punten zelf hard nodig had om deze plek te behouden en daarmee UEFA Cup voetbal veilig te stellen. Sevilla nam vlak voor rust zelfs een 1-2-voorsprong in Nou Camp waardoor de 0-0-ruststand van Deportivo tegen Valencia voldoende perspectief leek te bieden voor de titel. FC Barcelona nam echter zelf twintig minuten voor tijd definitief afstand van Sevilla en zou uitlopen tot 5-2. Deportivo kreeg in de 88e minuut een penalty toegewezen na een overtreding op verdediger Nando, maar de poging van verdediger Djukic werd in de 90e minuut klemvast gepakt door doelman González van Valencia. Na anderhalve minuut blessuretijd was de wedstrijd afgelopen en was FC Barcelona op doelsaldo kampioen geworden. Het feit dat Valencia erg fanatiek het gelijkspel verdedigde en diverse spelers (onder wie keeper González) uitbundig de gestopte penalty vierden leidde tot volop speculatie over premies van FC Barcelona. Dit werd uiteindelijk in 2008 door verdediger Giner toegegeven.
Doelman Liaño was dat seizoen opnieuw de minst gepasseerde doelman van Spanje en in 27 van de 38 wedstrijden kreeg Deportivo geen tegendoelpunten. Het team won 22 wedstrijden (net als in het seizoen 1992/93) en verloor slechts viermaal. De 18 tegendoelpunten in dat seizoen is een all-time laagterecord in de Spaanse Primera División wat sinds 2015/16 wordt gedeeld met Atlético Madrid. Omgerekend naar 3 punten per wedstrijd behaalde Deportivo 78 punten; in 2000 zou Deportivo uiteindelijk kampioen worden met 69 punten.

### 1994-1995: winst van de Copa del Rey
Het seizoen 1994/95 zou de eerste hoofdprijs ooit voor een Galicische club opleveren: op 27 juni 1995 won Deportivo de Copa del Rey tegen Valencia, nadat de wedstrijd op 24 juni 1995 vanwege hevige regenval was gestaakt in de tweede helft. In de eerste helft had Manjarín de Galiciërs een 1-0-voorsprong gegeven in het uitverkochte Bernabéu stadion (95.000 toeschouwers). Valencia aanvaller Mijatovic scoorde in minuut 70 de gelijkmaker, waarna de wedstrijd in minuut 79 werd gestaakt. Na de hervatting drie dagen later was het middenvelder Alfredo die binnen een minuut de 2-1 maakte, wat uiteindelijk de winnende treffer bleek te zijn.
In de competitie bleek Deportivo de enige club in staat om enige tegenstand te bieden aan de uiteindelijke kampioen Real Madrid dat na vier kampioenschappen van FC Barcelona (onder Cruyff) eindelijk weer de Spaanse titel won. Op speeldag 10 (november 1994) won Deportivo met 3-1 van Real Sociedad en nam het de koppositie in, maar verloor deze een week later definitief na een 2-0-nederlaag bij Real Oviedo. In maart 1995 was Deportivo na een 0-1-thuisnederlaag tegen Atlético de Madrid verder weggezakt en stond het vierde met zeven punten achterstand op Real Madrid. Maar in de negen wedstrijden erna zette Deportivo een sterkte serie neer met zes overwinningen (onder meer thuis tegen FC Barcelona en uit bij Celta en Valencia) en drie gelijke spelen. Dat zorgde ervoor dat bij aanvang van de wedstrijd Real Madrid - Deportivo op speeldag 35 het gat nog maar vier punten was. Winst van Deportivo zou het gat tot twee punten verkleinen waarna Real Madrid nog onder meer tegen het hooggeklasseerde Betis Sevilla zou moeten spelen. Een late treffer van Iván Zamorano zorgde er echter voor dat Real Madrid met 2-1 won en daardoor voor het eerst sinds 1990 weer Spaans kampioen werd. Deportivo verzekerde zich in het restant van het seizoen van de tweede plaats door 5-0 winst op Logroñés en een 2-8-uitoverwinning bij Albacete Balompié (in 2021 is dat nog steeds de grootste uitoverwinning ooit van Deportivo op het hoogste niveau). Met deze tweede plaats eindigde Deportivo voor het derde seizoen op rij bij de bovenste drie plekken. In de zomer van 1995 nam Deportivo revanche op Real Madrid door de Supercopa te winnen en de kampioen twee keer te verslaan (3-0 thuis en 1-2 uit).

## 1995-1998: de eerste terugslag

### 1995–1996: de ontmanteling van Superdepor
De succesperiode onder coach Arsenio Iglesias werd in 1995 afgesloten en hij werd opgevolgd door John Toshack. De coach uit Wales stond bekend om zijn goede prestaties met beperkte middelen. Voor het eerst sinds 1969 won het team het eigen Teresa Hererra toernooi, dankzij een 2-0-zege in de finale op Real Madrid. En na de winst in de Supercopa (na twee nieuwe zeges op Real Madrid) werd de eerste competitiewedstrijd moeiteloos met 3-0 van Valencia gewonnen. Deportivo was ineens de topfavoriet om de competitie te winnen. Maar daarna ging het mis, gekenmerkt door een genadeloze 4-0-nederlaag bij streekgenoot Compostela. In oktober 1995 stond het team op de twaalfde plaats op de ranglijst, hoewel Deportivo af en toe nog excelleerde zoals tegen Apoel Nicosia (8-0 in de Europacup 2) en Albacete (5-0, met alle goals door Bebeto). Een opleving in de wintermaanden zorgde onder meer voor een 3-0-overwinning op Real Madrid (en daarmee de vierde in een paar maanden tijd) en een 1-1-gelijkspel bij FC Barcelona. In de halve finale van de strijd om de Europacup II bleek Paris Saint-Germain te sterk te zijn, en het seizoen ging als een nachtkaars uit met Deportivo in de middenmoot.

### 1996–1997: het jaar van Rivaldo
Het seizoen 1996/97 zorgde voor een grotere opleving, wat vooral te danken was aan de komst van de Braziliaan Rivaldo. Daar tegenover stond echter het vertrek van onder anderen diens landgenoot Bebeto. Deportivo startte erg sterk en was in december 1996 nog ongeslagen na 17 wedstrijden. De sterke defensie werd aangevuld met de doelpunten van Corentin Martins en Rivaldo. De club deed in de winter grote investeringen in Flávio Conceicao, Hélder en Renaldo. De komst van Nuno was de allereerste transfer van spelersmakelaar Jorge Mendes. In januari 1997 ging het echter mis met een late nederlaag tegen FC Barcelona (0-1), de aankondiging van Toshack dat hij na het seizoen zou stoppen, meerdere malen puntenverlies in de competitie en uitschakeling in de Copa del Rey tegen Espanyol. Assistent-coach José Manuel Corral nam het tijdelijk over, en onder zijn leiding speelde Deportivo onder meer een thuiswedstrijd in Santiago de Compostela vanwege een munt-incident in een eerdere wedstrijd tegen Tenerife. Onder de nieuwe coach Carlos Alberto Silva was er een opleving (met name dankzij de doelpunten van Rivaldo) en het team eindigde alsnog op de derde plaats. Rivaldo zou in totaal 21 competitie-doelpunten scoren, en doelman Jacques Songo'o was de minst gepasseerde doelman van de Spaanse competitie en won daarmee de Trofeo Zamora.

### 1997-1998: van titelkandidaat tot degradatiezorgen
In de zomer van 1997 voegde Deportivo met Djalminha en Luizão twee nieuwe Braziliaans spelers toe aan de selectie. Het team werd voortgebouwd op de derde plek van het vorige seizoen en had een zeer succesvolle voorbereiding, maar in de sloturen van de transfermarkt werd Rivaldo voor $27 miljoen weggekocht door FC Barcelona volgens een clausule in zijn contract. Alleen de spelers Ronaldo (naar Inter Milan) en Denilson (naar Betis Sevilla) waren tot op dan op de transfermarkt voor een hoger bedrag verkocht. Voor Deportivo was er geen tijd om een vervanger te halen en het gemis van Rivaldo bleek een te grote slag te zijn. Het team zou in het seizoen 1997/1998 nooit hoger komen dan plek elf en werd al in de eerste ronde van de UEFA Cup uitgeschakeld door Auxerre. In oktober 1997 werd coach Silva ontslagen, en wederom nam José Manuel Corral het over. Ditmaal zou het tot het einde van het seizoen duren. In de winterperiode deed president Lendoiro twee urgente aankopen in Zuid-Amerika met de aanvallers Abreu en 'Manteca' Martínez, maar dat bleek achteraf weggegooid geld. In de Copa del Rey was er uitschakeling tegen Segunda División club Alavés. Tegen het einde van het seizoen was er een ontluisterende 2-6-nederlaag tegen streekgenoot Compostela en het team eindigde op de veertiende plek.

## 1998-2005: het Eurodepor van Javier Irureta
In de zomer van 1998 bouwde Deportivo aan een nieuw team (met onder meer de verdedigers Romero en Manuel Pablo) dat ditmaal succesvoller dan ooit zou zijn. De Baskische coach Javier Irureta kwam over van streekgenoot Celta de Vigo en zou zeven seizoenen aanblijven. In die periode werd de titel gewonnen, eenmaal de Copa del Rey, tweemaal de Supercopa, bereikte het team de halve finale van de Champions League, kwalificeerde het zich elk seizoen voor Europees voetbal en maakte het bovenal veel indruk door de prestaties met beperkte middelen.

### 1998-1999: terugkeer in de subtop
In het eerste seizoen onder Irureta ging niet alles meteen soepel. In januari 1999 werd thuis met 1-2 van Racing de Santander verloren en het team stond slechts op de twaalfde plaats. Ternauwernood werd uitschakeling in de Copa del Rey tegen Sporting de Gijón voorkomen. Op dat moment stond de Argentijn ‘Turu’ Flores op als de nieuwe ster. Mede dankzij zijn 13 goals (tussen 17 januari en 25 april 1999) werden Celta de Vigo en Mallorca in de Copa del Rey uitgeschakeld en werd er in de eerstvolgende elf wedstrijden nog maar één keer verloren. Real Madrid werd in die periode met 4-0 vernederd. In de halve finale van de Copa del Rey ging het echter mis tegen Atlético de Madrid en kwalificatie voor de Champions League werd op de laatste speeldagen verspeeld. Niettemin eindigde het team als zesde en kwalificeerde zich zo weer voor de UEFA Cup.

### 1999-2000: de Spaanse titel
In 1999 bouwde de club voort op het nieuwe succes en werden onder meer de jonge aanvallers Roy Makaay en Víctor Sánchez aangetrokken. Zij bleken de ontbrekende sleutels om het team de ultieme bekroning te geven: het winnen van de Spaanse competitie. Makaay scoorde in de eerste wedstrijd tegen Alavés meteen een hattrick (4-1), maar eind september 1999 stond het team nog slechts zevende na een thuisnederlaag tegen Numancia. Uitschakeling in de UEFA Cup tegen Stabaek werd nipt voorkomen. Daarna begon het team te draaien en won het zeven keer op rij waaronder tegen FC Barcelona (2-1), Atlético de Madrid (1-3) en streekgenoot Celta de Vigo (1-0). Na een wervelende show op 21 november 1999 tegen Sevilla (5-2) nam Deportivo de eerste positie van de ranglijst in. In de UEFA Cup werden Montpellier en Panathinaikos uitgeschakeld, Mallorca werd geëlimineerd in de Copa del Rey en in de competitie werd een gat geslagen van acht punten.
In het begin van 2000 ging het weer mis. Na onder meer een 0-3-thuisnederlaag tegen Racing de Santander liep Real Zaragoza in de competitie in tot op twee punten, en FC Barcelona tot op vier punten. Osasuna uit de Segunda División bleek de meerdere te zijn in de Copa del Rey, en Arsenal schakelde Deportivo uit in de UEFA Cup. Maar het team hervond zich net op tijd. Real Madrid werd met een 5-2-nederlaag naar huis gestuurd, hoewel door een 2-1-nederlaag bij FC Barcelona de Catalanen onder leiding van Louis van Gaal tot op twee punten naderden. Na speeldag 34 had Deportivo een voorsprong van vijf punten op FC Barcelona. De situatie leek echter precair te worden voor Deportivo door de 0-3-winst van de Catalanen bij Atlético de Madrid en de 2-1-nederlaag van Deportivo in de derby bij Celta. Na 35 speeldagen was het gat daardoor nog maar twee punten en kwam Zaragoza als nummer drie naar Riazor (met een achterstand van vijf punten op Deportivo). Maar waar middenmoter Rayo Vallecano in 1994 een cruciale rol speelde door in de slotfase van de competitie een punt bij Deportivo te pakken, verraste het Barcelona op speeldag 36 met een 0-2-overwinning in Nou Camp. Een dag later vond de wedstrijd tussen Deportivo en Zaragoza plaats, waarbij winst voor de bezoekers ervoor zou zorgen dat alle vijf de achtervolgende teams nog een kans op de titel zouden maken. Een 0-1-voorsprong van Zaragoza na rust werd door Deportivo omgezet naar een 2-1-voorsprong, waarna Djalminha uit het veld werd gestuurd en Zaragoza vrij snel gelijkmaakte. Met hangen en wurgen trok Deportivo het gelijkspel over de streep en liep het daarmee zelfs een punt uit op de belangrijkste achtervolger FC Barcelona. Had FC Barcelona gewonnen van Rayo Vallecano dan was Deportivo de koppositie kwijt geweest.
Met de wetenschap dat de laatste thuiswedstrijd tegen het al uitgespeelde Espanyol zou plaatsvinden, speelde Deportivo zeer behoudend bij Racing de Santander (0-0). Dat FC Barcelona de strijd echter al leek te hebben opgegeven toonde het nieuwe puntenverlies bij Real Sociedad aan: 0-0. Van de overige clubs kon alleen nog Zaragoza aanhaken dankzij een 3-2-overwinning op Málaga. De overige achtervolgers (Valencia, Alavés en Real Madrid) haakten definitief af na speeldag 37. Doordat Deportivo nu met drie punten voorsprong de laatste speeldag inging zou het aan een punt tegen Espanyol voldoende hebben om op 19 mei 2000 kampioen te worden. Een overwinning van Espanyol bleek al snel ingwikkeld te worden dankzij snelle goals van Donato en Makaay voor Deportivo. Ondertussen deed Deportivo's aartsrivaal Celta haar plicht door met een 0-2-voorsprong in Nou Camp de rust in te gaan. Zaragoza bleef aangehaakt door een 0-1-voorsprong bij Valencia. In Riazor liep de wedstrijd van Deportivo echter probleemloos af en liet het team zich niet beïnvloeden door de snelle comeback van FC Barcelona vlak na rust (2-2). Dat zou ook de eindstand in Nou Camp worden, terwijl Zaragoza uiteindelijk met 2-1 bij Valencia verloor en daarmee afstand deed van de derde plaats. Na 94 jaar was Deportivo voor het eerst kampioen van Spanje geworden en het kwalificeerde zich meteen voor het eerst voor de Champions League. Met 22 doelpunten had Roy Makaay een groot aandeel in de titel. Doordat Deportivo in de eindstand een gat van vijf punten met FC Barcelona en Valencia had, bleek achteraf dat zelfs een nederlaag tegen Espanyol voldoende zou zijn geweest voor de titel.
Waar Deportivo in dat seizoen van kon profiteren was de ongekende nivellering van de Primera Divisón. Tussen kampioen Deportivo (69 punten) en nummer zes Alavés (61 punten) zat slechts een verschil van acht punten. FC Barcelona behaalde in de jaren 2000-2003 nooit meer dan 64 punten, en Real Madrid behaalde in het seizoen 1999/2000 slechts 62 punten. Dat waren er slechts een paar minder dan de 63 punten in 1997/98 en de 68 punten in 1998/1999. Deportivo is met 69 punten dan ook tot heden de kampioen met de minste punten sinds de toekenning van drie punten aan een overwinning in 1995. Tweede op die lijst is het kampioenschap van FC Barcelona in 1997/1998 met 74 punten. In het seizoen voor de titelwinst van Deportivo behaalden de Galiciërs 63 punten en eindigen daarmee op een zesde plek. Het contrast qua nivellering toonde het seizoen 2011/12 aan, toen Real Madrid als eerste club de 100 punten behaalde (en een record neerzette met 121 goals) en daarmee een gat had van 45 punten met de nummer zes Levante. Dat de nivellering van de Spaanse competitie in die periode een sterkte bleek toont onder meer de Champions League-finale van 2000 aan die door Real Madrid met 3-0 werd gewonnen van Valencia. FC Barcelona was in de halve finale uitgeschakeld door Valencia. Een jaar later verloor Valencia opnieuw de Champions League-finale (ditmaal na strafschoppen van Bayern München) en was Real Madrid in de halve finale gestrand op de Zuid-Duitsers. De clubs Mallorca en Celta de Vigo hadden in 1999/00 de kwartfinale van de UEFA Cup bereikt. Alavés zou in het seizoen 2000/01 de UEFA Cup-finale na verlenging met 5-4 van Liverpool verliezen.

### 2000–2001: succesvol debuut in de Champions League
Deportivo zou zich vijf keer achter elkaar voor de Champions League kwalificeren tussen 2000 en 2004. Om daarin een goed figuur te slaan deed de club in de zomer van 2000 grote uitgaven. Van het gedegradeerde Atlético de Madrid werden Molina, Capdevila en Valerón overgenomen. Daarnaast arriveerde onder meer de aanvallers Walter Pandiani en Diego Tristán. Een vierde trofee werd in die periode aan de prijzenkast toegevoegd met het winnen van de Supercopa tegen Espanyol.
De Champions League-groep met Panathinaikos, Hamburger SV en Juventus werd met een eerste plaats probleemloos overleefd, en ook in de competitie ging het vrij soepel. Tot 4 november 2000 werd er slechts eenmaal verloren (3-0 bij Real Madrid). Hoewel Deportivo in december 2000 de eerste plek in de competitie veroverde en in Europa indruk maakte met een 1-3-overwinning bij Paris-Saint Germain, kwam daarna een bijna gebruikelijke terugval. Het team verloor thuis met 0-1 van AC Milan, werd in de Copa del Rey wederom uitgeschakeld door een club uit de Segunda División (ditmaal door Tenerife) en behaalde slechts vier van de mogelijke twaalf punten in de competitie. Op 27 februari 2001 schreef Deportivo geschiedenis door in de slotseconde met 2-3 bij FC Barcelona te winnen. Een week later had het een monsterscore kunnen behalen in de thuiswedstrijd tegen Real Madrid, maar een mirakel hield de Madrilenen op de been (2-2). Deportivo raakte daarmee definitief het zicht op de eerste positie kwijt. In Europa was vervolgens een wonder nodig na een 1-0-nederlaag bij Galatasaray. De Turken werden probleemloos in Riazor met 2-0 verslagen, maar een 0-3-achterstand in de thuiswedstrijd tegen Paris-Saint Germain leek fataal te worden. Dankzij drie doelpunten van Pandiani en een goal van Tristán werd de wedstrijd alsnog gewonnen (4-3) en kon Deportivo dankzij een Panenka-penalty van Djalminha bij AC Milan (1-1) zich alsnog kwalificeren voor de kwartfinale. In die ronde behaalde het team bijna opnieuw een wonder na een 3-0-nederlaag bij Leeds United, maar de 2-0-thuisoverwinning bleek te weinig. Daarmee was de laatste kans op een prijs voor Deportivo verkeken. Diego Tristán werd topscorer voor Deportivo met 19 doelpunten, en ook Roy Makaay stond hoog in het klassement met 16 doelpunten.

### 2001-2002: consolidatie in Europa en deCentenariazo
De enige aankoop van naam voor het seizoen 2001/02 was middenvelder Sergio González die van Espanyol overkwam. In de Champions League werd voor het eerst van een grote club gewonnen dankzij late goals van Pandiani en Naybet tegen Manchester United (2-1). De impact was nog groter toen het team ook een overwinning op Old Trafford kon noteren dankzij twee goals van Tristán en een van Sergio. Al na vijf speeldagen in de Champions League-groep was Deportivo gekwalificeerd voor de volgende ronde. In de competitie eindigde het team het jaar 2001 als koploper en het team maakte opnieuw indruk tegen een Engelse club met een 2-0-overwinning op Arsenal. Maar rondom de jaarwisseling ging het opnieuw fout. Na een 3-0-nederlaag bij Valladolid zakte het team zelfs naar een zevende plaats op de ranglijst. In Europe herpakte het team zich met een 0-0-gelijkspel bij Juventus en een 2-0-overwinning thuis tegen de Italianen, die in eigen land de titel zouden winnen dat seizoen. De meeste indruk maakte echter de 0-2-overwinning op Highbury bij Arsenal waarmee het team zich opnieuw kwalificeerde voor de kwartfinale van de Champions League. De Engelsen zouden dat seizoen zowel de FA Cup als de FA Premier League winnen.
Het hoogtepunt van het seizoen 2001/02 zou de finale van de Copa del Rey op 6 maart 2002 blijken te zijn. Deportivo had een vrij gemakkelijke route naar de finale met Marino, Leonesa, een ronde met L'Hospitalet die niet doorging (vanwege het type veld van de Catalanen), Valladolid en Figueres. In de finale wachtte echter Real Madrid dat door de Spaanse voetbalbond in staat was gesteld om de finale in eigen stadion te spelen exact op de honderdste geboortedag van de club. Met snelle doelpunten van Sergio en Tristán nam Deportivo echter de leiding en het gaf die niet meer uit handen (1-2). De overwinning van Deportivo gaat sindsdien door het leven als de Centenariazo. In Europa ging het echter wederom mis in de kwartfinale. Manchester United (de Engelse kampioen van 1999, 2000 en 2001) had geleerd van de eerdere nederlagen in het seizoen, won met 0-2 in Riazor en maakte het karwei af op Old Trafford (3-2). Drie wedstrijden voor het einde werd ook de kans op de Spaanse titel verspeeld door een 1-0-nederlaag bij Valencia, dat kampioen zou worden. Maar ten koste van Real Madrid werd wel op de laatste speeldag wederom de tweede plek veilig gesteld dankzij een 3-0-overwinning. Tristán eindigde in de Spaanse competitie als topscorer met 21 doelpunten.

### 2002-2003: Roy Makaay als topscorer van Europa
Het seizoen 2002/03 startte met opnieuw winst van de Supercopa, ditmaal tegen Valencia (3-0 en 0-1). Deportivo had zich versterkt met Jorge Andrade, Albert Luque en ‘Toro’ Acuña voor een totaalbedrag van €38 miljoen. De competitie startte in mineur met een 2-4-thuisnederlaag tegen Betis Sevilla en een serieuze blessure voor Jorge Andrade, maar de stemming sloeg volledig om op 18 september 2002. Op die dag scoorde Roy Makaay een hattrick (met twee assists van Valerón) en won Deportivo met 2-3 bij Bayern München. Het was de eerste winst ooit van een Spaanse club in München, en ook de eerste keer dat Bayern drie goals tegen kreeg in een Europese thuiswedstrijd. In de thuiswedstrijd die volgde tegen Valladolid liep Valerón echter een serieuze blessure op en raakte het team uit balans. AC Milan won daarna gemakkelijk in Riazor (0-4) en ook wedstrijden tegen Racing de Santander, Villarreal en Lens werden verloren. In de competitie zakte het team naar de negende plek. De come-back kwam in de Europese thuiswedstrijd tegen Bayern München, die werd gewonnen door een late goal van Makaay: 2-1. Met een 1-2-overwinning bij het al gekwalificeerde AC Milan drong Deportivo voor derde keer op rij door tot de tweede groepsfase.
Het door blessures en schorsingen geplaagde team klom toch begin januari 2003 op naar de derde plek in de competitie, op zeven punten van koploper Real Sociedad. Maar in de Champions League lukt het dit seizoen niet. Een 2-0-voorsprong werd thuis tegen Juventus weggegeven (2-2) en bij Manchester United werd kansloos met 2-0 verloren. Ook bij FC Basel werd verloren (1-0), hoewel de 1-0-thuisoverwinning tegen de Zwitsers nog enige hoop gaf. Maar een 1-2-voorsprong in de vijfde wedstrijd tegen Juventus werd in de slotfase weggeven (3-2), waardoor uitschakeling al een feit was. Ook in de Copa del Rey ging het mis na een 2-3-nederlaag in Riazor tegen Mallorca en een 1-1-gelijkspel op het eiland. De terugkeer van de geblesseerde Valerón en de van kanker herstelde Molina gaven het team echter een boost om voor de laatste kans in de competitie te vechten. Vanaf februari 2003 werden zeven van acht wedstrijden gewonnen, waaronder de toppers tegen Real Sociead (2-1) en FC Barcelona (2-4). Op 10 mei 2003 werd zelfs de eerste plek veroverd na een 0-2-overwinning op Málaga, op één punt gevolgd door Real Madrid en Real Sociedad. Toen ging het echter alsnog mis door nederlagen tegen Valencia (1-2) en Celta de Vigo (3-0), en Deportivo eindigde als derde. Hoewel het team het seizoen zonder prijzen eindigde, en eerder dan ooit was uitgeschakeld in de Champions League, kon de club terugblikken op opnieuw een seizoen in de top van het Spaanse en Europese voetbal. De bekroning daarvan was dat Makaay als Europees topscorer werd gekroond met 29 doelpunten in de Liga, 9 in de Champions League en 1 in de Copa del Rey. Het leverde hem een transfer van €19 miljoen naar Bayern München op.

### 2003-2004: het mirakel tegen AC Milan (El Milanazo)
De zomer van 2003 was de meest rustige op de transfermarkt voor Deportivo sinds 1991, een teken aan wand van de toenemende economische problemen. De enige veldspeler die werd aangetrokken was de transfervrije Pedro Munitis van Real Madrid. Daartegenover stond het vertrek van onder meer Donato. Door de derde plek in het vorige seizoen was Deportivo genoodzaakt om voorrondes voor de Champions League te spelen, waarbij een 1-0-overwinning op Rosenborg ternauwernood voldoende was na de 0-0 in Noorwegen. Maar voor de vierde keer op rij zou Deportivo deelnemen aan de Champions League. Walter Pandiani bleek de natuurlijke vervanger van Makaay en scoorde acht wedstrijden op rij. In Europa had het team vier punten na twee wedstrijden, maar in de competitie moest het de koppositie na enkele weken overlaten aan Valencia. Die werd echter enkele weken later weer teruggepakt na 2-1 winst op Valencia en de derde overwinning ooit van Deportivo in Nou Camp (2-4). In november ging het echter goed mis. In de competitie zakte het team weg naar een derde plek en in de Champions League werd met maar liefst 8-3 bij AS Monaco verloren. Toch was er opnieuw kwalificatie voor de volgende ronde na een minimale nederlaag bij PSV Eindhoven (3-2), waardoor de Galiciërs op doelsaldo door gingen. Maar de titelkansen gingen vrijwel verloren na een 2-1-nederlaag bij Real Madrid, met enkele dubieuze beslissingen van de scheidsrechter.
Atlético Madrid schakelde vervolgens Deportivo uit in de Copa del Rey, maar in de competitie raakte het team weer op stoom met onder meer een 0-5-overwinning bij streekgenoot Celta de Vigo en een 4-1-overwinning tegen Real Zaragoza. In de Champions League van het seizoen 2003/2004 was de tweede groepsfase afgeschaft en Deportivo lootte een oude bekende met Juventus in de knock-outfase. Na een 1-0-thuisoverwinning was het Pandiani die het enige doelpunt in de return maakte en daarmee de eerste overwinning ooit van Deportivo bij Juventus realiseerde (0-1). Ondertussen ging het in de competitie definitief mis. Het herleefde Barcelona won met 2-3 in Riazor, en ook Valencia nam revanche voor een eerdere nederlaag en won met 3-0. In de kwartfinale van de Champions League wachtte de titelverdediger en opnieuw een oude bekende: AC Milan. Voor de derde keer in vier seizoenen speelden beide teams tegen elkaar in een dubbele ontmoeting. In San Siro was de start veelbelovend voor Deportivo na de goal van Walter Pandiani, maar rondom de pauze sloeg Milan hard terug met vier goals (4-1). De return op 7 april 2004 werd algemeen als een formaliteit beschouwd, maar na 90 minuten had Deportivo het onmogelijke gepresteerd door AC Milan alle hoeken van het veld te laten zien: 4-0. Voor het eerst in de geschiedenis van de Champions League maakte een team een achterstand van drie doelpunten uit de heenwedstrijd ongedaan, en dat ook nog eens in een kwartfinale tegen de titelverdediger. Deportivo had al eerder de andere finalist van het vorige seizoen (Juventus) uitgeschakeld.
Dat seizoen bleek achteraf voor Deportivo een unieke kans om de Champions League te winnen, maar de Galiciërs bleken niet opgewassen tegen het FC Porto van José Mourinho. Tijdens de bloedeloze 0-0 in Porto kreeg verdediger Jorge Andrade een curieuze rode kaart en zijn vervanger (César Martín) veroorzaakte in de return een penalty die de beslissing bleek te zijn (0-1). FC Porto won dat seizoen de Champions League. Met alle ogen vervolgens op de competitie gericht bleek het team opnieuw in staat om de derde plek te bereiken vóór Real Madrid.

### 2004-2005: het einde van het Irureta-tijdperk
Dat het sprookje voor Deportivo niet eeuwig kon duren toonde de transferzomer van 2004 al aan. Net als in het jaar ervoor kreeg trainer Irureta geen nieuwe spelers van betekenis om te kunnen doorselecteren ondanks dat spelers als Maniche, Mascherano, Eto'o en Saviola aan de club werden gelinked. Sterker nog, op de salarispost werd flink bespaard door het vertrek van onder meer Naybet, Djalminha, Djorovic en vele andere spelers. Uiteindelijk werd voorkomen dat Albert Luque een stap maakte naar FC Barcelona. In de voorronde van de Champions League werd het 0-0 bij het kleine Shelbourne en pas na 60 minuten werd de score in Riazor geopend wat leidde tot een 3-0-overwinning.
Negatieve berichten gingen echter de boventoon voeren. Deportivo had last-minute de middenvelder Aciari van Murcia willen aantrekken, maar slaagde daar niet in vanwege financiële problemen. Daarbij kwam de aanklacht van Fran tegen de club vanwege finánciele geschillen. Luque en Pandiani haalden vervolgens het nieuws vanwege een ruzie op de training. Het was een teken aan de wand dat Irureta de controle op zijn spelersgroep aan het verliezen was. Op 22 september 2004 liet Valencia geen spaan heel van Deportivo in Riazor (1-5), en ook in de Champions League ging het vrijwel meteen mis met een 0-0-gelijkspel thuis tegen Olympiakos Piraeus en een 2-0-verlies bij AS Monaco. Hét hoogtepunt van het seizoen vond plaats in oktober 2004 toen het team voor het eerst in 49 jaar in de competitie won bij Real Madrid: 0-1. Hoewel het team een stormloop van Liverpool op Anfield Road overleefde (0-0) bleek de thuisnederlaag (0-1) tegen de Engelsen fataal. De volgende klap was uitschakeling in de Copa del Rey tegen het kleine Elche. Hoewel het team nog tot de achtste plek in de competitie zou reiken eindigde de Champions League-campagne in mineur met een 1-0-nederlaag bij Olympiakos Piraeus en een ontluisterende 0-5-nederlaag tegen AS Monaco. Hiermee werd Deportivo het eerste team in de geschiedenis van de Champions League dat niet scoorde tijdens de eerste groepsfase. Deportivo eindigde het jaar 2004 op plek dertien en op twintig punten achterstand van FC Barcelona.
In de wintermaanden was er sprake van twee selectiewijzigingen. Walter Pandiani rebelleerde met opmerkingen richting Irureta en werd uitgeleend aan Birmingham City. Daarentegen kwam Fabricio Coloccini de selectie versterken. In het restant van de competitie was er de bijna traditionele overwinning op Real Madrid (2-0). Toen zelfs kansen op UEFA Cup voetbal echter verkeken leken maakte de officiële krant van Deportivo bekend dat Irureta aan het einde van het seizoen zou vertrekken. Het elftal kon zich zelfs niet meer voldoende motiveren voor de laatste wedstrijd van Mauro Silva en Fran in Riazor, en verloor kansloos met 0-3 van Real Mallorca. Deportivo had uiteindelijk een eigen goal van Numancia's Juanpa nodig om op de slotdag een 1-1 te behalen dat voldoende was voor de achtste plek, die recht gaf op Intertoto-voetbal. Het was niet alleen Irureta's laatste seizoen bij Deportivo, maar ook zijn slechtste en bijna even slecht voor Deportivo als het dramatische seizoen 1997/1998.

## 2005-2007: achteruitgang onder Caparrós
De successen van de periode 1992-2004 bleken onder Joaquín Caparrós niet herhaalbaar en Deportivo werd een middenmoter. In 2011 degradeerde de club.

### 2005-2006: fysiek voetbal en ontgoocheling
In de zomer van 2005 was het duidelijk dat Deportivo voor het eerst sinds 1998 geen Europees voetbal zou spelen. Tezamen met het vertrek van aanvoerders Mauro Silva en Fran, en de komst van coach Joaquín Caparrós, was er sprake van de grootste reconstructie sinds 1998. Daarbij kwam nog de verkoop van Pandiani en Albert Luque (naar Newcastle United voor € 14 miljoen), en dit werd slechts gecompenseerd door de transfervrije Julian de Guzman en Juanma, en de komst van aanvaller Taborda. President Lendoiro was duidelijk in zijn verwachtingen dat Deportivo B voortaan een belangrijke bron voor nieuwe spelers zou moeten worden.
In de Intertoto Cup overleefde het team de rondes met Buducnost en Slaven en waren er twee indrukwekkende zeges op Newcastle United. Deportivo speelde vervolgens een van de drie finales van dit toernooi. Thuis tegen Olympique Marseille werd met 2-0 gewonnen maar het team stortte in de uitwedstrijd in elkaar bij een 2-1-achterstand en het wegzenden van Joan Capdevila. Ondanks de uiteindelijke 5-1-nederlaag was het een goede voorbereiding geweest, tezamen met de winst van het eigen Teresa Herrera toernooi. Dit werd doorgezet in de competitie waarin het team vijf wedstrijden ongeslagen bleef, met bijdrages van jonge spelers als Rubén Castro (24), Iván Carril (21), Senel (21) en Momo (23). De resultaten in oktober waren minder, maar er was het debuut van spelmaker Iago (21), en het team vocht zich in de thuiswedstrijd tegen FC Barcelona terug van een 1-3-achterstand tot 3-3. Aan het einde van de maand was er een 3-1-overwinning tegen het Real Madrid van Luxemburgo.
Ondanks de hoge notering in de subtop van de competitie was er ontevredenheid onder de supporters. De passing game van de voorgaande jaren had plaatsgemaakt voor meer fysiek spel, en vele doelpunten werden gescoord uit standaardsituaties. Dit had in de tweede helft van het seizoen onder meer te maken met het geblesseerd uitvallen van spelmaker Valerón. Het team was succesvoller in uitwedstrijden dan in het eigen Riazor stadion. Maar de Argentijnen Duscher en Scaloni hadden een moeizame relatie met Caparrós. En ook de nieuwe coach kon Diego Tristán zijn vorm niet teruggeven van het seizoen 2001/2002 toen hij topscorer van Spanje was. Tot overmaat van ramp ging het in de slotfase van de competitie ook mis met de resultaten voor het 100-jarige Deportivo. Celta de Vigo bezette een plek die recht gaf op UEFA Cup-voetbal, had vijf punten voorsprong op Deportivo en won voor het eerst in twaalf jaar in Riazor. Het contrast was dan weer dat de overwinning op Espanyol (1-2) de negende uitoverwinning van het team was, een record in de geschiedenis van Deportivo. Maar in de laatste thuiswedstrijd ging het helemaal mis. Twintig minuten voor tijd stond Deportivo nog 1-0 voor tegen Bilbao, maar de Basken wonnen uiteindelijk met 1-2. Op de slotdag werd ook nog eens een ticket voor de Intertoto cup verspeeld door een 1-0-nederlaag bij Deportivo Alavés, dat niettemin degradeerde doordat Espanyol zichzelf in blessuretijd redde tegen Real Sociedad. Het was Espanyol geweest dat Deportivo dat seizoen had uitgeschakeld in de halve finale van de Copa del Rey.
Al met al waren er in 2006 tegenstrijdige ideeën over het succes van het afgelopen seizoen. Voor het eerst sinds de promotie in 1991 werd twee seizoenen op rij rechtstreekse kwalificatie voor de Europese toernooien gemist. Omdat Deportivo zich in de zomer van 2005 net niet had weten te kwalificeren voor de UEFA Cup via de Intertoto, en de Champions League-campagne in 2004/2005 dramatisch was geweest, leek de stunt tegen AC Milan van 2004 alweer lang geleden. Positieve uitzonderingen waren Munitis, Duscher, Juanma en het debuut van diverse jonge spelers. Toch bestond de basiself meestal uit ervaren spelers van rond de dertig jaar. Het seizoen had anders geïnterpreteerd kunnen worden als de laatste twintig minuten in Marseille waren overleefd, of als er een doelpunt was gemaakt in de Copa del Rey tegen Espanyol, of als een van de laatste thuiswedstrijden tegen Celta de Vigo of Athletic de Bilbao winnend was afgesloten. De teruglopende successen vielen erg ongelukkig samen met het 100-jarig bestaan van de club in maart 2006.

### 2006-2007: Babydepor op de dertiende plek
Voor het tweede seizoen van coach Caparrós werd er meer dan ooit doorgeselecteerd. Oudgedienden als Tristán, Molina, Víctor Sánchez, Scaloni en Romero verlieten de club en Spaanse spelers als Riki, Joan Verdú, Lopo en Juan Rodríguez arriveerden. In totaal zouden er zeventien nieuwe (meestal jonge en goedkope) spelers worden aangetrokken. Daaronder waren twee spelers die later bij het Europese topvoetbal zouden aanhaken: Arbeloa (23) en Filipe Luís (21). Net als in het eerste seizoen onder Caparrós was de start heel behoorlijk. In de eerste tien competitiewedstrijden verloor het team slechts twee keer en werd er thuis gelijkgespeeld tegen FC Barcelona. Daarnaast werd Racing de Santander verslagen in de Copa del Rey. Het vertoonde spel overtuigde echter wederom niet, en de twijfel sloeg in december volledig toe toen het team maar liefst negen wedstrijden zonder overwinning bleef. In november won streekgenoot Celta de Vigo voor de tweede keer in 2006 in Riazor, en er waren grote nederlagen tegen Osasuna (4-1), Valencia (4-0) en Sevilla (4-0), waardoor het team zelfs was afgezakt naar een degradatieplaats.
Een ommekeer leek de thuiswedstrijd begin januari 2007 tegen Real Madrid te zijn. Een ontketend Deportivo onder leiding van Riki en Cristián versloeg de 'Koninklijke' met 2-0, en deze uitslag had hoger kunnen uitvallen. Dit positieve resultaat werd in de weken erna niet meteen doorgezet en Deportivo was genoodzaakt om Arbeloa aan Liverpool te verkopen om aan de meest acute schuldeisers te voldoen. Pas in februari 2007 zette Deportivo weer een goede serie neer (zonder tegendoelpunten) met twee overwinningen en twee gelijke spelen. Ondertussen waren ook Real Mallorca en Real Valladolid uitgeschakeld in de Copa del Rey en zou Deportivo de halve finale tegen Sevilla gaan spelen. Het seizoen zou echter als een nachtkaars uitgaan. Het team won nog maar vier keer in de competitie en speelde zich daardoor uiteindelijk veilig op de dertiende plek. Maar er was opnieuw een nederlaag tegen Celta de Vigo (1-0) en Sevilla schakelde de Galiciërs met groot gemak uit in de Copa del Rey. De Andaluciërs wonnen dat seizoen zelfs alle vier de wedstrijden tegen Deportivo, wat in de voorgaande jaren meestal andersom was geweest. In de thuiswedstrijd tegen Recreativo op 9 juni 2007 liet het team zelfs vijf tegendoelpunten toe (2-5). Het was vervolgens een vanzelfsprekendheid dat Caparrós de club verliet, en hij werd opgevolgd door Miguel Ángel Lotina.

## 2007-2011: problemen met Lotina en uiteindelijk degradatie

### 2007-2008: van de hel naar de hemel
De fans van Deportivo kregen met een verrassing te maken toen president Lendoiro in de zomer van 2007 de aankoop voor €7 miljoen van het 20-jarige Mexicaanse talent Andrés Guardado aankondigde. Daar tegenover stond echter de verkoop van Jorge Andrade aan Juventus voor €10 miljoen.
Maar de eerste wedstrijd van het seizoen was een teken aan de wand van wat komen ging. Het team zou zich opnieuw beroepen op de bekende passing game en was in vele wedstrijden beter dan de tegenstander, maar zette dit niet om in voldoende resultaten. Op de eerste speeldag gaf nieuwkomer Almería een les in effectiviteit en won met maar liefst 0-3 in Riazor, en pas begin november kon het team een beetje ademhalen toen de 0-2-overwinning bij Murcia de derde zege van dat seizoen betekende. Het vrijwel enige in het oog springende resultaat tot dan toe was de 0-1-zege bij Sevilla (dat speelde met onder meer Alvés, Jesús Navas, Keita, Adriano en Kanouté). Maar daarna ging het slechter dan ooit sinds 1991. Het team zakte dramatisch weg in de degradatiezone en won alleen nog maar bij Levante (0-1). Het was opnieuw Espanyol dat Deportivo uitschakelde in de Copa del Rey, met onder meer een 1-2-zege in Riazor. Door de 1-0-nederlaag bij Almería in januari 2008 was het team zes punten verwijderd van een veilige plek. Coach Lotina wist dat hij de eerstvolgende wedstrijd (thuis tegen van Valladolid) moest winnen om niet ontslagen te worden.
Net als een jaar eerder (toen tegen Real Madrid) speelde een ontketend Deportivo in een zo goed als vol stadion zich naar een makkelijke overwinning (3-1), hoewel het was omgeschakeld naar een systeem met vijf verdedigers. Het zou de start zijn van een unieke serie van zestien wedstrijden. In deze periode behaalde Deportivo zelfs de beste resultaten van alle Spaanse clubs (elf zeges, twee gelijke spelen en drie nederlagen). Onder de overwinningen was in maart 2008 de bijna gebruikelijke zege op Real Madrid (1-0) en een 2-0-overwinning op FC Barcelona. Met name de vleugelspelers Lafita en nieuwkomer Christian Wilhelmsson gaven het team letterlijk 'vleugels', en Coloccini bleek eindelijk de leider van de defensie te zijn waar Deportivo naar zoek was. Daarbij leek Deportivo eindelijk weer een topscorer in huis te hebben met Xisco, die ook nog eens voortkwam uit Deportivo B. En ook verdediger Adrián van Deportivo B speelde vele wedstrijden in de basis dat seizoen. Hoewel tegen het einde van het seizoen de opmars tot stilstand kwam met drie nederlagen in vier wedstrijden, waren de resultaten toch net voldoende geweest om van de laatste plek op de klimmen naar kwalificatie voor Intertoto voetbal.

### 2008-2009: consolidatie en terugkeer in Europa
Om de grote schuldenlast tegen te gaan was Deportivo ook in de zomer van 2008 weer verplicht om belangrijke spelers te verkopen. Dit keer werden Coloccini en Xisco aan Newcastle United verkocht. De aangetrokken spelers zouden een wisselend succes zijn: achterin bleken Aranzubia, Diego Colotto en Zé Castro een versterking, maar voorin zouden de spitsen Mista en Omar Bravo het verschil niet kunnen maken. Ondanks dit beperkte succes op de transfermarkt kon het team de lijn van de tweede seizoenshelft van 2007/2008 doorzetten en op een verdienstelijke zevende plaats eindigen.
Om uiteindelijk de groepsfase van de UEFA Cup te bereiken werd eerst Bnei Sakhnin verslagen over twee wedstrijden in de finaleronde van de Intertoto. In de tweede voorronde van de UEFA Cup won het team van Hajduk Split. In de eerste ronde bleek Brann Bergen een stuk lastiger. In Noorwegen verloor Deportivo met 2-0, Bij een 1-0-tussenstand in de thuiswedstrijd werd aanvaller Riki van het veld gestuurd. Toch wist Deportivo, met tien man, het tweede doelpunt te maken, de verlenging te overleven en uiteindelijk via strafschoppen te winnen. Op dat moment bevond het team zich in de competitie in een lastige situatie. Op de openingsdag werd Real Madrid weer eens verslagen, ditmaal met 2-1. Maar in de vier wedstrijden erna werden slechts twee punten behaald en scoorde Deportivo niet in drie van die wedstrijden. Van de vier groepswedstrijden in de UEFA Cup werd de eerste wedstrijd met 3-0 bij CSKA Moskou verloren, maar daarna bleef het team ongeslagen tegen Feyenoord (3-0), Lech Poznan (1-1) en met een 1-0-overwinning op Nancy.
In de competitie begon het elftal pas in november 2008 op stoom te komen, waarin het vier van de vijf competitiewedstrijd won, en van de vier wedstrijden die volgden werden er nog eens drie gewonnen, waardoor Deportivo naar boven begon te kijken in plaats van naar de degradatiezone. Met name tegen de kleinere clubs was Deportivo succesvol en zou het zo komen tot 16 overwinningen in de competitie. Maar van de teams die zich voor Europees voetbal zouden kwalificeren werd alleen van Villarreal gewonnen. Nederlagen zoals 4-1 bij Atlético de Madrid en 5-0 bij FC Barcelona toonden aan dat Deportivo zich allang niet meer kon meten met de beste clubs van Spanje.
In februari 2009 kwam het UEFA Cup-avontuur tot een bruut einde met een 3-0-nederlaag bij Aalborg en een 1-3-thuisnederlaag in Riazor. Hoewel Elche in de Copa del Rey was verslagen bleek Sevilla wederom een maatje te groot met een 2-1-overwinning in Sevilla en een duidelijk 0-3-overwinning in Riazor. Vanaf medio-maart tot midden april bleef het team ook in de competitie zonder overwinning maar herpakte zich in de wedstrijden erna door er vier van de vijf te winnen. Toch bleek rechtstreekse kwalificatie voor de UEFA Cup niet te lukken vanwege het resterende programma. Het ging al mis in de thuiswedstrijd tegen het laag geklasseerde Getafe (1-1) en het avontuur was definitief voorbij door de 1-0-nederlaag in Sevilla (dat zich voor Champions League-voetbal zou kwalificeren). Het 1-1-gelijkspel in Riazor tegen FC Barcelona deed er vervolgens voor beide teams niet meer toe hoewel Deportivo op een verdienstelijke zevende plaats eindigde.

### 2009-2010: stilstand is achteruitgang
De tiende plek in de competitie in het derde seizoen onder Lotina (2009/2010) zou naar verwachting zijn. Het team kon zich met name niet verder omhoog werken door de vele blessures en de beperkte versterking van de selectie. Een belangrijke aderlating was de terugkeer van Lafita naar Zaragoza vanwege een clausule in zijn contract. Hiervoor in de plaats kwam onder meer de Braziliaan Juca. De belangrijkste blessure was voor de nieuwe leider van het team, de Braziliaan Filipe Luis die in de zomer van 2010 voor €20 miljoen aan Atlético de Madrid werd verkocht. Die transfer was hard nodig voor de inkomsten van Deportivo, wat in december 2009 een schuld van €122 miljoen had.
Op het moment van Filipe's blessure in januari 2010 stond de club op een gedeelde vierde plaats terwijl het op de rand van uitschakeling van de Copa del Rey stond. Het seizoen was moeizaam begonnen met een 3-2-nederlaag bij Real Madrid, een 1-0-overwinning op Mallorca en een 2-3-thuisnederlaag tegen Espanyol. Na de 0-3-uitoverwinning bij Xerez begon het te lopen en het team won viermaal op rij (zonder tegendoelpunten). De 4-0-nederlaag bij Valladolid was een teleurstelling maar Deportivo bleef daarna viermaal zonder nederlaag en versloeg onder meer Atlético de Madrid met 1-0. De serie werd onderbroken door een 1-3-nederlaag tegen FC Barcelona waarbij Messi pas tien minuten voor tijd het verschil maakte. Uit de zes competitiewedstrijden erna behaalde Deportivo twee overwinningen, drie gelijke spelen en één nederlaag. In de herfst was Murcia uitgeschakeld in de beker en in januari was het de beurt aan Valencia. Maar voor het derde seizoen op rij werd Deportivo zelf uitgeschakeld door Sevilla mede omdat de Galiciërs wederom thuis verloren (0-3). De 0-1-overwinning in Sevilla met een veredeld B-elftal deed er vervolgens niet meer toe.
Voor het eerst in bijna 19 jaar won Real Madrid vervolgens in La Coruña met 1-3. In februari 2010 waren de resultaten nog behoorlijk met twee thuisoverwinningen, twee uitnederlagen en een gelijkspel bij Málaga. Maar daarna was het over. Het ontbreken van doelpunten betekende dat de ploeg elf speeldagen zonder overwinning zou blijven en daarmee vrij snel naar de middenmoot afzakte. Deze serie was een negatief record in de clubgeschiedenis van Deportivo. Met vijf doelpunten in die periode was het elftal slechts in staat om drie gelijke spelen te behalen en het verloor dus achtmaal. Pas in de laatste thuiswedstrijd van het seizoen was er een 1-0-overwinning op Mallorca. Het seizoen eindigde met een 2-0-nederlaag bij Bilbao.

### 2010-2011: de onverwachte degradatie
In het eerste decennium van de 21ste eeuw (2000-2010 was Deportivo de vierde club van Spanje gebleken na de traditionele topclubs FC Barcelona en Real Madrid, en na Valencia, maar voor clubs als Sevilla, Villarreal, Atlético de Madrid en Bilbao. Het elftal nam vijfmaal deel aan de Champions League en behaalde daarin een positieve balans met 23 overwinningen, 15 gelijke spelen en 20 nederlagen. Dat het tweede decennium een stuk lastiger zou zijn, zou echter al meteen blijken in het vierde en laatste seizoen van Lotina.
De slechte vorm van het team aan het einde van het seizoen 2009/10 werd doorgetrokken in het seizoen 2010/11 doordat er maar liefst achtmaal op rij niet werd gewonnen, wat opnieuw een negatief record betekende voor Deportivo in haar geschiedenis. Opgeteld bij de laatste dertien wedstrijden van het vorige seizoen werd er eenmaal gewonnen in 21 wedstrijden. Opnieuw viel het gebrek aan doelpunten op omdat er slechts drie keer werd gescoord bij de start van het seizoen 2010/2011. Dit was niet geheel verrassend omdat het team wederom verzwakt uit het transferseizoen leek te komen. Een dragende speler als Sergio verliet de club na tien jaar.
Dat het team absoluut niet opgewassen was tegen de grootste clubs bleek uit de 6-1-nederlaag bij Real Madrid. Dat was de grootste nederlaag ooit in het Bernabéu stadion (tot dan toe) en het slechtste resultaat van Deportivo in de Primera División sinds 1964. Het zorgde ervoor dat Deportivo op de laatste plaats van de ranglijst belandde. Na deze periode herstelde het team zich knap tot en met begin januari 2011 tegen teams van vergelijkbaar niveau. In negen wedstrijden werd vijfmaal gewonnen, tweemaal gelijkgespeeld en tweemaal verloren waardoor het elftal lucht kreeg ten opzichte van de onderste plaatsen. Na de zeventiende speeldag had Deportivo 21 punten en stond het acht punten boven een degradatieplek. Daarnaast was het seizoen in de Copa del Rey tot dan toe geslaagd door de eliminaties van Osasuna en Córdoba.
Dat het seizoen gecompliceerd zou blijven bleek in het restant van januari 2011. Er waren nederlagen tegen FC Barcelona (0-4), Valencia (2-0) en Zaragoza (1-0). Almería schakelde Deportivo uit in de Copa del Rey door onder meer een 2-3-overwinning in Riazor. Hierdoor resteerde er dit seizoen maar een doelstelling: handhaving. Dat doel leek relatief simpel binnen bereik toen Deportivo op 17 april 2011 thuis van Racing de Santander won met 2-0. Dat was de laatste wedstrijd in een serie van twaalf wedstrijden waarin vijfmaal (thuis) werd gewonnen, er viermaal gelijk werd gespeeld (waaronder een knappe 0-0 tegen Real Madrid) en slechts werd verloren van Getafe, Espanyol en Levante. Dit leidde tot een dertiende plaats met 38 punten. Op dat moment was de afstand tot de degradatiezone vijf punten, stonden zeven elftallen onder Deportivo en was de degradatiezone al sinds de negende speeldag door het elftal verlaten.
Wat tegen Deportivo zou werken was dat zowel Hércules Alicante als Almería ongekend weinig punten behaalden dat seizoen en zouden degraderen. Dit leidde ertoe dat de derde degradatieplek zwaarbevochten zou worden. Dat er een week na de zege op Racing de Santander een 1-0-nederlaag bij Hercules (onder leiding van coach Djukic) was deed het team op dat moment weinig kwaad. Ook na die speeldag bleven er nog zeven teams onder Deportivo. Dat veranderde na de 0-1-thuisnederlaag tegen subtopper Atlético de Madrid (door een late goal van Agüero) waardoor de degradatiezone op nog maar 1 punt was en er geen teams meer tussen zaten.
Waar na het seizoen nog vaak naar werd teruggekeken was de uitwedstrijd tegen Sporting de Gijón (2-2). Bij een 1-2-stand kreeg Sporting een zeer discutabele penalty waardoor het uiteindelijk 2-2 werd en Sporting zich vrijwel veilig speelde (terwijl Deportivo in de degradatiezone belandde). Een week later was het daar echter alweer uit na de 2-1-zege op Bilbao. Het gat met de degradatiezone was drie punten toen de twee laatste speeldagen begonnen. Almería was al was gedegradeerd en Hércules stond op zes punten onder een veilige plek. Het vertrouwen werd alleen maar vergroot toen Deportivo een 0-0-gelijkspel behaalde bij kampioen FC Barcelona (hoewel het thuisteam met vele reserves speelde).
De laatste speeldag van het seizoen 2010/11 begon met nog één te vergeven degradatieplak nadat Almería en Hércules al waren gedegradeerd. Zaragoza bezette op dat moment de derde degradatieplek met 42 punten terwijl Getafe en Deportivo zich daar met 43 punten net boven bevonden. Op 44 punten stonden maar liefst drie clubs: Osasuna, Real Sociedad en Mallorca. Levante stond net veilig met 45 punten. Het voordeel voor Deportivo zou zijn dat het de competitie thuis tegen Valencia zou eindigen dat met een derde plaats al gekwalificeerd was voor Champions League-voetbal en niet meer tweede of vierde zou kunnen worden.
Een nederlaag van Zaragoza bij Levante had in alle scenario's degradatie betekend voor Zaragoza. Maar Zaragoza stond bij de rust met 0-1 voor en zou uiteindelijk met 1-2 winnen. Ondertussen speelden Real Sociedad en Getafe tegen elkaar, wat eindigde in 1-1, waarbij dus ook hier de degradatiekandidaten ten minste een punt pakten. Osasuna had een thuiswedstrijd tegen het sterke Villarreal en won dat met 1-0 waardoor het zich op eigen kracht veilig speelde. Het enige resultaat dat in het voordeel van Deportivo werkte, was de 3-4-zege van Atlético bij Mallorca, dat al vrij snel duidelijk was na een 0-3-tussenstand.
Deze tussenstand van Mallorca betekende dat Deportivo bij een gelijkspel tegen Valencia veilig zou zijn op basis van onderlinge resultaten tegen Mallorca. Tegen Valencia ging het echter al meteen mis toen Aduriz na vier minuten scoorde. Deportivo liep zich vervolgens stuk op de muur die Valencia optrok en miste een aantal goede kansen. Tien minuten voor tijd bleek een doelpunt van Soldado de nekslag: 0-2. Wat Deportivo op dat moment nog had kunnen redden was een overwinning van Levante thuis tegen Zaragoza, maar verder dan 1-2 kwam de thuisclub niet. Deportivo eindigde daardoor het seizoen op een achttiende plek met 43 punten en was daarmee de 'beste' degradant sinds 1998 toen de Primera División uit 20 clubs ging bestaan.
Deze degradatie werd overigens een paar jaar later weer actueel toen meerdere spelers en officials van Levante en Real Zaragoza werden aangeklaagd voor 'matchfixing'. Dit leidde er al toe dat Gabi, die beide doelpunten maakte voor Zaragoza in de met 1-2 gewonnen wedstrijd, heeft toegegeven dat de wedstrijd gekocht was. Omdat 36 betrokken voetballers voor hetzelfde vergrijp moesten worden veroordeeld en hier niet overal voldoende bewijs voor was werden alle spelers vrijgesproken. Twee bestuursleden van Zaragoza werden veroordeeld voor het vervalsen van documentatie.

## 2011-2019: op en neer tussen Primera en Segunda

### 2011-2012: de snelle terugkeer als recordkampioen
Deportivo wist dat het snel naar de Primera División moest terugkeren om financieel niet helemaal in elkaar te klappen en daarom besloot het om de selectie zoveel mogelijk bij elkaar te houden. Dit betekende dat spelers als Aranzubia, Colotto, Zé Castro, Guardado, Valerón en Riki in de Liga Adelante kwamen te spelen onder leiding van de coach José Luis Oltra. Deportivo kon niet voorkomen dat de jonge aanvaller Adrián López naar Atlético de Madrid vertrok op transfervrije basis, en datzelfde gold voor verdediger Lopo, die naar Getafe ging. Ook de Braziliaan Juca vertrok. Daarentegen stond de komst van onder meer Germán Lux, Bruno Gama en Diogo Salomão.
Dat het seizoen niet bij voorbaat makkelijk zou verlopen, bleek in november 2011, toen het elftal op speeldag 14 met 3-2 van Elche verloor en terug te vinden was op plek zeven. De afstand met koploper Hércules Alicante was op dat moment acht punten. In thuiswedstrijden werden voldoende punten gepakt, maar in de eerste zeven uitwedstrijden werd er viermaal verloren. Het team overleefde twee rondes in de Copa del Rey door van Girona en Alcoyano te winnen. Daarna stoomde Deportivo door met tien overwinningen in de competitie en één gelijkspel, zodat het na speeldag 25 de trotse koploper was met 54 punten en een voorsprong van vijf punten op Celta de Vigo. Inmiddels was het wel uitgeschakeld in de Copa del Rey door Levante, hoewel de thuiswedstrijd nog met 3-1 was gewonnen.
Het team zou daarna nog driemaal verliezen (bij Sabadell, Almería en Xerex) en eenmaal gelijkspelen (thuis tegen Valladolid). De koppositie werd dan ook niet meer uit handen gegeven, en na 42 wedstrijden had Deportivo 91 punten verzameld (mede dankzij 29 overwinningen). Dit was een Spaans record voor de Segunda División. De titel kon echter pas op speeldag 41 worden gevierd na de 2-1-thuiswinst tegen Huesca, omdat zowel Celta als Valladolid op korte afstand volgden. De wedstrijd ervoor had Deportivo pas in blessuretijd met 1-2 bij Gimnástic gewonnen dankzij een doelpunt van Xisco, die in januari 2012 als huurling was teruggekeerd. Xisco scoorde ook de winnende treffer in het duel met Huesca. Dat Celta en Valladolid het team zo dicht op de nek zaten betekent dat Deportivo in de laatste twee speeldagen nog had kunnen terugvallen naar de derde positie, wat play-offs had betekend in plaats van rechtstreekse promotie. Deze twee plekken waren echter voor Deportivo en streekgenoot Celta de Vigo. Topscorers in dat seizoen waren Lassad met 14 doelpunten, Riki met 12 en Guardado met 10.

### 2012-2013: gestrand in het zicht van de finish
Ook in de zomer van 2012 verlieten enkele belangrijke spelers de club nadat hun contract was afgelopen, namelijk Colotto, Guardado en Lassad. Deportivo kon niet opbieden tegen de betere contracten die de spelers van andere clubs kregen aangeboden, ondanks de terugkeer naar de Primera División. Daartegenover stond de komst van met name huurlingen (Abel Aguilar, Pizzi, Nelson Oliveira en opnieuw Salomäo) of transfervrije spelers zoals Marchena. Zij zouden gedurende de wintermaanden worden vergezeld door de Portugese huurling Silvio en de Braziliaan Paulo Assunção.
Het team startte met een 2-0-overwinning op Osasuna, een 3-3-gelijkspel bij Valencia (na een 3-1-achterstand) en gelijke spelen tegen Getafe en Granada. Het leverde Deportivo een achtste plek op na vier speeldagen. Daarna volgde een serie van vijf wedstrijden waarin slechts 1 punt werd behaald, hoewel het vaak sterke tegenstanders betrof. Thuis werd met 0-2 van Sevilla verloren en met 4-5 in een spektakelstuk van FC Barcelona. Uit was er opnieuw een afstraffing bij Real Madrid (5-1), een nipte nederlaag bij Rayo Vallecano (2-1) en een 1-1-gelijkspel bij Celta de Vigo. Inmiddels stond het team al een paar speelrondes op een degradatieplek. Maar een 1-0-overwinning op Mallorca bracht Deportivo weer uit die gevarenzone, hoewel dat team in november 2012 verantwoordelijk was voor de uitschakeling van Deportivo in de Copa del Rey. Door de nederlagen tegen Zaragoza (5-3) en Levante (0-2) zat Deportivo weer bij de onderste drie, maar een punt bij Bilbao (1-1) trok het team er ook weer uit.
In december 2012 ging het mis. Radamel Falcao scoorde maar liefst vijfmaal voor Atlético in de 6-0-zege op Deportivo, en ook Espanyol won vrij gemakkelijk (2-0). Dat betekende uiteindelijk het ontslag van coach Oltra op 30 december 2012 nadat het team slechts 12 punten uit 17 wedstrijden had gehaald, hoewel een veilige plek op slechts drie punten afstand was. Op diezelfde dag nog kondigde president Lendoiro de komst aan van de Portugese coach Domingos Paciência, die onder meer in 2010 met SC Braga op de tweede positie van de Portugese competitie was geëindigd en in 2011 de finale van de Europa League van FC Porto had verloren. De start onder Paciencia was succesvol en hoopvol met een 1-0-zege op het sterke Málaga, waardoor de veilige zeventiende plek op nog maar één punt was. Deze zege zou onder Domingos echter geen vervolg krijgen. In de eerstvolgende uitwedstrijd bij Real Sociedad werd er nog een 1-1-gelijkspel behaald, maar door de daarop volgende 2-1-nederlaag bij Osasuna belandde Deportivo op de laatste plaats. Na nederlagen tegen Valencia (met 2-3 in de slotfase, na een 2-1-tussenstand), tegen Getafe (met 3-1 na een 0-1-voorsprong) en degradatie-rivaal Granada (0-3) hield Domingos de eer aan zichzelf en stapte hij op.
Op 11 februari 2013 nam de Galicische coach Fernando Vázquez het over, met als taak om Deportivo buiten de degradatiezone te brengen. Dat leek een schier onmogelijke opgave met een elftal dat slechts driemaal had gewonnen, de meest gepasseerde verdediging van de Primera División had en zes punten zou moeten inlopen om een veilige plek te bereiken. Het speelschema zat Fernando Vázquez niet mee, omdat onder meer Sevilla, Real Madrid en FC Barcelona wachtten. De uitwedstrijd tegen de Andalusiërs ging met 3-1 verloren, maar tegen Real Madrid (op dat moment op de derde positie) werd pas in de slotfase een 1-0-voorsprong weggeven: 1-2. Het eerste succesje was vervolgens een 0-0-gelijkspel tegen Rayo Vallecano, en een kleine 2-0-nederlaag bij FC Barcelona dat pas in de slotfase het tweede doelpunt maakte. Met alleen nog Atlético als topclub voor de boeg in de resterende tien wedstrijden was het nu of nooit, hoewel een veilige positie inmiddels op negen punten afstand was.
De ommekeer kwam in de Galicische derby tegen Celta de Vigo, die door Deportivo met 3-1 gewonnen werd. En voor het eerst dat seizoen won het team twee wedstrijden op rij, na een 2-3-zege op Mallorca. In die wedstrijd had Deportivo op een 1-0-achterstand gestaan, en een tussenstand van 1-2 was er in de thuiswedstrijd tegen Real Zaragoza. Een bevlogen Deportivo boog echter ook dat om in een 3-2-overwinning. De achterstand op de veilige zeventiende plek, op dat moment bezet door Zaragoza, was nog maar één punt. Het zouden zelfs vier zeges op rij worden na de indrukwekkende 0-4-zege bij Levante, dat zelf al vrijwel veilig was. Deportivo stond inmiddels zestiende met twee punten voorsprong op de degradatiezone. In de thuiswedstrijd tegen Bilbao (1-1) en uit tegen Betis Sevilla (1-1) werd in beide gevallen een voorsprong weggeven, maar Deportivo bleef buiten de degradatiezone. Daar zakte het echter weer in terug na het 0-0-gelijkspel in de thuiswedstrijd tegen Atlético de Madrid. Er resteerden nog vier wedstrijden.
Waar Deportivo het met name liet liggen was de uitwedstrijd tegen Valladolid, dat zichzelf definitief veilig speelde met een 1-0-overwinning. Met twee punten achterstand op Zaragoza, en vier punten op Granada en Osasuna, greep Deportivo een laatste kans door een 2-0-thuiszege op het al uitgespeelde Espanyol. Málaga, dat streed voor Europa League voetbal, was de tegenstander in de laatste uitwedstrijd en won met 3-1. Osasuna speelde zich die dag veilig door een 3-1-zege op Sevilla, terwijl Celta een laatste kans greep door een 0-2-zege bij het uitgespeelde Valladolid, en Zaragoza hard onderuit ging bij Betis Sevilla (4-0). Ook het laatst geklasseerde Mallorca hield opties open door vier punten uit de laatste twee wedstrijden te pakken.
Op de laatste speeldag zou het daarom gaan tussen Deportivo, Celta, Zaragoza en Mallorca om de drie degradatieplaatsen. De tegenstander van Deportivo was Real Sociedad, dat bezig was aan een sterk seizoen en nog Valencia kon achterhalen en de kwalificatie voor Champions League kon afdwingen. Een zege op Real Sociedad had Deportivo in alle scenario’s veilig gespeeld, maar midden in de eerste helft maakte Griezmann het doelpunt dat de winnende bleek te zijn: 0-1. Het zou Real Sociedad een ticket voor de Champions League opleveren. Een vrij machteloos Deportivo moest daarom hopen op falen van alle drie de overige drie degradatiekandidaten. Het al uitgespeelde Atlético de Madrid deed haar plicht door in de slotfase met 1-3 te winnen bij Real Zaragoza, maar Celta had een relatief makkelijke wedstrijd thuis tegen het al uitgespeelde Espanyol. De in de eerste helft verkregen voorsprong werd met succes verdedigd (1-0), waardoor Celta over Deportivo op de ranglijst heen sprong. Dat deed Mallorca ook door met 4-2 te winnen van het uitgespeelde Valladolid, maar dat mocht uiteindelijk niet meer baten. Met slechts 35 punten eindigde Deportivo op de een-na-laatste positie en degradeerde het samen met Real Zaragoza en Mallorca.
Het contrast met twee jaar eerder was dat er gedurende het gehele seizoen sprake was van degradatiedreiging en het elftal ook niet zo overtuigend speelde als twee jaar eerder. Daarnaast werden er acht punten minder behaald dan tijdens de degradatie onder Lotina. De laatste speeldag was ook minder frustrerend voor Deportivo dan twee jaar eerder, omdat het al vrij snel duidelijk was dat Deportivo zelf moest winnen tegen Real Sociedad na de vroege achterstand, terwijl twee jaar eerder een gelijkspel tegen Valencia voldoende was geweest. De scores op de andere velden maakten al vrij snel duidelijk dat er daar niet op gerekend hoefde te worden.

### 2013-2014: moeizame promotie
Fernando Vázquez bleef aan als coach van Deportivo om het team onmiddellijk weer terug te brengen naar de Primera División. Dat zou moeten gebeuren met een vernieuwde selectie, waarin meer ruimte zou komen voor jonge lokale spelers. Ook deze zomer vertrokken er weer gereputeerde spelers als Aranzubia (naar Atlético), Riki (naar Granada), Valerón (naar Las Palmas), Zé Castro (naar Rayo Vallecano) en Bruno Gama (naar Dnipro Dnipropetrovsk). Daarnaast vertrokken basisspeler Aythami (naar Las Palmas) en de meestal in de basis spelende huurlingen Abel Aguilar, Nelson Oliveira, Pizzi en Silvio. Onder de nieuwe spelers bevonden zich Luisinho, Juan Culio, Borja Bastón, Rabello, Wilk en oudgediende Arizmendi. Daarnaast verlengde Marchena zijn contract voor nog een seizoen.
De vernieuwing creëerde ruimte voor de Galicische spelers Insúa, Juan Domínguez en Álex Bergantiños die bijna alle wedstrijden zouden starten. Daarnaast was Laure (afkomstig van Deportivo B) de vaste rechtsback en speelde Galiciër Diego Seoane vele wedstrijden als linksback. Tot slot zou de in La Coruña geboren middenvelder Juan Carlos zeventien wedstrijden in de basis starten en de Galicische aanvaller Luis Fernández tot elf basisplaatsen komen. Het elftal werd gecompleteerd door de vaste doelman Germán Lux, linkermiddenvelder Luisinho, aanvaller Borja Bastón (die zijn basisplaats soms moest afstaan aan Luis Fernández en de later aangetrokken Toché), veteraan Manuel Pablo en de middenvelders Culio en Rabello. Spelers als Marchena, Wilk en Lopo zouden ook tot een behoorlijk aantal speelminuten komen.
Net als twee jaar eerder was de start van het seizoen op het lagere niveau erg moeizaam. Na vijf wedstrijden had het elftal tweemaal gewonnen en driemaal verloren en was de koppositie al op vijf punten afstand. Dat laatste was het directe resultaat van de 2-0-nederlaag bij Sporting de Gijón, dat daardoor koploper werd. Twee weken ervoor was er een duidelijke 0-4-nederlaag tegen Real Madrid in de strijd om de Trofeo Teresa Herrera. In beide thuiswedstrijden voor de competitie in deze periode verloor Deportivo zonder zelf te scoren; tegen zowel Córdoba als Murcia werd het 0-1. Een opsteker was de revanche voor de Copa bij Córdoba. In deze enkele wedstrijd was het 2-2 na 120 minuten en won Deportivo uiteindelijk met 13-12 na strafschoppen.
In de weken erna werkte Deportivo zich omhoog tot een vierde positie na tien speeldagen en kreeg het slechts één tegendoelpunt in vijf wedstrijden. Een tegenslag was de Copa-uitschakeling bij Jaén na een 2-0-nederlaag. Na de 2-0-competitienederlaag op Tenerife volgende een serie van zes wedstrijden met vijf overwinningen en één gelijkspel en nam Deportivo na de vijftiende speeldag de koppositie in. De 2-1-nederlaag bij het sterke Eibar luidde echter een serie van vijf wedstrijden in waarin driemaal werd gelijkgespeeld en tweemaal werd verloren. Het was in deze periode dat president Lendoiro aankondigde dat zijn bestuur zou gaan aftreden. Nieuwe verkiezingen zouden in januari 2014 worden gehouden, en ervoor zorgen dat Tino Fernández zijn voorganger opvolgde na 26 jaar presidentschap. Na 22 speeldagen had Deportivo de koppositie moeten overgeven aan Sporting de Gijón. In deze periode vertrok een van de leiders van het team, Culio, voor €300.000 naar Al Wasl uit de Verenigde Arabische Emiraten. Daartegenover stond de komst van de aanvallers Ibrahim Sissoko en Toché, en een nieuwe huurdeal voor Salomão.
De volgende serie van zes wedstrijden leverde dan weer vier overwinningen op, één gelijkspel en een nederlaag bij Murcia. Met name het gelijkspel in de thuiswedstrijd tegen subtopper Sporting de Gijón op de speeldag 26 was zwaarbevochten, omdat aanvaller Toché pas in blessuretijd gelijkmaakte met behulp van de eigen doelman Fabricio. Na 28 speeldagen zorgde de resultaten voor een gedeelde koppositie met Eibar en al een voorsprong van elf punten op de plekken die geen play-offvoetbal betekenden. Op speeldag 35 leek Deportivo de concurrent Eibar definitief te hebben afgeschud na een 0-3-zege bij Real Mallorca en een gat van negen punten op de nummer drie Tenerife. Maar het team moest zich uiteindelijk naar het einde van de competitie toeslepen. De volgende vier wedstrijden leverden slechts drie punten op, waaronder een 1-1-gelijkspel in de topper tegen Eibar. Met nog drie speeldagen te gaan, behield Deportivo daardoor een voorsprong van twee punten op Eibar en zes punten op Las Palmas, dat derde stond. Op speeldag 40 leek de titel echter definitief verspeeld door een 2-1-nederlaag bij Numancia. Daartegenover stond dat op de een-na-laatste speeldag de tweede plek (en daarmee promotie) werd verzekerd door een 1-0-overwinning op Real Jaén. Deportivo was zelfs nog kampioen geworden als het de laatste wedstrijd bij Girona had gewonnen, maar dat werd een duidelijke 3-1-nederlaag. Daardoor was het 1-1-gelijkspel van Eibar bij Numancia overbodig omdat de Basken ook zonder dat punt kampioen waren geworden.

### 2014-2015: handhaving in de laatste twintig minuten
De promotie naar de Primera División betekende voor coach Fernando Vázquez een verlenging van zijn contract in juni 2014 tot 2016, maar enkele verklaringen van hem in de pers over het transferbeleid van Deportivo leidde tot zijn ontslag pas een maand later. Zijn opvolger werd Víctor Fernández. Ditmaal bleek Deportivo in staat om de meeste van zijn basiskrachten te behouden. Gehuurde spelers als Borja Bastón en Rabello keerden terug naar hun clubs. Van Arizmendi werd het contract ontbonden en van Marchena niet opnieuw verlengd. Diego Seoane zou in de winterstop worden uitgeleend aan Lugo, waar aanvaller Luis Fernández al op huurbasis speelde. De belangrijkste aanwinsten bleken rechterverdediger Juanfran, centrale verdediger Sidnei, de aanvallers Iván Cavaleiro, Lucas Pérez en Oriel Riera, middenvelders José Rodríguez, Mendunjanin en Luis Fariña, en aanvaller Isaac Cuenca.
De eerste drie wedstrijden op het hoogste niveau waren hoopvol, na een nipte 2-1-nederlaag bij Granada, een 2-2-gelijkspel tegen Rayo Vallecano en een 0-1-overwinning bij Eibar. Hierdoor stond Deportivo na drie speeldagen op een keurige negende plek. De 2-8-thuisnederlaag tegen Real Madrid was vervolgens ontluisterend en was meteen de laatste wedstrijd van de aangetrokken verdediger Diakité. Wat volgde was een serie van nog drie pijnlijke nederlagen. De 2-1-nederlaag bij streekgenoot Celta de Vigo was onnodig omdat Mendunjanin in de slotfase een penalty miste. In de thuiswedstrijd tegen Almería was het de tegenstander die juist in de blessuretijd toesloeg: 0-1. En op bezoek bij Sevilla had Deportivo geen enkele inbreng en verloor het kansloos met 4-1. Aan het einde van deze zevende speeldag stond Deportivo troosteloos onderaan.
Coach Víctor Fernández greep in en verving doelman Germán Lux door Fabricio. Die zou meteen zijn stempel drukken door slechts twee doelpunten toe te staan in de volgende vijf wedstrijden. De eerste daarvan was een spectaculaire 3-0-thuiszege op rivaal Valencia. Drie van die wedstrijden eindigen in 0-0 (Espanyol, Córdoba en Real Sociedad), en alleen Getafe bleek in staat om Fabricio te verslaan: 1-2. Na speeldag twaalf bleek het doelpuntloze gelijkspel tegen Real Sociedad echter dat Deportivo terug was in de degradatiezone. De 2-0-nederlaag bij Atlético was geen verrassing, maar 0-1-thuisnederlaag tegen Málaga was onnodig. De moeizame 1-0-zege op Elche in december 2014 gaf de ploeg echter wat lucht en een plek buiten de degradatiezone. In die maand volgde meteen al uitschakeling in de Copa del Rey na een 1-1-gelijkspel in de thuiswedstrijd tegen Málaga, en een 4-1-uitnederlaag. Na de 3-0-uitnederlaag tegen Villarreal stond Deportivo slechts op doelsaldo buiten de degradatiezone.
De eerste zes weken van 2015 bleken achteraf de sterkste van Deportivo in de competitie. Een doelpunt van Iván Cavaleiro was voldoende voor de zege op Bilbao, wat volgde door een 0-0-gelijkspel bij Levante. De 0-4-thuisnederlaag tegen FC Barcelona was geen verrassing, maar Deportivo bleef buiten de degradatiezone. Het maakte zelfs grote stappen door thuis tegen Granada een punt te pakken (2-2), van Rayo Vallecano te winnen (dankzij twee goals van nieuwkomer Celso Borges) en drie punten te pakken tegen Eibar (2-0). Hierdoor steeg Deportivo naar een elfde plek met 24 punten, wat vijf punten boven de degradatiezone betekende. De periode werd afgesloten met een prima wedstrijd in de Bernabéu tegen Real Madrid, waarbij Deportivo in de tweede helft kansen had op de gelijkmaker, maar uiteindelijk met 2-0 verloor.
Daarna sloegen de resultaten om. De thuisnederlaag (0-2) tegen Celta de Vigo was pijnlijk, maar Deportivo had die drie punten moeten terugveroveren op Alméria, maar bleef steken op 0-0. Ook de 3-4-thuisnederlaag tegen Sevilla was onnodig gezien de kansenverhouding, terwijl Deportivo lang stand hield bij de uiteindelijke 2-0-nederlaag bij Valencia. Het 0-0-gelijkspel thuis tegen Espanyol was teleurstellend, en ook de 2-1-nederlaag bij Getafe was onnodig. Zelfs het al bijna tot degradatie veroordeelde Córdoba deed Deportivo pijn door met 0-1 voor te komen in Riazor, maar in de slotfase redde Deportivo met tien man toch nog een punt. Voor het bestuur van Deportivo waren de resultaten voldoende aanleiding om coach Víctor Fernández te ontslaan en te vervangen door oud-speler Víctor Sánchez. Zijn opdracht voor de resterende acht wedstrijden was helder: voorkomen dat Deportivo voor de derde keer in vier jaar zou degraderen. Zijn debuut bij Real Sociedad leidde tot een gelijkspel (2-2), en tegen Atlético de Madrid had er meer in gezeten dan de 1-2-nederlaag. Door dit resultaat was Deportivo terug in de degradatiezone. Dat Deportivo veerkracht had, bleek uit het 1-1-gelijkspel bij Málaga (dat streed om Europa League kwalificatie) na een 1-0-achterstand.
Alle hoop was vervolgens gevestigd op de wedstrijd bij Elche, dat een voorsprong van vijf punten had op Deportivo. Met een overwinning zou Deportivo niet alleen Elche terugtrekken in de degradatiestrijd, maar ook meteen definitief afstand nemen van Córdoba en Granada. Dat zou niet gebeuren; een slecht spelend Deportivo verloor met maar liefst 4-0 en wist dat de definitieve strijd om de drie degradatieplekken nu zou gaan tussen Córdoba, Granada, Deportivo, Almería en Eibar. De ploeg toonde echter veerkracht. Thuis tegen Villarreal kwam het elftal terug van een 0-1-achterstand tot 1-1, en in Bilbao kreeg Deportivo loon naar werken door een gelijkmaker van Lopo diep in blessuretijd. Toch was de situatie erg gecompliceerd. Córdoba was inmiddels gedegradeerd, en het zou op die speeldag drie punten weggegeven aan Granada. Daarbij zou het op de laatste speeldag bij Eibar spelen. En precies Eibar en Granada zouden met Deportivo en Almería moeten uitmaken welke twee clubs nog meer zouden degraderen.
Winst voor Deportivo in de thuiswedstrijd tegen het al uitgespeelde Levante was absolute noodzaak en kwam relatief simpel tot stand: 2-0. Toch was de sfeer in het stadion beperkt vanwege de resultaten op de andere velden. Getafe en Eibar hielden feitelijk op met voetballen bij de tussenstand 1-1, en Real Sociedad liet de wedstrijd tegen Granada volledig lopen: 0-3. Sevilla kwam Deportivo echter te hulp door met 2-1 van Almería te winnen, na een 0-1-achterstand. Deze resultaten betekende dat Eibar de achterstand op Deportivo weliswaar zag oplopen tot twee punten, maar dat de thuiswedstrijd tegen Córdoba genoeg perspectief bood om te winnen. Hierdoor zou Deportivo verplicht zijn om ten minste een punt te pakken op bezoek bij kampioen FC Barcelona, waar Xavi zijn laatste wedstrijd zou spelen. Bij gelijk eindigen op de ranglijst op 35 punten zou Deportivo op basis van onderlinge resultaten voorbij gaan aan Eibar. Het scenario zou gecompliceerd worden als Almería van Valencia zou winnen en daarmee ook op 35 punten zou komen. Tot slot zou ook Granada op precies 35 punten kunnen eindigen als het een punt zou pakken in de thuiswedstrijd tegen Atlético de Madrid. Granada zou zichzelf hoe dan ook veilig spelen met een overwinning.
Na 36 minuten op de laatste speeldag zag het er slecht uit voor Deportivo. Zelf stond het met 1-0 achter bij FC Barcelona na een vroeg doelpunt van Messi, en de score had hoger kunnen uitvallen. Zoals verwacht had Eibar geen enkele moeite met Córdoba en stond het al na 33 minuten met 3-0 voor. Almería leidde met 2-1 tegen Valencia en omdat Granada tegen Atlético nog 0-0 stond, betekende de stand op dat moment dat Deportivo als een-na-laatste van de ranglijst zou degraderen.
Enige hulp kwam van Valencia dat vlak voor rust de 2-2 maakte, wat lang de tussenstand zou blijven. Het gebrek aan kansen in de wedstrijd tussen Granada en Atlético toonde aan dat beide teams zich tevreden zouden stellen met 0-0. En omdat Eibar comfortabel de wedstrijd tegen Córdoba uitspeelde, restte Deportivo niks anders dan zelf een gelijkspel te behalen. Dat werd erg gecompliceerd toen FC Barcelona na een uur spelen op een 2-0-voorsprong kwam. Daarna nam de intensiteit echter af, wat Deportivo in staat stelde om aan te dringen, en met nog 23 minuten te spelen leidde dat tot een doelpunt van Lucas Pérez. Sterker nog, de Portugees Salamão scoorde negen minuten later de gelijkmaker, waardoor Deportivo ineens weer springlevend was. Met deze tussenstand zou namelijk Eibar samen met Almería degraderen. Het ritme van de wedstrijd tussen Barcelona en Deportivo ging omlaag, mede vanwege de publiekswissel van Xavi, en de stand bleef ongewijzigd. Ondertussen scoorde Valencia de derde treffer in Alméria en won daarmee met 2-3, dat in alle gevallen degradatie van Almería betekende met 32 punten.
Zo eindigden Deportivo, Granada en Eibar alle drie op 35 punten, maar degradeerde Eibar op basis van de onderlinge resultaten. Voor het eerst sinds de seizoenen 2009/2010 en 2010/2011 zou Deportivo weer eens twee seizoenen achter elkaar in de Primera División spelen.

### 2015-2016: een korte wederopleving en de kampioen der gelijke spelen
In de zomer van 2015 bleek Deportivo in staat om zich aantoonbaar te versterken, in plaats van het voortdurend vertrek van de beste spelers. De enige speler die Deportivo zeker niet kon behouden was Iván Cavaleiro die door zijn club Benfica voor €15 miljoen aan AS Monaco werd verkocht. Van spelers als José Rodríguez (Galatasaray), Luis Fariña (als huurling van Benfica naar Rayo Vallecano), Isaac Cuenca (Bursaspor), Toché (Oviedo) en Hélder Postiga (naar India) werd afscheid genomen. Het lukte de club om twee van de beste gehuurde spelers voor langere tijd vast te leggen: verdediger Sidnei tekende voor drie jaar en de in La Coruña geboren Lucas Pérez werd overgenomen van PAOK Saloniki en tekende voor vier jaar. Daarnaast werd Juanfran opnieuw geleend van Watford en Oriol Riera definitief overgenomen van Wigan Athletic. Daarbij bleef het niet. Van Sevilla werden de transfervrije verdedigers Fernando Navarro en Arribas overgenomen en van Elche de middenvelders Fajr en Mosquera. Met Mosquera haalde Deportivo (na Lucas Pérez) opnieuw een in La Coruña geboren speler terug naar de club. In aanvallend opzicht was de grootste slag de komst van Luis Alberto als huurling van Liverpool. Daarnaast kwamen Jonás Gutierrez en Cani als ervaren transfervrije spelers en werden Fede Cartabia en Jonathan Rodriguez gehuurd.
De defensie zou al snel versterkt blijken te zijn en vooral in aanvallend opzicht waren de mogelijkheden voor Deportivo toegenomen. De 0-0-openingswedstrijd tegen Real Sociedad was enigszins teleurstellend. Maar de 1-1 bij Champions League-deelnemer Valencia had meer kunnen opleveren. Het grote verschil met het seizoen ervoor bleek de 1-3-overwinning bij Rayo Vallecano te zijn die vrij soepel tot stand kwam (terwijl 8 maanden eerder er sprake was van een hardbevochten overwinning). De derby tegen Sporting de Gijón leidde al snel tot een 0-2-achterstand wat door Deportivo nog voor rust werd goedgemaakt. Maar uiteindelijk werd toch met 2-3 verloren. Dat werd echter gecompenseerd door een 1-2-overwinning bij Betis Sevilla en een moeiteloze 3-0-zege op Espanyol. Met twee doelpunten in deze wedstrijd toonde Lucas Pérez zich de nieuwe leider van Deportivo. Uit bij Granada werd een 0-1-voorsprong weggegeven wat leidde tot een 1-1-gelijkspel. Maar Deportivo vocht thuis terug tegen Bilbao en kwam van 0-2 op een 2-2-eindstand. Een smet was vervolgens de vrij kansloze 2-0-nederlaag in Málaga.
Deportivo zou hierna maar liefst acht wedstrijden op rij ongeslagen blijven en behaalde in deze serie wedstrijden een enorme stunt bij FC Barcelona. Tegen Atlético toonde het team opnieuw weerstand door van een 0-1-achterstand op 1-1 te komen. Maar bij Levante was dit net andersom. De kroon op de goede periode was tijdens speeldag 12 toen Celta de Vigo met een 2-0-nederlaag naar huis werd gestuurd. Dat werd een goed vervolg gegeven door een 0-2-overwinning op Las Palmas. En pas in de slotfase van de thuiswedstrijd tegen het sterke Sevilla moest een 1-1-gelijkspel worden toegestaan. De stunt bij FC Barcelona vond plaats tijdens de vijftiende speeldag. De wedstrijd toonde grote gelijkenissen met enkele maanden ervoor omdat Messi het openingsdoelpunt in de eerste helft maakte en na een uur spelen de stand 2-0 werd. Lucas Pérez was wederom degene die de aansluitingstreffer maakte, Maar dit keer was het niet Salomäo maar middenvelder Álex Bergantiños die de 2-2 scoorde. Hierdoor werden beide goals in Nou Camp door spelers geboren in La Coruña gemaakt. Op de speeldag erna sloot Deportivo zich bij de subtop aan met een 2-0-overwinning op Eibar. Deportivo stond hiermee zesde (een plek die recht geeft op Europa League voetbal).
De dertien wedstrijden die volgden leverde het team vervolgens geen overwinning meer op. De 0-0 bij Getafe was tekenend voor de progressie voor Deportivo omdat een jaar eerder een vergelijkbare wedstrijd nog met 2-1 was verloren. Dit laatste was net andersom in de thuiswedstrijd tegen Villarreal. Deportivo was hard op jacht naar de overwinning in Riazor maar verloor in blessuretijd door een strafschop: 1-2. De eerste wedstrijd van coach Zidane van Real Madrid was tegen Deportivo. Ondanks een goed begin van Deportivo scoorde Real Madrid een discutabel doelpunt en liep het vrij snel uit naar 3-0 en uiteindelijk 5-0. De 1-1 bij Real Sociedad was zwaarbevochten want de thuisclub had de beste kansen om te winnen. Daarentegen hadden zowel Valencia (1-1) als Rayo Vallecano (2-2) het geluk dat Deportivo deze wedstrijden niet afmaakte. De gelijkmaker van Valencia viel in de laatste minuut van de wedstrijd en tegen Rayo Vallecano moest Deportivo tweemaal van een achterstand terugkomen. Het punt (1-1) in de derby bij Sporting Gijón was verdiend en thuis tegen Betis Sevilla bleek na 25 pogingen van de thuisclub en vier van de bezoekers dat de eindstand 2-2 was.
Vervolgens werd er driemaal verloren: bij Espanyol (1-0) en tegen Granada (0-1) was Deportivo geen schim van de ploeg van de eerste helft van het seizoen. Ook defensief zakte Deportivo in de volgende twee wedstrijden door het ijs: met een 4-1-nederlaag bij Athletic de Bilbao en een 3-3-gelijkspel tegen Málaga. In deze laatste wedstrijd kwam Deportivo tweemaal toe op achterstand maar gaf het in blessuretijd alsnog weer de overwinning weg. In de wedstrijd bij Atlético de Madrid gaf coach Víctor Sánchez meerdere basisspelers rust, en het team was nimmer in staat om indruk te maken tijdens de 3-0-nederlaag. In de thuiswedstrijd tegen Levante was er eindelijk weer eens winst (2-1) waardoor Deportivo weer op weg leek naar een nieuw seizoen in de Primera División. In de derby tegen het hoger geklasseerde Celta had Deportivo moeten winnen maar met tien man werd een 1-1-gelijkspel behaald. In de thuiswedstrijd tegen Las Palmas hadden de Galiciërs de degradatie al vrijwel definitief kunnen afwenden met een overwinning. Maar na een 1-0-voorsprong werd met 1-3 verloren. Dit werd enigszins goedgemaakt door het 1-1-gelijkspel bij Sevilla. Maar Deportivo verloor veel krediet met de hoogste nederlaag ooit in Riazor: 0-8 tegen FC Barcelona. Daarna behaalde het team voor de derde maal op rij een 1-1-gelijkspel in een uitwedstrijd: ditmaal bij Eibar. De 0-2-thuisnederlaag tegen degradatiekandiaat Getafe was een grote tegenslag waardoor het team tegen twee clubs uit de top 4 (Villarreal en Real Madrid) alsnog degradatie definitief zou moeten afwenden. Dat gebeurde in de eerstvolgende wedstrijd door een 0-2 uitoverwinning bij Villarreal dat zich echter zelf al verzekerd had van de vierde plek en enkele dagen ervoor was uitgeschakeld door Liverpool in de Europa League. In de slotwedstrijd hield Deportivo de schade thuis beperkt tegen Real Madrid (0-2) waarin de Madrilenen kampioen waren geweest als Barcelona punten had verspeeld bij Granada.
Op 30 mei 2016 werd coach Víctor Sánchez ontslagen ondanks dat zijn contract nog tot en met 2017 doorliep.

### 2016-2017: hoogte- en dieptepunten
Twee weken nadat Víctor Sánchez de club verliet werd Gaizka Garitano als zijn vervanger aangesteld. De selectie werd flink vernieuwd. Nieuwkomers waren de doelmannen Tyton en Rubén Martínez, verdediger Raúl Albentosa, de middenvelder Guilherme, de aanvallende middenvelders Marlos Moreno, Carles Gil, Emre Çolak en Borja Valle, en de aanvallers Florin Andone en Joselu. Doelman Pletikosa en verdediger Manuel Pablo stopten met hun loopbaan. Daarnaast vertrokken Fabricio, Manu Fernández, Lopo, Jonás Gutiérrez, Cani, Miguel Cardoso, Fede Cartabia, Luis Alberto, Jonathan Rodríguez en Luis Fernández. De spelers Insúa, Juan Domínguez en Oriol Riera werden uitgeleend. Na de start van de competitie vertrok sterspeler Lucas Perez naar Arsenal voor € 19 miljoen. In september werd Ryan Babel als vervanger gehaald.
De wedstrijden tegen Eibar (2-1) en Betis (0-0) zorgen voor een veelbelovende start. De 0-1-nederlaag tegen Athletic zou tekenend zijn voor de maanden erna: de tegenpartij maakte een fraai doelpunt, een treffer van Andone werd onterecht afgekeurd en spits Joselu viel zwaar geblesseerd uit na een ruwe charge van Bilbao-doelpuntenmaker Raul Garcia. Na het 0-0-gelijkspel bij Alavés nam Deportivo thuis tegen Leganés een voorsprong, maar gaf deze in kort tijdbestek weer weg (1-2). Bij Atlético speelde Deportivo de tweede helft met tien man vanwege een rode kaart voor Fajr. De thuisclub scoorde halverwege de tweede helft en won met 1-0. Na zes wedstrijden had Deportivo slechts vijf punten behaald en stond het op plek zestien. Tegen Sporting de Gijon was een nieuwe teleurstelling in de maak, totdat Ryan Babel in blessuretijd zijn eerste doelpunt voor de club scoorde (2-1). De uitwedstrijden tegen Barcelona (4-0) en rivaal Celta de Vigo (4-1) leverden duidelijke nederlagen op. In de vier wedstrijden erna kon de club een voorsprong niet voldoende vasthouden. Tegen Valencia en Granada werd het 1-1. Tegen Sevilla nam Deportivo een 2-0-voorsprong, maar verloor in blessuretijd met 2-3. Bij Málaga nam Deportivo de leiding, stond het 3-1 achter, kwam het terug tot 3-3, maar verloor alsnog met 4-3. Ook werd de bekerwedstrijd bij Betis verloren: 1-0. Na dertien wedstrijden had de club tien punten en stond het slechts een punt boven de degradatiezone.
Een tijdelijke ommekeer was de wedstrijd tegen subtopper Real Sociedad, die een duidelijke 5-1-zege opleverde. Het was de grootste thuiszege van de club sinds 2003. Het werd toen ook 5-1 tegen Atlético. Bij Real Madrid nam het team in de tweede helft een 1-2-voorsprong, maar verloor het opnieuw in blessuretijd (3-2). Tegen de nummer laatst Osasuna werd met 2-0 gewonnen. In de laatste wedstrijd van 2016 werd Betis in de beker uitgeschakeld door een 3-1-overwinning. Met een doelpunt in die wedstrijd nam Ryan Babel alweer afscheid van de club. Na enkele succesvolle maanden wilde de club hem verlengen, maar Babel koos voor een lucratief contract bij Besiktas. Tijdens de winterstop werden Ola John en ex-Vitesse speler Gael Kakuta als vervangers gehaald. Doelman Davy Roef werd van Anderlecht gehaald.
In 2017 startte de club met vijf gelijke spelen. Daardoor werd het door Alavés in de beker uitgeschakeld (2-2 en 1-1). In beide wedstrijden kwam Deportivo terug van een achterstand. In de competitie werd met 1-1 gelijkgespeeld bij Espanyol. Het doelpunt was de allereerste van de Galiciërs in Estadi Cornellà-El Prat. Tegen Villarreal pakte Deportivo een punt (0-0), waardoor het gat met de degradatiezone werd vergroot tot zes punten. Bij Las Palmas werd het 1-1. Daarna ging het bergafwaarts en verloor Deportivo viermaal op rij. Bij Eibar werd het 3-1 na een snelle 2-0-achterstand. In Bilbao verdedigde Deportivo lang de fraaie treffer van Emre Colak, om in de slotfase weer te verliezen. Thuis tegen Alavés was de start veelbelovend, maar ging ook deze wedstrijd verloren: 0-1. De 4-0 mokerslag bij degradatiekandidaat Leganés betekende het ontslag van Garitano. Hij werd opgevolgd door Pepe Mel.
Onder de nieuwe coach veranderde meteen de dynamiek. Tegen Atlético had het team meer verdiend dan het 1-1 gelijke spel. Uit bij rivaal Sporting de Gijon zaten beslissingen van de scheidsrechter mee en kon Deportivo zich zelfs veroorloven om een penalty te missen: 0-1. Doordeweeks stond de thuiswedstrijd tegen Betis Sevilla op het programma. Dat was enkele weken ervoor uitgesteld vanwege schade aan het dak van Riazor. In deze wedstrijd toonde Deportivo veerkracht door diep in blessuretijd gelijk te spelen: 1-1. Daarna was de 2-1-zege op FC Barcelona een echte sensatie; de Catalanen hadden enkele dagen ervoor met 6-1 van PSG gewonnen. Dit was de eerste zege tegen Barcelona sinds 2008. Het gat met een gevreesde degradatieplek werd daardoor acht punten, waardoor de Galiciërs binnen twee weken ineens richting middenmoot opschoven.
Toch kon het team niet definitief afstand nemen van de degradatiezone. Uit de volgende vier wedstrijden pakte Deportivo slechts thuis een punt tegen Granada en verloor het in die serie van rivaal Celta (0-1). De thuiszege op Málaga leek voldoende voor een veilige plek met degradatie op negen punten. Maar weer pakte Deportivo slechts een punt in vier wedstrijden, waardoor Sporting de Gijón tot vijf punten kwam met nog twee wedstrijden te spelen. De Asturiërs wonnen vervolgens met 0-1 bij Eibar, hoewel Deportivo een zwaarbevochten punt bij Villarreal pakte (0-0). Dat betekende veiligheid voor de Galiciërs omdat Sporting een negatief onderling resultaat met Deportivo had. Met een 3-0-thuiszege tegen het al uitgespeelde Las Palmas sloot de club het seizoen af met 36 punten; zes minder dan het jaar ervoor.

### 2017-2018: opnieuw degradatie
Deportivo renoveerde in de zomer van 2017 opnieuw de selectie flink. Juanfran en Guilherme werden gekocht na hun huurperiode. De Zwitserse international Fabian Schär werd als centrale verdediger aangetrokken. En Federico Cartabia keerde definitief terug naar Deportivo. Er kwamen huurovereenkomsten voor Federico Valverde (Real Madrid), Zakaria Bakkali (Valencia) en oudgediende Adrián López (FC Porto). Ook doelman Costel Pantilimon (Watford) werd gehuurd. De verrassing was de terugkeer op huurbasis van aanvaller Lucas Pérez. Verdediger Gerard Valentín werd als alternatief voor rechtsback Juanfran aangetrokken. De huurlingen Rubén Mártinez, Borja Valle en Saúl García bleven bij de club. Daar stond het vertrek van dertien spelers tegenover. Keepers Germán Lux en Davy Roef vertrokken en ook verdedigers Laure, Pablo Insúa en Rober Pier (op huurbasis) verlieten Deportivo. Met Juan Domínguez en Álex Bergantiños (op huurbasis) vertrok veel clubervaring. Fayçal Fajr ging naar Getafe. Aanvallers Ola John, Joselu, Marlos Moreno en Gaël Kakuta keerden niet terug van hun huurperiode. Oriol Riera ging naar Osasuna.
Maar ook dit seizoen zou moeizaam verlopen. Vanaf de start ging het moeizaam, wat in april 2018 tot degradatie zou leiden. Na vier wedstrijden had het team slechts een punt en stond team al meteen in de degradatiezone. De benauwde 1–0-zege op Alavés gaf wat lucht maar daarna was er een kansloze 4–1-nederlaag bij Espanyol. Voor het lot van coach Pepe Mel was de wedstrijd tegen Getafe cruciaal. Na een 0–1-achterstand werd alsnog met 2–1 gewonnen. Na een moeizaam 0–0-gelijkspel bij Eibar was de 1–2-thuisnederlaag tegen Girona alsnog de laatste wedstrijd van Pepe Mel. Hij werd vervangen door coach Cristóbal Parralo van Deportivo B. Een vroege rode kaart had grote impact op het bekerverlies thuis tegen Las Palmas (1–4). Maar dat maakte het team bijna nog goed in de return op het eiland (2–3) waar het vlak voor tijd met 1–3 voor stond. In de tussentijd had het voor de competitie drie punten gepakt bij Las Palmas (1–3) en pas in blessuretijd verloren van Atlético (0–1).
Toch ging het onder Cristóbal ook weer vaak mis als het om het pakken van punten gaat. Bij concurrent Málaga gaf Deportivo een voorsprong uit handen en verloor het met 3–2. Thuis tegen Athletic pakte het team een zwaarbevochten punt (2–2). En uit bij het zwalkende Sevilla was de tegenstander opnieuw een stuk effectiever: 2–0. De winst thuis tegen Leganés (1–0) gaf opnieuw wat lucht. De afstand tot de degradatiezone was op dat moment drie punten. Bij Barcelona leed het club een kansloze 4–0-nederlaag. Pijnlijk was het 1–3-verlies thuis tegen streekgenoot Celta. Dat betekende dat tijdens de kerstperiode de club de derde degradatieplek deelde met Alavés.
De president van Deportivo, Tino Fernández, had sinds zijn verkiezing in januari 2014 al afscheid genomen van vijf coaches. In januari 2018 was het de beurt aan director deportivo Richard Barral. Hij was sinds juni 2014 verantwoordelijk voor het technisch beleid van de club waaronder de samenstelling van de selectie. Voor het vierde seizoen op rij speelde Deportivo degradatievoetbal en dat was tegen de verwachting in van het bestuur en de supporters. Vooral het keepersprobleem zou Deportivo in dit seizoen opspelen. De club kende een traditie met sterke keepers als Liaño, Songo'o, Molina en Aranzubia, maar vond in dit seizoen geen stabiliteit met een doelman. Rubén startte het seizoen als keeper, maar vanwege zijn blessure werd Pantilimon aangetrokken. Hij zou na een paar wedstrijden in de winterstop alweer vertrekken. Doelman Francis van Deportivo B kreeg een kans tegen Eibar (0–0) en Girona, en ook Tytón speelde twee wedstrijden. De tijdens de winterstop aangetrokken Koval nam de basisplek van Rubén over in de thuiswedstrijd tegen Eibar maar kreeg in de eerste helft een rode kaart. Rubén was daarna weer de eerste keus.
Het lukte ook Cristóbal niet om succes te brengen. Eind november 2017 staakte hij een training na een handgemeen tussen Andone en Arribas. Daarna kwam het gerucht naar buiten dat de selectie een winstpremie voor de derby tegen Celta zou hebben gevraagd. In januari stuurde coach middenvelder Çolak van de training. In de eerste wedstrijd van 2018 pakte Deportivo nog wel een zwaarbevochten punt bij de nummer zes Villarreal (1–1). De 1–2-thuisnederlaag tegen hoogvlieger Valencia was, net als die tegen Atlético, onnodig. Bij Real Madrid kwam de club zelfs op een 0–1-voorsprong, maar stortte het na rust volledig in elkaar: 7–1. Dat gebeurde ook in de volgende uitwedstrijd bij het zwalkende presterende Real Sociedad: 5–0. In de tussenliggende wedstrijd had het team met 10 man een 2–0-voorsprong tegen concurrent Levante verdedigd, maar in de slotfase alsnog gelijk gespeeld. In de winterstop trok het doelman Koval, verdediger Bóveda en de middenvelders Krohn-Dehli en Muntari aan.
Met twee punten uit de laatste zeven wedstrijden was Deportivo inmiddels afgezakt naar de degradatiezone. Vooral het gemak waarmee tegenstanders 24 keer scoorden in die periode gaf aan dat er geen stabiel team stond. Op zondagochtend 4 februari kondigde de club aan dat Cristóbal uit zijn functie was ontheven. Op maandagavond 5 februari werd Clarence Seedorf door president Fernández als nieuwe coach gepresenteerd. De Portugese coach Domingos Paciência was begin 2013 de laatste coach geweest die niet uit Spanje kwam. Hij hield het slechts vijf wedstrijden vol: één overwinning, één gelijkspel, drie nederlagen. Eind jaren negentig was de Braziliaan Carlos Alberto Silva zijn buitenlandse voorganger geweest. De laatste coach die niet uit een Spaans of Portugees sprekend land kwam, was John Toshack (1995-1997) uit Wales.
Onder leiding van Seedorf duurde het twee maanden voordat de eerste overwinning werd behaald. De vijftien wedstrijden voor deze zege (waarvan acht onder leiding van Seedorf) waren allemaal zonder winst, wat een record is in de clubgeschiedenis van Deportivo. Pas in de vijfde wedstrijd onder leiding van Seedorf werd er gescoord (1–1 thuis tegen Eibar), wat een eigen doelpunt van de tegenstander was. Deportivo was in deze acht wedstrijden zelden de mindere dan de tegenstander, maar pakte slechts drie punten. Dit betekende dat het gat met een veilig ranglijstpositie was opgelopen van drie tot acht punten. Daarna volgden twee zeges waarin Deportivo zesmaal scoorde: 3–2 tegen Málaga en 2–3 bij Bilbao. Het doelpuntenaantal was evenveel als in de twaalf wedstrijden ervoor. Het was de eerste keer in twee-en-een-half-jaar dat Deportivo tweemaal op rij won. Daaraan werd drie dagen later een punt toegevoegd na de thuiswedstrijd tegen Sevilla (0–0). Hoewel Málaga inmiddels was gedegradeerd en Las Palmas bijna zonder opties was, bleef het gat met Levante echter groot: zeven punten. Levante had maar liefst veertien punten uit de laatste zeven wedstrijden behaald. Met nog vijf wedstrijden te spelen had Deportivo daardoor een kleine kans om nog degradatie te ontlopen.
Door het gelijkspel bij Leganés (0–0) was het team vier wedstrijden ongeslagen, want elf maanden eerder voor het laatst was gebeurd. Ondertussen pakte concurrent Levante echter 20 punten uit 9 wedstrijden. Daarmee speelde het zichzelf veilig en kon Deportivo alleen nog teams als Leganés en Espanyol achterhalen als het in ieder geval zelf de vier resterende wedstrijden zou winnen. Dat was het team voor het laatst in april 2013 gelukt, wat degradatie toen niet kon voorkomen. In 2018 kwam die serie er niet, want Deportivo verloor met 2–4 van Barcelona. Na een 0–2-achterstand had Deportivo na de gelijkmaker op voorsprong kunnen komen, maar Barcelona won alsnog en was daarmee Spaans kampioen. Deportivo degradeerde voor de derde keer in zeven jaar naar de Segunda División. In al deze gevallen gebeurde dat in een thuiswedstrijd. De uitzondering in 2018 was dat er nog drie speeldagen te spelen waren. De vorige degradaties vonden plaats op de laatste speeldag. In de resterende wedstrijden pakte het een laat punt bij Celta de Vigo (1-1) en verloor het van Villarreal (2-4) en Valencia (2-1).

### 2018-2019: promotie gemist op één doelpunt
Twee dagen na het einde van de Primera División 2017/2018 kondigde Deportivo aan dat het afscheid nam van trainer Clarence Seedorf. Twee weken eerder had het al Carmelo del Pozo als director deportivo aangesteld. Die functie stond open sinds het ontslag van Richard Barral vier maanden daarvoor. Del Pozo kreeg min of meer carte blanche om een trainer aan te stellen en de selectie aan te passen. Op 15 juni 2018 werd Natxo González als coach aangesteld. Hij was net daarvoor met Real Zaragoza uitgeschakeld in de play-offs voor promotie naar de Primera División. Del Pozo ging gesprekken aan met de selectie en kondigde aan dat hij alleen spelers wilde behouden die zelf ook graag wilden blijven. Dit zorgde voor een grote uitloop. Doelman Rubén ging naar Osasuna en het contract van Tyton werd afgekocht. Bijna de gehele verdediging vertrok, waarvan Juanfran werd uitgeleend aan Leganés en Raúl Albentosa aan Gimnástic. Voor Luisinho, Sidnei en Schär ontving de club een vergoeding. De uitgeleende Rober Pier verkoos een nieuwe verhuurperiode bij Levante boven Deportivo. Het contract van Fernando Navarro liep af en hij beëindigde zijn carrière. Van de middenvelders vertrokken Celso Borges, Emre Colak en Guilherme. Fede Valverde keerde terug naar Real Madrid omdat zijn verhuurperiode was afgelopen. Muntari kreeg geen nieuw contract aangeboden. Van de aanvallers keerde Lucas Pérez terug naar Arsenal, dat hem verkocht aan West Ham United. Adrián keerde terug naar FC Porto. Andone werd verkocht aan Brighton. Bakkali keerde terug naar Valencia na zijn verhuurperiode. De al eerder aangetrokken Diego Rolán werd uitgeleend aan Leganés.
Dani Giménez en Adrián Ortolá werden aangetrokken als nieuwe doelmannen. Voor de linksbackpositie kreeg jeugdspeler Diego Caballo een kans met de ervaren Sebastián Dubarbier en Saúl García als stand-in. Voor de centrale rollen achterin werden Pablo Marí, Domingos Duarte en de Italiaan Michele Somma gehaald. Eneko Bóveda koos ervoor om bij Deportivo te blijven. David Simón kwam van Las Palmas voor de rechtsbackpositie waarvoor de club al Gerard Valentín had. Oudgediende Álex Bergantiños keerde terug van zijn verhuurperiode bij Sporting Gijón. Vicente Gómez kwam van Las Palmas en de Colombiaan Didier Moreno werd gehuurd van Independiente Medellín. Pedro Mosquera en Michael Krohn-Dehli bleven bij de club. Jeugdspeler Edú Exposito werd naar het eerste elftal gepromoveerd. Voorin betaalde de club €2 miljoen voor aanvaller Quique van Osasuna. Andere gehaalde aanvallers waren Christian Santos, Pedro Sánchez en Carlos Fernández (gehuurd van Sevilla). De aanvallende spelers Carles Gil, Fede Cartabia en Borja Valle verkozen om bij Deportivo te blijven.
De drie gedegradeerde clubs Málaga, Las Palmas en Deportivo startten het seizoen met de hoogste salarisplafonds. Voor Deportivo was dit € 18,5 miljoen. Mede gezien het gat met de nummer vier (Sporting de Gijón met een plafond van € 10,9 miljoen) was Deportivo een van de favorieten om meteen terug te keren in de Primera División. De eerste wedstrijden moesten buiten Riazor worden gespeeld omdat dit verbouwd werd, mede vanwege de stormschade van eerder dat jaar. Albacete scoorde een late gelijkmaker in de eerste wedstrijd (1-1) en Deportivo won met 0-1 bij Extremadura. De Galiciërs gaven bij Tenerife een in blessuretijd verkregen 1-2-voorsprong alsnog weg (2-2). Dat werd gecompenseerd toen Pablo Mari in blessuretijd de thuiswedstrijd tegen Sporting de Gijón besliste: 1-0. De wedstrijd voor de Copa del Rey bij Zaragoza werd met 2-1 verloren. In deze wedstrijd speelden vooral de reservespelers. De eerste competitienederlaag was bij Alcorcón: 1-0. Hierdoor zakte Deportivo weg naar plek 8, op drie punten van de directe promotiezone.
Alcorcón zou echter een directe concurrent worden en in de 13 wedstrijden erna verloor Deportivo niet meer. De topper tegen Granada werd met 2-1 gewonnen. In de uitwedstrijd bij Gimnàstic werd een achterstand omgebogen tot een 1-3-overwinning. In de topper tegen koploper Málaga (1-1) zat het de club tegen: Málaga scoorde eerst uit een buitenspelsituatie. Nadat Deportivo gelijk had gemaakt, werd spits Quique González van het veld gestuurd vanwege een poging tot een omhaal. Toch ging het team onverstoorbaar verder. Elche werd met 4-0 weggespeeld (met een hat-trick van Carlos Fernández). In de uitwedstrijd bij Córdoba (1-1) scoorde de thuisclub diep in blessuretijd de gelijkmaker, nadat Deportivo met tien man was komen te staan. Spits Borja Valle was van het veld gestuurd vanwege opmerkingen tegen de scheidsrechter. Reus werd thuis met 2-0 verslagen. In de topper bij Las Palmas (1-1) had Deportivo het moeilijk, maar sloeg het ditmaal zelf weer eens toe in de slotseconden. In Riazor won Deportivo voor de derde maal op rij, ditmaal met 4-0 van Oviedo. Daarmee scoorde het elftal tienmaal in de laatste drie thuiswedstrijden zonder een doelpunt tegen te krijgen. Op de ranglijst bezetten Granada en Alcorcón de plekken voor rechtstreekse promotie met 27 punten en volgden Deportivo en Málaga met 26 punten. In de uitwedstrijd bij Almería pakte Deportivo een punt na een achterstand (1-1). Thuis tegen Osasuna werd voor de vierde keer op rij 'de nul' gehouden (2-0) en Deportivo steeg naar de tweede rechtstreekse promotieplek, achter Alcorcón. Bij Rayo Majadahonda bleef het vervolgens 0-0. In de thuiswedstrijd tegen Numancia gaf het team een comfortabele voorsprong van twee doelpunten weg (2-2). Daarmee werden twee kansen verspeeld om de koppositie te pakken. Daarna werd met 3-1 thuis gewonnen van Real Zaragoza.
Vervolgens brak een mini-crisis aan omdat het team niet scoorde in drie wedstrijden. Bij Cádiz benutte de thuisclub zijn kansen heel effectief: 3-0. In de Galicische derby tegen Lugo had Deportivo thuis kansen voldoende, maar het bleef 0-0. Op Mallorca maakte het elftal een zwakke indruk, en de 1-0-overwinning van de thuisclub was verdiend. Het gat met de directe promotieplaatsen was vier punten geworden en zelfs een play-off plek raakte in gevaar.
Deportivo bleef echter thuis ongeslagen door een eenvoudige 2-0-overwinning op de verrassende nummer twee van de ranglijst, Albacete, en won met 1-2 bij Sporting Gijón. Een directe promotieplek was nog maar een punt verwijderd. In de winterstop werden Iñigo López, Vitor Silva en Nahuel gehaald. Carles Gil vertrok naar de Noord-Amerikaanse competitie. In de zes wedstrijden na de zege bij Sporting werd slechts eenmaal gewonnen: 0-1 bij de nummer twee Granada. Maar in de wedstrijd ervoor had het thuis met 0-0 gelijk gespeeld tegen Tenerife, Ook Gimnástic pakte een punt in Riazor (1-1) door een gelijkmaker vlak voor tijd, en in de topper bij Málaga had het team moeten winnen (0-0). Tegen Alcorcón werd thuis een paar minuten voor de tijd de zege verspeeld (2-2), en tegen Las Palmas werd zelfs thuis in de slotfase verloren: 0-1. Een directe promotieplek was op inmiddels zeven punten verwijderd. Deportivo kreeg een reglementaire 0-1 zege op Reus, omdat deze club inmiddels was verwijderd uit de competitie. Maar dat bleek in de enige zege in een periode van tien wedstrijden, die was begonnen met het teleurstellende gelijkspel tegen Gimnástic. Op 22 maart 2019 bleef het thuis 0-0 tegen Almería en daarna pakte het team een punt bij Oviedo: 1-1. Een 0-2 thuisnederlaag tegen Rayo Majadahonda betekende echter het einde van coach Natxo González. Zijn opvolger, José Luis Martí, echter zijn eerste twee wedstrijden: 2-1 bij koploper Osasuna, en 1-2 thuis tegen Extremadura. Daardoor zakte Deportivo steeds verder weg van de play-offplekken, die inmiddels op vier punten waren. Het bestuur van Deportivo besloot op te stappen en schreef nieuwe verkiezingen uit voor enkele weken later.
Het resterende programma droeg eraan bij dat Deportivo alsnog de play-offs bereikte. Tegen de laaggeklasseerden Numancia (1-2) en Zaragoza (0-1) pakte het team zes punten en was het terug in de play-off zone. Daar viel het weer uit toen ook concurrent Cádiz met een late gelijkmaker een punt pakte in Riazor: 1-1. Streekgenoot Lugo leek zelfs het lot van de club te bezegelen met een 1-0 zege. Maar een 1-0 zege, in de 96e minuut door een penalty van Carlos Fernández, tegen directe concurrent Mallorca hield de club in de race. Extremadura hielp een handje door verrassend met 0-1 bij Cádiz te winnen, terwijl Deportivo met 0-0 gelijkspeelde bij Elche. Met een punt voorsprong op Cádiz, maar met een negatief onderlinge resultaat, kon Deportivo kwalificatie voor de play-off thuis zeker stellen dankzij een 2-0 zege op het al gedegradeerde Córdoba.
Op 28 mei 2019 werd Paco Zas verkozen tot de nieuwe president van Deportivo. Hij was pas de derde president sinds de aanstelling van Lendoiro in 1988. Onder Tino Fernández was in 2014 de moeizame promotie gerealiseerd en bleef de club met hangen en wurgen drie seizoenen op het hoogste niveau. Het kansloze seizoen 2017-2018, en het buiten de play-off plekken vallen op het tweede niveau, betekende dat de druk op Fernández te hoog was opgelopen. Op sportief niveau leek het een ommezwaai te betekenen. Daar zag het niet naar uit toen Málaga met een 1-2 voorsprong ging rusten tijdens de eerste play-off wedstrijd. Een ontketend Deportivo scoorde driemaal in de tweede helft en won daardoor met 4-2. In de returnwedstrijd sloeg het team de pogingen van Málaga af en sloeg het zelf vlak voor tijd toe: 0-1. Vijf dagen later stond Deportivo op de rand van de Primera División door de 2-0 thuiszege in de finaleronde tegen Mallorca, dat eerder had afgerekend met Albacete. In de returnwedstrijd koos coach Martí voor een afwachtende houding en speelden Vicente en Nahuel in plaats van Fede Cartabia en Carlos Fernández. Het team moest al leider Álex Bergantiños missen, die vanwege een hoofdwond was uitgevallen in de eerste wedstrijd. Deportivo kwam er amper aan te pas en Mallorca had na een uur spelen de marge goedgemaakt met twee doelpunten. Het derde doelpunt, met nog ruim 10 minuten te spelen, betekende dat er sowieso geen verlenging zou volgen. De vrijstaande Deportivo-verdediger Pablo Marí kreeg diep in blessuretijd nog een goede kopkans, maar miste. Dit betekende dat Deportivo voor het eerst in 30 jaar (sinds 1991) ten minste twee jaar achter elkaar in de Segunda División zou spelen.

## 2019-2024: Degradatie naar het semi-professionele voetbal en terugkeer naar de Segunda División

### 2019-2020: Crisis en degradatie naar de Segunda División B
Door het, op één doelpunt na, missen van promotie moest Deportivo in 2019 opnieuw de selectie grondig herzien. Clubs die van het hoogste niveau degraderen worden in Spanje voor één seizoen financieel gecompenseerd. Omdat er sprake is van salarislimieten, wist de club dat het de salariskosten na het missen van directe terugkeer flink omlaag moest krijgen. Dure spelers als Fede Cartabia en Diego Rolán werden daarom verhuurd terwijl Róber Pier, Juanfran en Mosquera mochten vertrekken. De huurperiode van Adrián Ortolá, Domingos Duarte, Pablo Marí, Didier Moreno, Matías Nahuel en Carlos Fernández was afgelopen. Edu Exposito en Quique González werden voor ruim €7 miljoen verkocht aan Eibar. Het contract van Saúl García liep af en hij ging naar Alavés. Pedro Sánchez en Diego Caballo vertrokken transfervrij aan het eind van de voorbereidingsperiode. Doelman Francis en rechtsback Gerard Valentin werden verhuurd. Spelers als Raúl Albentosa, Sebastián Dubarbier, Iñigo López, Michael Krohn-Dehli en Víctor Silva hadden nooit impact gehad en vertrokken ook. Op 11 juli 2019 kondigde de club aan om het seizoen 2019/2020 in shirts met horizontaal gestreepte blauw/witte banen te gaan spelen. Sinds 1910 had de club in shirts met verticaal gestreepte banen gespeeld.
Doordat de salarispost pas vlak voor het einde van de transferperiode (op 2 september) flink werd verlaagd, kwamen veel nieuwe spelers ook pas laat. Als tweede doelman werd Koke Vegas gehuurd. De twee nieuwe linksbacks waren Luis Ruiz en Salva Ruiz. De Griekse international Vasilios Lampropoulos en Atlético-huurling Francisco Montero werden voor de centrale verdedigingsposities gehaald. Peru Nolaskoain werd gehuurd van Athletic, en Gaku Shibasaki kwam van Getafe. Voorin vonden de meeste selectiebewegingen plaats. Ager Aketxe kwam van Cádiz, en Victor Mollejo werd gehuurd van Atlético. Ex-Deportivo B speler Borja Galán kon door een clausule worden teruggehaald van Alcorcón. Beto da Silva en Sasa Jovanovic werden op het laatste moment toegevoegd. Een huurdeal voor Samuele Longo'o kon pas worden afgerond nadat de salarissen voor de selectie waren verlaagd. Mamadou Koné completeerde de aanval.
Twee maanden voor het sluiten van de transferperiode, was Juan Antonio Anquela op 2 juli 2019 coach van Deportivo geworden. Enkele dagen daarvoor had José Luis Martí te horen gekregen dat de club niet met hem door ging. Anquela moest het de eerste drie competitiewedstrijden doen met een selectie die nog niet afgerond was. De eerste wedstrijd, thuis tegen Oviedo, was vlak voor tijd winnend afgesloten door een doelpunt van Christian Santos: 3-2. In de tweede helft had Oviedo de achterstand van twee goals nog ongedaan kunnen maken. Het bleek voor de Galiciërs tot het eind van het jaar de laatste overwinning te zijn. Tegen de (uit de Primera División gedegradeerde) clubs Huesca en Rayo Vallecano verloor Deportivo met 3-1. In de thuiswedstrijd tegen Albacete (0-1) greep de VAR in om de tegenstander een strafschop te geven. Bij Sporting de Gijón was het andersom: in blessuretijd scoorde Aketxe vanaf de stip de gelijkmaker 1-1 nadat de scheidsrechter de VAR had geraadpleegd.
De prestaties bleven ook daarna onregelmatig. Thuis tegen Numancia speelde Deportivo (na een zeer zwakke eerste helft) een voortreffelijke tweede helft en nam een 3-1 voorsprong. Die werd echter in de laatste paar minuten weggegeven: 3-3. Bij het sterke Cádiz behaalde Deportivo een verdienstelijk 0-0 gelijkspel. Maar ook dat kreeg thuis tegen Mirandés geen vervolg: 1-1. Daarna verloor Deportivo ook met 3-1 bij de derde degradant: Girona. Thuis tegen Almería speelde het team een behoorlijke wedstrijd, maar was het onmachtig om door te drukken: 0-0. Dit betekende op 7 oktober 2019 het einde van coach Anquela. Hij werd diezelfde dag opgevolgd door de Galicische coach Luis César Sampedro. Onder hem gingen de prestaties echter van kwaad tot erger. In zijn eerste 10 competitie-wedstrijden behaalde het team vier gelijke spelen en verloor het zesmaal. Luis César debuteerde met een 3-0 nederlaag bij Las Palmas waardoor Deportivo op plek 22, en daarmee de laagste positie op de ranglijst, kwam. Daarna verloor het team thuis met 0-2 van direct concurrent Málaga. Bij Racing de Santander en Fuenlabrada kwam Deportivo terug van een achterstand: 1-1. Thuis tegen Elche werd met 1-3 verloren en het team was kansloos bij Extremadura: 2-0. Thuis tegen Alcorcón en uit bij streekgenoot Lugo bleef het 0-0. Vervolgens werd thuis met 1-3 van Zaragoza verloren en uit met 2-0 bij Ponferradina. De achterstand op een veilige plek op de ranglijst was daarmee negen punten geworden. In de dagen ervoor had president Paco Zas al aangegeven dat zijn bestuur zou opstappen tijdens de aandeelhoudersvergadering op 14 januari 2020. Op de jaarvergadering van 17 december 2019 bleek dat Fernando Vidal de nieuwe president zou worden.
Prompt won Deportivo weer eens een wedstrijd. Bij het lager spelende Illueca won Deportivo met 0-2 in de Copa del Rey. Belangrijker was de thuiswedstrijd op 20 december 2019 in Riazor tegen Tenerife. Voor het eerst sinds 18 september nam het team namelijk een voorsprong. Dat hadden twee doelpunten kunnen zijn, maar Aketxe miste een strafschop. In de laatste minuut maakte Tenerife gelijk door een strafschop na een ingreep van de VAR. Toch won Deportivo nog door een doelpunt van Peru Nolaskoain in de 95ste minuut. Daarmee kwam een einde aan een serie van 19 wedstrijden waarin het team niet had kunnen winnen. Een nieuw negatief record voor de club. De winst kon de baan van coach Luis César echter niet redden. President Paco Zas en de (toen nog) nieuw aan te stellen Fernando Vidal bleken niet voldoende samen te kunnen werken in de periode totdat het nieuwe bestuur zou worden geïnstalleerd. Het grootste discussiepunt was het ontslaan van Luis César en het aanstellen van Fernando Vázquez. Dat had ermee te maken dat Vázquez in 2014 door president Tino Fernández was ontslagen. Het was Tino Fernández geweest die als grootaandeelhouder de verkiezing van Paco Zas had mogelijk gemaakt. De patstelling leidde ertoe dat Paco Zas en zijn bestuur op 27 december opstapten en er een tijdelijk bestuur onder leiding van de tijdelijk president Juan Antonio Armenteros werd gevormd. Luis César werd op diezelfde dag ontslagen. Twee dagen later werd Fernando Vázquez aangesteld als de nieuwe coach. Onder zijn leiding won Deportivo in het nieuwe jaar met 0-1 bij Numancia. Dat was de eerste uitzege in de competitie sinds mei 2019. In die maand had Deportivo ook voor het laatst tweemaal achter elkaar gewonnen in de competitie.
Vidal maakte nieuwe afspraken met sponsor Abanca (een Galicische bank) zodat de bank een nog groter rol zou gaan spelen. De naam van de bank kwam al voor in de stadionnaam "Abanca-Riazor" en het vrouwenteam van de club heet Deportivo Abanca. Daarnaast vindt afbetaling van de schuld (die Deportivo onder president Lendoiro had opgebouwd) plaats bij schuldeiser Abanca. Die schuld is ongeveer €88 miljoen (en is €160 miljoen geweest). Na de aanstelling van Vidal injecteerde Abanca meteen geld en kreeg daarvoor aandelen in de club. Door deze injectie werd het salarisbudget van Deportivo verhoogd en kon het nieuwe spelers aantrekken. De eerste aanwinst was de terugkeer van de Turkse spelmaker Emre Colak gevolgd door spits Sabin Merino van Leganés. Beiden scoorden in hun debuut tegen degradatie-rivaal Racing de Santander in Riazor: 2-1. Door het uitgebreid vieren van zijn doelpunt kreeg Emre Colak een rode kaart maar zijn team hield stand. Door deze zege verliet Deportivo de laatste positie op de ranglijst en kwam een veilige plek binnen bereik op 1 punt. Een dag later werd Carmelo del Pozo (de director deportivo) ontslagen nadat hij een paar dagen eerder al op betaald verlof was gestuurd. In de praktijk nam Richard Barral, zijn voorganger, het van hem over. De volgende aankoop was linksbuiten Claudio Beauvue. Deze op Guadeloupe geboren speler kwam over van aartsivaal Celta de Vigo. Daarna won het team met 1-0 van koploper Cádiz en met 0-1 bij Albacete. In die wedstrijd stopte Dani Giménez een strafschop van de thuisclub. Voor het eerst sinds speeldag 7 verliet Deportivo de degradatiezone. De nieuwste aankoop, Uche Agbo, speelde meteen als basisspeler terwijl het contract van Sasa Jovanovic werd ontbonden. Deportivo nam Keko Gontán van Málaga over, huurde de jonge aanvaller Hugo Vallejo van Real Madrid en doelman Aleksandar Jovanovic van Huesca. Vasilios Lampropoulos en Borja Galán werden uitgeleend terwijl Koke Vegas, Beto da Silva en Samuele Longo'o vertrokken. Vervolgens werd ook de zesde achtereenvolgende competitie-zege behaald: 2-1 tegen Las Palmas. Het was voor het eerst sinds februari 2012 dat Deportivo zes competitie-wedstrijden op rij won. In de geschiedenis van de Segunda División was het nog nooit eerder voorgekomen dat een club 19 wedstrijden op rij niet had gewonnen en daarna zes achtereenvolgende zeges behaalde. Door in zijn eerste vier wedstrijden voor Deportivo te scoren overtrof spits Sabin Merino het resultaat van Bebeto uit 1992. De zegereeks van Deportivo eindigde na een 0-1 overwinning bij Alcorcón door een treffer van Koné in blessuretijd. De club vergrootte daarmee de afstand tot de degradatiezone tot vier punten. Zeven speeldagen eerder was de afstand tot een veilige plek nog negen punten geweest.
In de thuiswedstrijd tegen Girona gaf Deportivo in het laatste kwartier een 2-0 voorsprong weg (2-2). Belangrijk zou de blessure van verdediger Somma blijken te zijn die aan het begin van de wedstrijd uitviel. In de zeven gewonnen wedstrijden had Deportivo slechts drie tegendoelpunten toegestaan. Het was Somma geweest die het doelpunt had gemaakt in de zege bij Numancia. Na de twee tegendoelpunten van Girona leed het team twee zware nederlagen tegen de promotiekandidaten Zaragoza (3-1) en Almería (4-0). Tussendoor bleef het op 0-0 steken tegen streekgenoot Lugo. Door de nederlaag bij Almería viel Deportivo terug in de degradatiezone. Dat was precies op het moment dat LaLiga SmartBank ruim drie maanden stil zou liggen vanwege de Coronapandemie. In de tussentijd versterkte het team zich met verdediger Abdoulaye Ba. De herstart van de competitie begon op 14 juni 2020 met een 0-0 thuis tegen Sporting Gijón. Daarna toonde het team veel veerkracht. Bij degradatie-rivaal Oviedo kwam het vlak voor rust op een 2-0 achterstand maar speelde het met 2-2 gelijk. Thuis tegen Rayo Vallecano stond het 0-2 na 20 minuten. Het team was erg dicht bij een overwinning door een benutte penalty vlak voor tijd. Diep in blessuretijd benutte Rayo Vallecano echter ook een strafschop (3-3). Bij Elche kreeg middenvelder Gaku in de eerste helft een rode kaart. Deportivo hield echter stand en scoorde via Hugo Vallejo in de tweede helft de winnende treffer (0-1). Die overwinning kreeg een sensationeel vervolg tegen Ponferradina. Dat team nam in de tweede helft de leiding in Riazor. Een eigen doelpunt van Ponferradina in blessuretijd betekende 1-1 waarna Emre Colak zelfs nog de winnende treffer voor Deportivo maakte (2-1). Op Tenerife scoorde Aketxe in blessuretijd de gelijkmaker (1-1). Na de wedstrijd gaf de gehuurde aanvaller Koné aan dat hij geen overeenkomst met de club had gesloten om zijn aflopende contract na 30 juni tijdelijk te verlengen om de competitie af te ronden. Thuis tegen promotie-kandidaat Huesca won Deportivo vervolgens met 2-1 na een 0-1 achterstand. Met nog 4 speeldagen te gaan had Deportivo een marge van vier punten op de degradatiezone.
Maar toen ging het alsnog mis. Bij concurrent Málaga werd met 1-0 verloren. Thuis tegen het al gedegradeerde Extremadura verloor Deportivo (ondanks een gelijkmaker in de slotfase) met 2-3. Ook bij het al uitgespeelde Mirandés ging Deportivo onderuit (1-0 nederlaag). Ondertussen waren de directe concurrenten bijna allemaal erg succesvol en stond Deportivo daardoor na speeldag 41 weer op een degradatieplek. Het zou vrijwel zeker zelf moeten winnen van Fuenlabrada dat zelf aan maximaal 1 punt genoeg had om zich te kwalificeren voor de play-offs. Om aan degradatie te ontsnappen zou (bij winst van Deportivo) Lugo of Albacete niet mogen winnen. De wedstrijd Deportivo-Fuenlabrada werd vlak voor aanvang echter afgelast vanwege Corona-besmettingen bij de tegenstander. De Spaanse competitie-leiding besloot dat de andere wedstrijden wél doorgingen. Albacete won vervolgens vlak voor tijd (door een strafschop) met 0-1 bij koploper Cádiz terwijl Lugo vlak voor tijd een 0-1 achterstand tegen Mirandés omboog (2-1). Ook Numancia ging Deportivo op de ranglijst voorbij door een 2-1 zege tegen Tenerife. Hierdoor werd de nog te spelen slotwedstrijd voor Deportivo overbodig. Door een overwinning tegen Fuenlabrada zou het op 51 punten komen net als Ponferradina, maar deze club had het onderlinge resultaat met Deportivo in zijn voordeel. Lugo en Albacete hadden inmiddels 52 punten. Op 28 juli nam hoofdsponsor Abanca een meerderheidsbelang in Deportivo na de uitgifte van extra aandelen.

### Aanklachten en civielrechtelijke procedures
Vanwege het verloop van de laatste speeldag maakte Deportivo diverse bezwaren en liep er een civielrechtelijke procedure. Het belangrijkste bezwaar was dat de wedstrijden op de laatste speeldag niet tegelijkertijd zijn gespeeld. In Spanje geldt voor de laatste twee speeldagen dat clubs tegelijkertijd hun wedstrijden afwerken. Deportivo wilde initieel dat alle resultaten van die speeldag nietig werden verklaard. Als alternatief werd voorgesteld om de competitie uit te breiden van 22 naar 24 clubs waarbij Fuenlabrada, Deportivo en Numancia behouden zouden kunnen blijven voor het tweede niveau.
De Spaanse voetbalbond (RFEF) was ondertussen een onderzoek begonnen naar onverantwoordelijk gedrag van Fuenlabrada. Die club had zeer laat aangegeven dat het spelers met het coronavirus had thuisgelaten én was daarnaast gaan reizen met een onduidelijke stand van zaken rondom de andere spelers. Na de afgelaste wedstrijd bleek dat bijna alle spelers met het virus besmet waren en dat de clubarts niet was meegereisd omdat hij zelf besmet was. Zonder clubarts mag een club niet aan een wedstrijd beginnen. Fuenlabrada zat daarna in quarantaine in een hotel in A Coruña.
Daarna zette Fuenlabrada alles op alles om de wedstrijd alsnog gespeeld te krijgen om het benodigde punt te behalen. Toen uiteindelijk de wedstrijd alsnog op 7 augustus 2020 werd gespeeld won Deportivo met 2-1 in blessuretijd. Deportivo (dat onder protest speelde) had hiervoor zijn spelers van vakantie teruggeroepen om niet te kunnen worden aangeklaagd vanwege het niet verschijnen aan de aftrap van de wedstrijd. Voor Fuenlabrada was daarmee de kans op een play-off plek definitief vervlogen. De plek werd ingenomen door Elche (dat via de play-offs promoveerde).
Ondertussen liep een onderzoek van de RFEF dat leidde tot het voorstel om Fuenlabrada vanwege het getoonde gedrag te laten degraderen. De RFEF stelde ondertussen aan de organisatie van La Liga voor om de Segunda División voor het seizoen 2020/2021 uit te breiden naar 24 clubs om op deze manier de geschillen op te lossen (zoals ook Deportivo had geopperd). La Liga, onder leider van president Javier Tebas, voelde hier echter niks voor. Tebas had zelf al gecommuniceerd dat hij het was geweest die Fuenlabrada de opdracht had gegeven om gewoon naar A Coruña af te reizen. Ook kwam aan het licht dat een zoon van Tebas de juridisch adviseur van Fuenlabrada bleek te zijn. La Liga was daarnaast van mening dat het zelf een eindoordeel over Fuenlabrada mocht vellen en sprak de club al snel vrij. Het Tribunal Administrativo del Deporte (TAD) van het hoogste Spaanse sportorgaan Consejo Superior de Deportes (CSD) zou het voorstel van de RFEF moeten bekrachtigen.
Aan de vooravond van (door de CSD afgedwongen) overleg tussen La Liga, de RFEF en CSD gaf de TAD echter aan dat het zich niet bevoegd voelde om zich uit te spreken over degradatie van Fuenlabrada. Een dag later (op 27 augustus 2020) kwamen La Liga en de RFEF er niet uit over de vraag met hoeveel clubs de Segunda División moest worden ingevuld. De CSD nam uiteindelijk de beslissing dat het tot 22 clubs beperkt zou blijven. Een andere gesprekspartner, de Spaanse spelersbond Asociación de Futbolistas Españoles (AFE) had zich in de dagen ervoor nog uitgesproken voor een competitie van zelfs 26 clubs om (ook) de degradaties van Extremadura en Racing de Santander te schrappen.
Eerder had het TAD al een andere aanklacht van Deportivo afgewezen. Deze was erop gebaseerd dat tegenstander Extremadura tijdens hun 2-3 winst niet de gehele wedstrijd het minimaal aantal eerste elftal-spelers op het veld had staan dat verplicht is. Ook hiervoor startte Deportivo een civielrechtelijke procedure op. Op dat moment zat er echter niks anders op dan dat Deportivo het seizoen 2020/2021 in de Segunda División B zou starten. Daarmee was het de eerste voormalige Spaanse kampioen in deze divisie (sinds Betis Sevilla in 1947) dat op het derde Spaanse niveau ging spelen.

### 2020-2021: Terug naar 1981 en net géén degradatie naar het vierde niveau
Voor het eerst sinds 1981 begon Deportivo aan een seizoen op het derde niveau in Spanje (Segunda División B). Destijds was het de tweede keer dat Deportivo op dat niveau speelde maar promoveerde het beide keren meteen weer naar het tweede niveau. In 2020 begon de club het seizoen met een nationaal record aan socios (22.411) voor het derde niveau. Dat aantal zou voor dat seizoen zelfs groter blijken te zijn dan voor twaalf clubs uit de hoogste afdeling. Ook had deportivo de grootste begroting van de Segunda B (€13 miljoen). Oud-spelers Valerón en Manuel Pablo kregen de leiding over Deportivo B terwijl oud-aanvoerder Fran González werd benoemd tot sportief directeur. Fernando Vázquez bleef aan als coach van het eerste elftal.
Het competitie-format voor de Segunda División B met 102 clubs was zodanig opgesteld dat een club voor promotie eerst door twee korte competities moest komen (door bij de eerste drie te eindigen) en daarna twee tegenstanders moest verslaan in een enkelvoudige wedstrijd op neutraal terrein. In totaal promoveerden er vier clubs naar de Segunda División. Het grootste gedeelte van de clubs zou echter moeten strijden om plekken voor de drie divisies die daaronder werden gevormd: Primera RFEF (derde niveau), Segunda RFEF (vierde niveau) en Tercera RFEF (vijfde niveau).
Om het promotiedoel te bereiken werd de selectie opnieuw grondig herzien. De keepers Dani Giménez en Aleksandar Jovanovic vertrokken. Zeven verdedigers verlieten de club (Luis Ruiz, Montero, Ba, Lampropoulos, Somma, Valentin en David Simón). Zeven middenvelders vertrokken ook (Peru Nolaskoain, Victor Mollejo, Ager Aketxe, Borja Valle, Gaku Shibasaki, Emre Çolak, Vicente Gómez). Sabin Merino keerde terug naar Leganés vanwege een contractuele bepaling door de degradatie. Hugo Vallejo keerde terug naar Real Madrid en Christian Santos vertrok naar Hannover'96. Fede Cartabia werd opnieuw uitgeleend.
Met Carlos Abad en Lucho Garcia haalde Deportivo twee relatief jonge keepers. Salva Ruiz bleef als linksback en kreeg Héctor Hernández (Numancia) als collega. De club was in staat om de talentvolle centrale verdediger Mujaid Sadick voor nog ten minste een jaar te behouden. Hij kreeg gezelschap van Borja Granero (Extremadura), Derik Osede (Numancia) en jeugdspeler Juan Rodriguez. Rechtsback Eneko Bóveda besloot ook om bij de club te blijven en kreeg jeugdspeler Jorge Valín als back-up. Club-icoon Alex Bergantiños verlengde opnieuw zijn contract en kon als centrale verdediger of middenvelder spelen. Celso Borges keerde terug naar Deportivo en zal na zijn voetbalcarrière waarschijnlijk in een andere rol bij de club verder gaan. Uche Agbo sloeg veel aantrekkelijke aanbiedingen af en tekende een nieuw contract bij de club. Jeugdspeler Yago Gandoy completeerde het centrale middenveld. Voor de vleugels keerde Borja Galán terug van een huurdeal. Het talent José Alonso Lara werd van Sevilla gehuurd en Ignacio "Nacho" González kwam uit Uruguay. Na lang twijfelen besloot ook Keko Gontán bij Deportivo te blijven. Voorin was Claudio Beauvue een van de eerste spelers die besloot om ten minste nog een jaar voor Deportivo te spelen. Hij kreeg gezelschap van Rui Costa die bij Alcorcón heeft gespeeld. Doordat een verkoop van Diego Rolán niet doorging bleef hij ook speler van Deportivo. De 35-jarige aanvaller Miku werd transfervrij van Omonia overgenomen. Jeugdspeler Adri Castro completeerde de aanvalslinie.
In de selectie zaten hierdoor amper nog spelers die meer dan twee seizoenen voor Deportivo hebben gespeeld. Oudgediende Alex Bergantiños en de teruggekeerde Celso Borges waren de uitzonderingen. Mujaid Sadick en Eneko Bóveda habben hun debuut in 2018 gemaakt. Salva Ruiz en Borja Galán hadden de start van het seizoen 2019/2020 meegemaakt. Alle andere spelers hebben pas daarna hun debuut voor Deportivo gemaakt.
Deportivo speelde de eerste fase van de competitie in groep 1-A. Op 18 oktober was Salamanca CF de eerste tegenstander. De Galiciërs wonnen met 2-1 in blessuretijd door een doelpunt van Boveda. Daarna volgde een 0-0 gelijkspel bij Compostela gevolgd door een 0-1 overwinning bij Unionistas in Salamanca en een 1-0 thuiszege tegen Coruxo. Het 0-0 gelijkspel bij Guijuelo werd gevolgd door een 1-0 overwinning op Racing de Ferrol en een 1-1 gelijkspel bij Pontevedra. Met 15 punten uit zeven speeldagen stond Deportivo uitstekend gepositioneerd voor een plek in de volgende ronde. De 1-2 nederlaag tegen Celta B (het reserve-elftal van de aartsrivaal) was daardoor extra verrassend. Dat bleek echter geen incident omdat ook bij Zamora werd verloren (1-0). In de tussentijd was Deportivo ook in de Copa del Rey uitgeschakeld na eerst thuis met 1-0 van El Ejido te hebben gewonnen maar daarna met 0-1 van Alavés te hebben verloren. De twee competitienederlagen en het uiterst moeizame spel leidden tot het ontslag van Fernando Vázquez ondanks de tweede plek in de rangschikking. Hij werd opgevolgd door de in A Coruña geboren 35-jarige Rubén de la Barrera.
De resultaten bleven echter uit en Deportivo zakte steeds verder weg. Ook bij het laag geklasseerde Salamanca wist Deportivo niet te scoren (0-0). De serie werd extra pijnlijk door een nieuwe thuisnederlaag (0-2 tegen Compostela). Ook thuis tegen koploper Unionistas wist Deportivo niet te scoren (0-0) en de club viel weg uit de top drie. Die serie werd nog langer door een 2-0 nederlaag bij Coruxo. Daardoor had de club al 513 minuten niet meer gescoord op het derde Spaanse niveau en slechts 2 punten gepakt uit de laatste zes wedstrijden. Met slechts zeven gescoorde doelpunten was het hierin ook een van de slechtst presterende clubs van de 102 in de Segunda División B.
De sportieve crisis leidde op 8 februari 2021 tot het gedwongen opstappen van president Fernando Vidal en zijn bestuur. Antonio Couceiro werd door de Galicische grootaandeelhouder Abanca aangesteld als de nieuwe president. Vice-president Juan Carlos Escotet van Abanca kondigde aan dat er meerdere ingrepen in de club zouden volgen.
Tijdens de transferperiode in de winter was al duidelijk geworden dat er door Abanca geen budget meer zou worden vrijgegeven voor nieuwe transfers. De selectie van Deportivo was al veruit de duurste van de gehele competitie. Diego Rolán werd verhuurd aan het Egyptische Pyramids FC zodat zijn jaarsalaris van €1,2 miljoen bruto werd vrijgespeeld. Dat was hoger dan de begroting van de meeste clubs op het derde Spaanse niveau. Rui Costa had geen enkele indruk gemaakt en stapte over naar Santa Clara op het hoogste Portugese niveau. Dat werd gecompenseerd met de transfervrije aanvaller Rai Nascimento en jeugdmiddenvelders Diego Villares en Rayco Rodriguez.
De ban van de ontbrekende doelpunten werd gebroken met een 1-0 thuiszege tegen hekkensluiter Guijuelo. In de uitwedstrijd tegen Racing de Ferrol ging het echter opnieuw mis (1-0 nederlaag) en verloor de club voor de derde keer in vijf wedstrijden. Met een 1-0 thuiszege op Pontevedra voorkwam Deportivo dat het zelfs in een degradatiestrijd naar het vierde of vijfde niveau verzeild zou raken. Op 14 maart 2021 pakte het team de laatste strohalm voor de promotie-fase door naaste concurrent (en rivaal) Celta B met 0-3 te verslaan. Spits Miku maakte alle drie de treffers. Het was bijna zeven jaar geleden geweest dat Deportivo met drie doelpunten verschil een uitwedstrijd had gewonnen. De laatste competitiezege met méér dan één doelpunt verschil was in juni 2019 tegen Cördoba geweest. De resterende wedstrijd werd met 2-0 thuis van Zamora gewonnen (dat zich al gekwalificeerd had voor de promotie-fase). Maar concurrenten Unionistas en Celta B verloren niet op de laatste speeldag en namen met hun resultaten de twee resterende plekken voor de promotiestrijd in. Dat betekende dat Deportivo in 2021 niet zou terugkeren op het tweede niveau en zich in de tweede fase van de competitie moest kwalificeren voor het derde of het vierde niveau voor het seizoen 2021/2022.
Daarvoor werden de nummers vier tot en met zes van de groepen 1A en 1B bij elkaar gezet met behoud van het aantal punten. Iedere club speelde tweemaal tegen de tegenstanders die daarvoor niet in de eigen groep zaten. Vanuit groep 1A waren dat Deportivo, Racing de Ferrol en Compostela en vanuit groep 1B waren dat Numancia, Langreo en Marino de Luanco. Na zes wedstrijden werd daarmee bepaald welke twee clubs in het seizoen 2021/2022 op het derde niveau zouden spelen en welke vier resterende clubs zouden afzakken naar het vierde niveau. Deportivo begon de serie van zes wedstrijden met een nipte zege op Marino de Luanco (1-0) maar verloor met 1-0 bij Langreo. Daardoor werd de thuiswedstrijd tegen Numancia al meteen cruciaal. Met Racing de Ferrol inmiddels boven Deportivo op ranglijst zou ook Numancia over Deportivo heen gaan indien het zou winnen. Deportivo won de wedstrijd echter met 2-1 (door de winnende strafschop van Miku) maar speelde vervolgens met 0-0 gelijk bij het toen al gedegradeerde Marino de Luanco. Daardoor ging Racing de Ferrol weer over Deportivo heen nadat het drie van de vier wedstrijden in de poule had gewonnen. De enige nederlaag was tegen Numancia geweest dat zelf ook drie van de vier wedstrijden had gewonnen (de enige nederlaag was bij Deportivo).
Met Numancia-Deportivo op de allerlaatste speeldag was de wedstrijd tussen Racing de Ferrol en Numancia op de vijfde speeldag zeer belangrijk. Bij winst van Numancia op Racing zou Deportivo namelijk op de allerlaatste speeldag om lijfsbehoud spelen in een rechtstreekse confrontatie bij Numancia. Zover kwam het niet omdat Racing de Ferrol van een 0-1 achterstand tegen Numancia terug kwam en 1-1 speelde. Daardoor kon Deportivo het lijfsbehoud zelf veilig stellen op de vijfde speeldag na een 5-0 zege op Langreo. Het was pas de tweede keer in het seizoen dat een team in een wedstrijd van Deportivo meer dan tweemaal scoorde. De vorige keer was tijdens de 0-3 zege van Deportivo bij Celta B. Het was de eerste keer sinds de 5-1 zege op Real Sociedad in december 2016 dat het team ten minste vijfmaal had gescoord. De laatste keer dat Deportivo met vijf doelpunten verschil een wedstrijd had gewonnen was in januari 2004 bij Celta de Vigo (0-5). Deportivo sloot het seizoen af met een 1-0 nederlaag bij Numancia. Die club had daar echter niet genoeg aan omdat Racing de Ferrol zijn wedstrijd ook won. Daardoor spelen Deportivo en Racing de Ferrol in het seizoen 2021/2022 in de Primera RFEF en degradeerde Numancia voor de tweede keer in tien maanden. Deportivo voorkwam dat door slechts een punt meer te behalen dan Numancia.
Er was dit seizoen een groot succes voor het hoogste jeugdteam: Deportivo Juvenil (spelers tot 19 jaar oud) werd Spaans kampioen door de Copa de Campeones de División de Honor Juvenil te winnen. In de halve finale was Real Madrid verslagen en in de finale was van FC Barcelona gewonnen. Deportivo Juvenil mag daarom in het seizoen 2021/2022 aan de UEFA Youth League meedoen samen met de jeugdteams van de Spaanse clubs die zich kwalificeerden voor de Champions League: Real Madrid, Barcelona, Sevilla, Atlético de Madrid en Villarreal.

### 2021-2022: Promotie gemist op zeven minuten
Voor het eerst in de clubgeschiedenis speelt Deportivo twee achtereenvolgende seizoenen op het derde niveau in Spanje (ditmaal Primera División RFEF genoemd). Lager heeft de club nooit gespeeld. In de seizoenen 1974/1975 en 1980/1981 had het team ook op dat niveau gespeeld maar promoveerde het in beide gevallen meteen weer terug naar het tweede niveau. De Primera División RFEF bestaat uit twee groepen van 20 clubs. De kampioen van elke groep promoveert rechtstreeks naar de Segunda División. De nummers twee tot en met vijf van iedere groep spelen play-off wedstrijden. Twee clubs uit de ene groep zitten bij twee clubs uit de andere groep. Uit iedere groep van vier clubs zal een club naar de Segunda División promoveren.
Deportivo ging het nieuwe seizoen 2021/2022 in zonder coach Rubén de la Barrera waarvan het contract niet werd verlengd doordat hij contact had gehad met Las Palmas over de rol als coach. Ook Richard Barral (de director deportivo) vertrok. Op 26 mei 2021 tekende coach Borja Jiménez een 2-jarig contract samen met zijn assistent Álex Martínez. Hij werd daarmee de zevende coach van Deportivo sinds de degradatie vanuit de Primera División in 2018. Carlos Rosende bekleedt de rol van secretario técnico met ondersteuning van Juan Giménez García (afkomstig van UE Cornellá). Martín Castiñeira completeert het drietal dat de technische leiding van Deportivo in handen heeft.
Opnieuw waren er veel wijzigingen in de selectie. De keepers Carlos Abad en Lucho Garcia vertrokken beiden. Ian Mackay keerde terug als doelman. Hij heeft in de jeugd van Deportivo gespeeld en verliet de club in 2006. Verdediger Mujaid Sadick werd aan Racing Genk verkocht voor €2 miljoen en werd daarmee de duurste uitgaande transfer in de geschiedenis van het Spaanse derde niveau. Ook de verdedigers Salva Ruiz, Derik Osede en Eneko Bóveda vertrokken. In hun plaats kwamen Diego Aguirre, Adrian Lapeña, Pablo Trigueros, Jaime Sánchez en Alberto Benito. Middenvelders Rayco Rodriguez, Uche Agbo en Celso Borges werden vervangen door Juergen Elitim, Josep Calavera en Rafa de Vicente. Met name op aanvallend gebied had het team teleurgesteld in het seizoen 2020/2021. Vleugelspelers Borja Galán, José Alonso Lara, Ignacio González en Rai vertrokken allemaal. Dat gold ook voor Fede Cartabia en Keko Gontán vanwege hun salarissen. Ook aanvallers Claudio Beauvue en Diego Rolán verlieten Deportivo. In hun plaats kwamen Mario Soriano, Juan Carlos Menudo, Carlos Doncel, William de Camargo, Alberto Quiles en Víctor García. De spelers Gandoy en Adri Castro werden uitgeleend. Deze nieuwe revolutie betekende dat alleen Héctor Hernández, Borja Granero, Diego Villares, Alex Bergantiños en Miku overbleven van de spelers met een behoorlijk aantal minuten in het seizoen 2020/2021. Van het team dat in 2020 degradeerde waren alleen Alex Bergantiños en jeugdspeler Valin over.
De jeugdspelers Álvaro Pérez Campo "Trilli" en Noel pakten speelminuten in de eerste wedstrijd van het seizoen: een 5-0 thuisoverwinning op Celta B. Dit was de grootste zege van Deportivo in de openingswedstrijd van de competitie sinds 1939. Toen won Deportivo met 6-0 van Stadium Avilesino (tegenwoordig Real Avilés CF). Daarna waren er uitzeges bij Tudelano (0-1) en Calahorra (0-3). De topper thuis tegen Badajoz werd met 1-0 gewonnen. De laatste keer dat Deportivo de competitie met vier opeenvolgende overwinningen begon was in 2003 (toen op het hoogste niveau). De wedstrijd erna leverde de eerste nederlaag op: 2-1 bij Unionistas uit Salamanca. En na acht eerdere op rij gewonnen thuiswedstrijden van Deportivo behaalde SD Logroñés daarna in blessuretijd een punt in Riazor: 1-1. Een slechte periode werd afgesloten na een nieuwe nederlaag: ditmaal bij Real Union (2-1). De thuiswedstrijd tegen San Sebastian de los Reyes werd met 1-0 gewonnen terwijl de topper bij Racing de Santander in 0-0 eindigde. Deportivo won van Zamora thuis met 1-0 en daarna met 0-1 bij het hooggeklasseerde UD Logroñés. Deportivo was daarmee lijstaanvoerder met twee punten voorsprong op de nummer twee en een gat met drie punten op plek zes (dat geen recht op promotiewedstrijden geeft).
In die periode speelde Deportivo Juvenil de eerste wedstrijden in de UEFA Youth League. In de eerste wedstrijd verloor het met 3-0 bij het Poolse Pogon Szczecin. Die schade werd in de terugwedstrijd in Riazor al voor de rust ingehaald waarna het team in blessuretijd de beslissende 4-0 maakte. In de tweede ronde won het team de thuiswedstrijd tegen Maccabi Haifa met 5-1 en verloor het de uitwedstrijd met 3-0. Hierdoor zit het jeugdteam bij de laatste 24 teams en speelt het in de volgende ronde tegen Dinamo Kiev.
De thuiswedstrijd van het eerste elftal tegen Extremadura werd met 3-0 gewonnen verklaard omdat Extremadura niet kwam opdagen (vanwege een spelersstaking). Deportivo won de topper bij Rayo Majadahonda met 1-2 maar speelde teleurstellend met 1-1 gelijk tegen Bilbao Athletic. De streekderby bij Racing de Ferrol eindigde in 0-0 waarbij de thuisclub in de slotminuten een strafschop miste (en het doelpunt uit de rebound werd afgekeurd). De thuiswedstrijd tegen Valladolid Promesas eindigde in 3-0. Deportivo sloot het jaar af met een 2-3 zege bij Cultural Leonesa., Na 17 wedstrijden was Deportivo daardoor lijstaanvoerder met een voorsprong van 4 punten op Racing de Santander. De nummer drie volgde op acht punten. In de Copa del Rey speelde Deportivo in de eerste ronde bij UCAM Murcia en won met 3-4 na verlenging. In de tweede ronde was Osasuna met 1-2 in Riazor te sterk en was Deportivo uitgeschakeld. Middenvelder Álvaro Rey was de enige versterking in de winterperiode. Rechterverdedigers Benito (naar Cultural Leonesa) en Valín (uitgeleend aan Cornellá) vertrokken.
Deportivo opende in 2022 sterk met drie zeges: 1-0 tegen Talavera, 2-3 bij DUX Internacional en 0-1 bij Zamora. De drie recente uitwedstrijden werden allemaal in blessuretijd gewonnen. Het gat met Racing de Santander was inmiddels opgelopen tot zes punten. Maar net als in het vorige seizoen ging het in de winter mis voor Deportivo. Van de zeven volgende wedstrijden werd er slechts één gewonnen (2-1 tegen Calahorra). De serie begon met een 1-2 nederlaag tegen Real Unión. Thuis werd ook de topper van Racing de Santander verloren (0-1). En ook van Racing de Ferrol wist Deportivo niet te winnen (0-0). In de drie uitwedstrijden in die periode werd door Deportivo niet gescoord: een 0-1 nederlaag bij SD Logroñés, 0-0 bij San Sebastián en een 3-0 nederlaag bij Badajoz. De zes punten voorsprong op Racing de Santander waren omgedraaid tot zes punten achterstand. De zesde plek, wat geen play-off betekent, kwam op vijf punten. Deportivo Juvenil speelde de 1/16 finale van de UEFA Youth League tegen het onder-19 team van Dinamo Kiev. Deportivo kwam tweemaal op voorsprong maar speelde vanaf de 36e minuut met tien man vanwege een rode kaart. Nadat Kiev een kwartier voor tijd gelijk had gemaakt won het uiteindelijk na strafschoppen.
Het eerste elftal van Deportivo herstelde zich enigszins. De thuiswedstrijden tegen Cultural Leonesa (2-1), Rayo Majadahonda (2-1) en DUX Internacional (3-0) werden allemaal gewonnen. De uitwedstrijden bleven moeizaam met een nederlaag bij Celta B (2-1) en gelijke spelen bij Bilbao Athletic (1-1) en Talavera (1-1). In deze laatste wedstrijd speelde nieuwkomer Antoñito. Het contrast met concurrent Racing de Santander was inmiddels enorm: die club won 15 wedstrijden sinds 11 december en speelde er slechts drie gelijk. Eind april stond Racing daarmee dertien punten voor op Deportivo. Deportivo won daarna met 3-0 van play-off kanshebber UD Logroñés en reglementair met 0-2 bij Extremadura. Het contract van middenvelder Menudo werd ontbonden omdat hij zonder toestemming naar Sevilla was afgereisd om Betis aan te moedigen in de finale van de Copa del Rey. Hij had aangegeven thuis te zitten vanwege Covid.
De sterke serie van Deportivo in het eigen stadion kreeg een vervolg met een 4-3 overwinning op Tudelano. De uitwedstrijd bij Valladolid Promesas werd met 0-4 gewonnen. Daarmee verzekerde Deportivo zich van de tweede plek achter kampioen Racing de Santander. De tweede plek gaf voordelen tijdens de play-off wedstrijden: het ontlopen van de nummer twee uit de andere groep en winst van een play-off wedstrijd indien het na 120 minuten nog gelijk staat (er zouden geen strafschoppen worden genomen). Met een aangepast elftal verloor Deportivo de laatste competitiewedstrijd (thuis met 0-1 tegen Unionistas de Salamanca).
Naast Deportivo en het ook al gekwalificeerde Racing de Ferrol plaatsten Rayo Majadahonda en UD Logroñés zich voor de play-off fase. Volgens het schema zou Deportivo de halve finale tegen Linares spelen en (bij winst) de winnaar ontmoetten van de wedstrijd tussen Albacete en Rayo Majadahonda. Deze wedstrijd eindigde in 2-1 voor Albacete. Deportivo won met 4-0 tegen Linares voor ruim 26.000 toeschouwers in Riazor. De finale tussen Deportivo en Albacete vond plaats op 11 juni en werd met 1-2 na verlenging door Albacete gewonnen. Deportivo had in de eerste helft de leiding genomen. Acht minuten voor tijd maakte Albacete gelijk. Zeven minuten voor het einde van de verlenging scoorde Albacete het winnende doelpunt. Hierdoor speelt Deportivo in het seizoen 2022/2023 voor de derde keer op rij op het derde niveau. Na afloop van de wedstrijd bleek dat zeven spelers voorafgaand aan de wedstrijd een gastro-enteritis virus hadden opgelopen. Drie spelers (Juergen, Quiles, Soriano) moesten zich hierdoor tijdens de wedstrijd laten vervangen. Diego Villares liep in de eerste helft een verstuikte knie op maar speelde de wedstrijd uit.

### 2022-2023: Opnieuw geen promotie na dramatische play-offs
Deportivo speelt voor het derde achtereenvolgende seizoen op het derde niveau in Spanje. Dat is een uitbreiding van het 'negatieve record' dat de club het seizoen ervoor neerzette. Vóór 2021 had Deportivo nog nooit twee seizoenen achter elkaar op het derde niveau gspeeld. In tegenstelling tot het seizoen ervoor was het in 2022 echter een doelpunt verwijderd van promotie naar de Segunda División.
Meer dan 23.000 supporters namen een seizoenskaart bij Deportivo. Opnieuw vond een grote renovatie van de selectie plaats. Eerste doelman Ian Mackay bleef en tekende bij tot 2024. Hij kreeg versterking van Edu Sousa (Talavera). Derde doelman is Pablo Brea. Alle drie de Galicische doelmannen hebben een jeugdverleden bij Deportivo. Alberto Sánchez werd verhuurd aan Unionistas
Voor de verdediging kwamen de linksbacks Raúl Carnero (geleend van Valladolid, en oud jeugdpspeler van Deportivo) en Retuerta (Real Madrid Castilla). Zij vervangen Héctor Hernández en Diego Aguirre. Een nieuwe centrale verdediger is Pablo Martínez (Nîmes). Centrale verdedigers Lapeña, Borja Granero en Jaime bleven. Ook rechtbacks Antoñito en Trilli bleven. De overige vertrekkende verdedigers waren Pablo Trigueros en Víctor García (hij was gehuurd van Valladolid).
Voor het middenveld kwamen Rubén Díez, Isi Gómez en Roberto Olabe. Álex Bergantiños en Diego Villares bleven. Mario Soriano werd van Atlético vastgelegd na zijn huurperiode. Belangrijke vertrekkende middenvelders waren Juergen en William (beiden waren gehuurd), Ook De Vicente, Doncel, Calavera en Álvaro Rey vertrokken.
In de aanval waren er ook de nodig wisselingen. Nieuw zijn Víctor Narro (Valladolid), Gorka Santamaría (Badajoz), Kuki Zalazar (Ponferradina), Ibai Gómez en Max Svensson. Quiles en Yeremay (Deportivo B) bleven. De vertrokken spelers zijn Miku en Noel López.
De eerste wedstrijd (tegen DUX Internacional de Madrid) werd eerst uitgesteld waarna deze club uit de competitie werd genomen. Linense was daarmee de eerste tegenstander in Riazor. Na een achterstand in de eerste helft draaide Deportivo de score in de tweede helft om (2-1). Bij Mérida was een doelpunt van Raúl Carnero voldoende voor de 0-1 zege. Thuis tegen streekgenoot Pontevedra kon het team vlak voor tijd een nederlaag voorkomen: 1-1. Dezelfde uitslag (1-1) was er in de streekderby bij Celta B. Deportivo won de inhaalwedstrijd tegen Talavera met 3-2. In de thuiswedstrijd tegen San Fernando ging het vervolgens mis: 0-1. Ook bij Rayo Majadahonda wist het team niet te scoren (0-0). Deze teleurstellende resultaten tegen laaggeklasseerde clubs betekenden het ontslag van coach Borja Jiménez. Hij werd opgevolgd door Óscar Cano die met een 2-1 zege begon op het hooggeklasserde Deportivo Linares. De eerste uitwedstrijd onder zijn leiding werd met 1-0 verloren bij Real Madrid Castilla. Het team won vervolgens tegen San Sebastián de los Reyes (1-0) en bij Algeciras (1-2). In de Copa del Rey was Guijuelo met 2-0 te sterk. In de thuiswedstrijd tegen Cultural Leonesa redde het team pas vlak voor tijd een punt (2-2). Na twaalf speelrondes stond Deportivo daarmee op de zesde plek met een achterstand van 7 punten op koploper Córdoba.
Bij Fuenlabrada won het team met 0-3 door een hattrick van Quiles. De topwedstrijd tegen Córdoba bleef 0-0 waarna het team diep in blessuretijd met 1-0 bij Badajoz verloor. De achterstand op Córdoba was daarmee tot tien punten opgelopen. Deportivo sloot het jaar goed af met een duidelijke 2-0 zege op ex-koploper Racing de Ferrol en een bevochten 1-2 overwinning bij Ceuta. Door twee nederlagen van Córdoba was de koppositie ineens op nog maar 4 punten.
In de winterstop kreeg het team een enorme boost door de terugkeer van Lucas Pérez. Hij had nog een contract voor een half jaar bij Cádiz in de Primera División maar legde zelf geld toe (en zag af van salaris) voor de overstap naar Deportivo. Aanvaller Gorka Santamaria maakte plaats voor hem in de selectie. Ook Pepe Sánchez (huur), Kike Saverio, Orest Lebedenko en Arturo werden aangetrokken.
Op 8 januari 2023 waren er 23.745 toeschouwers in Riazor die Lucas Pérez tweemaal zagen scoren tegen Unionistas Salamanca (3-0). Een week later leed Deportivo echter een cruciale nederlaag bij koploper Alcorcón (3-1) dat daardoor een gat van zeven punten sloeg. Het team zette daarna een serie van 8 wedstrijden zonder nederlagen neer en benaderde Alcorcón tot twee punten. Deportivo leed vervolgens in de weken erna nederlagen bij Cultural Leonesa (1-0) en Unionistas de Salamanca (2-1) waardoor Racing de Ferrol over de club heen klom in de ranglijst. Deportivo speelde 0-0 bij deze buurtgenoot en ook thuis tegen Alcorcón (op speeldag 35). Deze resultaten betekenden dat het kampioenschap weer onhaalbaar leek te zijn geworden. Dat werd het een week later definitief met een 3-2 nederlaag bij Linares na een 0-2 voorsprong. Dit leidde tot het ontslag van coach Óscar Cano en de terugkeer van Rubén de la Barrera.
Wat Deportivo resteerde was een gevecht om de derde plek om een zo goed mogelijke startpositie voor de play-offs te verkrijgen. Maar een 1-1 gelijkspel bij het al gedegradeerde Pontevedra betekende dat het team op plek vier eindigde en de halve finale van de play-offs tegen Castellón zou spelen.
Deportivo won de thuiswedstrijd met 1-0 en speelde op 11 juni 2023 de uitwedstrijd. Na een snelle 2-0 voorsprong voor Castellón knokte Deportivo zich terug tot 2-2 maar moest toch 1 minuut voor tijd de nederlaag slikken. In de verlenging werd doelman Mackay met rood eraf gestuur. Bij een stand van 3-2 na 120 minuten zou Castellón doorgaan vanwege de betere positie in de competitie. Maar met 10 man kwam Deportivo alsnog langszij door een doelpunt van Zalazar. Maar ook nu ging het alsnog mis en scoorde Castellón in minuut 108 de treffer die de winnende bleek te zijn: 4-3. Deportivo was uitgeschakeld (omdat het in de competitie minder hoog dan Castellón was geëindigd) en moest aan het vierde seizoen op het derde niveau beginnen. Castellón werd daarna uitgeschakeld door Alcorcón dat daardoor promoveerde. Ook kampioen (en Galicisch streekgenoot) Racing de Ferrol promoveerde naar het tweede niveau.
Op 14 juni 2023 nam president Antonio Couceiro ontslag en stapte het hele bestuur op. De gefaalde poging tot promotie in 2023 betekende het tweede ontslag van Rubén de la Barrera binnen een jaar. Op 1 juli 2023 werd Imanol Idiakez aangesteld als de nieuwe trainer. Op 17 juli 2023 werd Álvaro García Diéguez aangesteld als de nieuwe president van Deportivo.

### 2023-2024: Deportivo als kampioen terug naar de Segunda División
De succesvolle aanvallers Mario Soriano (verhuurd) en Alberto Quiles verlieten de club om op het tweede Spaanse niveau te gaan spelen. Raúl Carnero, Pepe Sánchez, Max Svensson en Rubén Díez keerden terug naar hun clubs na afloop van hun leenperiode. Clubicoon Alex Bergantiños stopte als voetballer en ging het bestuur van Deportivo in. Keeper Pablo Brea werd verhuurd. De in de winterstop aangetrokken Arturo ging naar UCAM Murcia. Transfervrije vertrekken waren er voor Kike Saverio, Kuki Zalazar, Edu Sousa, Antoñito, Isi Gómez, Víctor Narro, Adrián Lapeña, Roberto Olabe, Orest Lebedenko en de talentvolle jeugdspeler Trilli (hij ging naar het tweede elftal van FC Barcelona).
Voor de keeperpositie werd Germán Parreño gehaald. Samen met Alberto Sánchez en Mackay zouden zij strijden om de keeperplek. Mikel Balenziaga werd voor de linksbackpositie gehaald naast Alberto Retuerta. Pablo Vázquez kwam als centrale verdediger. Paris Adot en Ximo Navarro werden de rechterverdedigers. Pablo Mártinez en Jaime Sánchez bleven. Jeugdspeler Dani Barcia kan op meerdere verdedigende posities uit de voeten.
Salva Sevilla en José Ángel Jurado waren als middenvelders gehaald en Rubén López vanuit Deportivo Fabril. Diego Villarres bleef bij de club. Voor plekken als aanvallende middenvelder of vleugelspeler kwamen Pablo Muñoz, Hugo Rama, Pablo Valcarce, Davo en Berto Cayarga. Yeremay had al eerder zijn debuut gemaakt.
Iván Barbero werd als spits gehaald voor ondersteuning van Lucas Pérez. Martín Ochoa was de backup vanuit Deportivo B. Jeugdspeler David Mella kreeg als aanvaller een kans in het eerste elftal.
De eerste weken van het team waren zeer slecht. Na zeven wedstrijden stond Deportivo op plek 14 na 1 zege, 4 gelijke spelen en 2 nederlagen. Met name in thuiswedstrijden had de club grote moeite met Rayo Majadahonda (0-0), Teruel (0-0), Cornellà (1-1) en Celta B (0-1). Bij Fuenlabrada leed het team een dramatische 2-1 nederlaag na een voorsprong na 90 minuten. Het enige lichtpuntje was een duidelijke 0-3 zege bij een van de promotiefavorieten: streekgenoot Lugo. Het punt bij Unionistas de Salamanca (1-1) was nuttig.
Ondertussen kon Deporitvo een nieuwe prijs aan zijn geschiedenis toeschrijven: auteur Rubén Ventureira kwam er voor zijn boek De la Sala Calvet al título olvidado. Albores del RC Deportivo 1901-1912 achter dat Deportivo op 8 september 1912 de Copa España had gewonnen. De Spaanse voetbalbond RFEF erkende deze prijs en daarmee was het de zevende officiële Spaanse prijs voor de club.
Bij promotiekandidaat Ponferradina kwam Deportivo met 10 man knap terug tot een 1-1 gelijkspel. Daarna waren er zeges tegen Sabadell en Gimnàstic de Tarragona voordat er een duidelijke 3-0 nederlaag was bij Real Unión. Na 11 competitierondes was de eerste plek op zeven punten. Tussendoor won het team met 1-3 bij Covadonga in de Spaans beker. Daarna brak een sterke periode aan met uitzeges bij Barcelona B (1-2 in blessuretijd) en Arentero (1-2) en een punt bij Tarazona (1-1 na een 0-1 voorsprong vlak voor tijd). Thuis bleven de resultaten mager tegen Osasuna B (1-1) en Sestao (1-1) en een 2-0 zege tegen SD Logroñés. Tussendoor werd het team door Tenerife uitgeschakeld in de Copa del Rey (2-3). Na 17 speeldagen sloot Deportivo het jaar af op plek 7 op negen punten van koploper Celta B.
In de winterstop had Ian Mackay definitief het vertrouwen van de club verloren en hij vertrok. Als vervanger werd Eric Puerto gehaald maar Germán Parreño werd eerste doelman. Ook linkerverdediger Alberto Retuerta vertrok. Raúl Alcaina kwam als nieuwe spits. De jonge anvaller Luis Quintero werd gehuurd van Villarreal. Iano Simão werd als linkervleugelverdediger uit Deportivo B aan de selectie toegevoegd op de plek van Retuerta. Pablo Muñoz werd verhuurd aan Atletico Baleares.
Na een 2-1 thuiszege tegen Real Sociedad was er voor het eerst in 2 maanden weer een nederlaag: 1-0 bij Cultural Leonesa dat daardoor derde stond. Ook Ponferradina, Celta B, Gimnàstic de Tarragona en Real Sociedad B stonden hoger dan Deportivo. Daar kwam daarna verandering in. Een onketend Deportivo won met 2-0 van koploper Ponferradina, daarna met 1-2 van de nummer drie (Celta B) en scoorde daarna maar liefst 21 doelpunten in 5 wedstrijden tegen Fuenlabrada (4-1), SD Logroñés (0-5), Tarazona (4-1), Osasuna B (0-4) en Lugo (4-1). Met deze zegereeks behaalde het voor het eerst in een jaar de eerste plek in de competitie.
Deze plek werd een week later met succes verdedigd tegen de nummer twee: Gimnástic de Tarragona (1-1). Dat was thuis tegen degradatiekandidaat Sabadell al een stuk lastiger. De bezoekers kwamen vlak voor rust op voorsprong en pas in blessuretijd maakte Barbero gelijk. Vlak daarvoor had Lucas Pérez een strafschop gemist. Op de ranglijst had het team drie achtervolgers binnen een marge van twee punten.
In de weken erna bouwde Deportivo een grotere marge op. Bij Rayo Majadahonda was er 0-2 winst. De zeges bij Cornellà (0-1) en thuis tegen Unionistas de Salamanca (1-0) waren minimaal. In de uitwedstrijd bij Teruel kwam het team weer eens op een achterstand naar draaide dit om naar een 1-3 winst. Door veel puntverlies van de concurrentie stond Deportivo daardoor zes punten voor op Barcelona B en zeven punten voor op Celta B en Gimnástic de Tarragona. Tegen al deze teams had Deportivo het onderlinge resultaat in het voordeel wat doorslaggevend is als twee clubs op hetzelfde aantal punten eindigen.
Thuis tegen Cultural Leonesa was er daarna 2-0 winst. Tegen streekgenoot Arenteiro had Deportivo het thuis echter lastig en gaf (in blessuretijd) de voorsprong van twee doelpunten weg: 2-2. Daarna volgde een hele moeizame 0-1 zege bij Sestao door een strafschop van Lucas Perez. De voorsprong op Barcelona B was inmiddels geslonken tot 4 punten doordat de Catalanen hun laatste drie wedstrijden had gewonnen. Van de laatste negen wedstrijden had Barcelona er slechts een verloren en een gelijk gespeeld. Hierdoor was Barcelona B de enige overgeleven concurrent voor Deportivo voor het kampioenschap.
In een rechtstreeks duel op 12 mei 2024 won Deportivo in Riazor met 1-0 van de Catalanen en verzekerde zich daarmee van de titel en promotie naar de Segunda División. Het winnende doelpunt werd uit een vrije trap gemaakt door Lucas Pérez.
Vlak na het behalen van de titel was er onenigheid tussen Abanca (de eigenaar van de club) en het gemeentebestuur van A Coruña over de verhuur van Riazor. De club besloot daarom om de gemeente niet in de festiviteiten te betrekken. Op 15 mei 2024 kwamen beide partijen overeen om de afspraken voor de periode 2000-2025 te gaan verlengen met dezelfde voorwaarden als voorheen. Een van de voorwaarden is dat Deportivo gratis gebruik mag maken van het stadion. Ondertussen worden er plannen gemaakt om het stadion van de huidige ruim 32.000 plekken uit te breiden tot ruim 48.000 met het oog op het WK van 2030. De FIFA vereist dat een stadion ten minste 40.000 plekken heeft. Momenteel zijn er 15 Spaanse stadions kandidaat voor de 11 te vergeven plekken.
Op 2 juni 2024 won Deportivo nog de strijd om de algehele titel van het derde niveau (de Primera RFEF). Deportivo, als kampioen van Groep 1, won thuis met 2-1 van Castellón (de kampioen van Groep 2). De uitwedstrijd werd een 2-4 zege voor Deportivo.

## 2024-heden: Terugkeer in de Segunda División
Deportivo versterkte zich in de zomer van 2024 met keeper de Braziliaanse keeper Helton Leite en zag Pablo Brea (die verhuurd was) naar UD Sanse vertrekken. Germán Parreño en Eric Puerto zijn de andere keepers.
Sergio Escudero kwam als linkerverdediger van Real Valladolid. Rafa Obrador wordt voor die plek gehuurd van Real Madrid. Iano Simão werd verhuurd aan Arenteiro. Balenziaga stopte als voetballer. Voor de centrale plekken achterin bleven Jaime Sánchez, Pablo Martinez en Pablo Vázquez en kwam Dani Barcia over van Deportivo B. Álex Petxarroman kwam van Andorra als rechterverdediger en verving Paris Adot. Ximo Navarro is de andere verdediger voor die plek.
Middenvelder Charlie Patiño werd voor €1,2 miljoen van Arsenal overgenomen. Ook Nuke Mfulu versterkten het middenveld en kwamen van Las Palmas. Talent Rubén López werd verhuurd aan Barcelona Atlètic. Pablo Muñoz kwam terug van zijn periode bij Atlético Baleares en werd verhuurd aan Marbella. José Ángel, Diego Villares en Hugo Rama bleven bij de club. Middenvelder Salva Sevilla vertrok.
Aanvaller Davo werd definitief van KAS Eupen overgenomen. Mario Soriano kwam terug van zijn huurperiode bij Eibar. Aanvaller Christian Herrera kwam van Las Palmas. Rechtsbuiten Juan Carlos Gauto werd van Basel overgenomen. Spits Mohamed Bouldini werd van Levante gekocht. De talenten David Mella en Yeremay bleven beiden.Ook de spitsen Lucas Pérez en Iván Barbero bleven. Rechtsbuiten Cayarga vertrok naar Real Unión. Ook Pablo Valcarce vertrok. De gehuurde rechtsbuiten Luis Quintero keerde terug naar Villarreal. Luis Chacón werd van Arenteiro overgenomen en verhuurd aan Cultural Leonesa. Spits Raúl Alcaina werd verhuurd aan Real Murcia. Martín Ochoa werd verhuud aan Lugo.
Op 17 augustus 2024 speelde Deportivo voor het eerst in vier jaar weer een wedstrijd in de Segunda División. Het werd een ongelukkige 0-1 nederlaag tegen Oviedo. Bij Huesca verloor het team met 2-1 in blessuretijd. Een doelpunt van Yeremay was voldoende voor de 1-0 thuiszege tegen rivaal Racing de Ferrol. Uit bij Granada speelde Deportivo met 1-1 gelijk. In dezelfde regio werd met 2-0 verloren van Córdoba. Ook thuis was er een nederlaag: 0-2 tegen Burgos. Voor de zesde keer in zeven wedstrijden scoorde de tegenstander het eerste doelpunt toen Deportivo bij Albacete speelde. Ditmaal kwamen de Galiciërs echter sterk terug en wonnen met 2-5. Het team bleef in totaal 4 wedstrijden ongeslagen door een 0-0 thuis tegen Málaga en uit bij Elche. Thuis tegen Eldense was het weer de tegenstander die als eerste scoorde. Het werd 1-1. Bij Levante was er een 2-1 nederlaag na een 2-0 achterstand binnen een half uur. En ook thuis tegen Racing (1-2 nederlaag) stond de tegenstander binnen 30 minuten met twee doelpunten voor. Met tien punten uit twaalf wedstrijden staat Deportivo hierdoor op plek 20. Dit is een degradatieplek en is op twee punten van de veilige plek 18. Het was aanleiding voor het het bestuur van Deportivo om coach Imanol Idiakez op 28 oktober 2024 te ontslaan.

## Palmares
- De allereerste prijs van Deportivo op het hoogste niveau in de clubgeschiedenis was het winnen van de Copa del Rey in 1995.
- Door de winst van deze beker mocht Deportivo in de zomer van 1995 de Supercopa-wedstrijden spelen tegen kampioen Real Madrid. Deportivo won thuis met 3-0 en uit met 1-2, waardoor het binnen enkele maanden een tweede prijs won
- De bekroning voor de opmars van Deportivo was de allereerste landstitel in 2000. Het team had in 1994 de titel in de slotseconden verspeeld en was in 1995 als tweede geëindigd in het gevecht met Real Madrid om de landstitel
- De winst van de Primera División in 2000 betekende dat Deportivo in de zomer van 2000 weer om de Supercopa mocht spelen tegen bekerwinnaar Espanyol, dat met 2-1 de finale van Atlético de Madrid had gewonnen (mede dankzij een doelpunt van middenvelder Sergio). De wedstrijd in Barcelona eindigde in 0-0 en Deportivo won de thuiswedstrijd met 2-0 door goals van Diego Tristán en Djalminha.
- De tweede winst van de Copa del Rey vond plaats in maart 2002. Deportivo won met 1-2 bij Real Madrid mede dankzij een doelpunt van middenvelder Sergio (die in de finale van 2000 voor Espanyol had gescoord).
- De bekerwinst in 2002 betekende dat Deportivo in de zomer van 2002 weer om de Supercopa mocht spelen tegen kampioen Valencia. Deportivo won beide wedstrijden: 3-0 in Riazor en 0-1 in Mestalla.

De Supercopa van 2002 was de laatste prijs die Deportivo tot op heden op het hoogste niveau heeft gewonnen. In totaal heeft de club zes prijzen gewonnen: de landstitel in 2000, tweemaal de Copa del Rey (1995, 2002) en driemaal de Supercopa (1995, 2000, 2002).
In 2012 werd de club kampioen van de Segunda División. In 2024 werd Deportivo kampioen van de Primera RFEF Groep 1 (het derde Spaanse niveau) en won het ook de algehele titel van de Primera RFEF.
Deportivo is de eerste Spaanse club die kampioen is geworden op de drie hoogste niveaus: in 2000 van de Primera División, in 2012 van de Segunda División en in 2024 van de Primera RFEF.

## Deportivo Fabril
Deportivo B, het tweede elftal van Deportivo staat bekend onder de officiële naam Deportivo Fabril.  Het is in 1963 opgericht als Fabril en ging tussen 1992-2016 verder onder de naam Deportivo de La Coruña B. Sinds 2017 heet het Deportivo Fabril. Het team pendelt tussen het derde niveau en het vierde niveaun Spanje in. In het seizoen 1991/1992 speelde het voor het eerst op het derde niveau. Dat was tegelijkertijd met de terugkeer van het eerste team naar het eerste niveau. Ook tussen 1995-1999, in het seizoen 2000-2001, in de periode 2007-2009 en in het seizoen 2010-2011 speelde het op het derde niveau. Dat deed het voor het laatst in de periode 2017-2019. In 2021 werden grote wijzigingen doorgevoerd in de Spaanse competitiestructuur. Deportivo Fabril promoveerde in 2023 van het vijfde Spaanse niveau (de Tercera RFEF) naar het Spaanse vierde niveau (Segunda RFEF). Dat is één niveau lager dan het eerste elftal van Deportivo. Daar handhaafde het zich in het seizoen 2023/2024.
Deportivo Fabril speelt de thuiswedstrijden in het stadion El Mundo del Fútbol in Abegondo.

## Rivaliteit

### Celta de Vigo
De grootste rivaal van Deportivo is streekgenoot Celta de Vigo. Tegen deze club heeft Deportivo ook het meest gespeeld in de clubgeschiedenis. Sinds de jaren'90 bleek Deportivo dominant in het Galicische voetbal maar deze verhoudingen zijn sinds de degradatie in 2011 veranderd. Sinds 2012 speelt Celta stabiel op het hoogste niveau nadat het vijf seizoen op het tweede niveau had gespeeld. In tegenstelling tot Deportivo heeft Celta echter nog nooit een hoofdprijs gewonnen. Met de terugkeer van Deportivo in de Primera División in 1991 en Celta in 1992 was er weer sprake van een derby in het Galicische voetbal op het hoogste niveau. Deportivo zou in die eerste jaren steeds de betere club zijn maar in de seizoenen 1997/1998 en 1998/1999 was Celta dominant met een zesde plek en een vijfde plek tegenover een twaalfde plek voor Deportivo in 1997/1998 en een zesde plek in 1998/1999.
Daarna braken de beste jaren aan voor het Galicische voetbal. In het seizoen 1999/2000 was de wedstrijd in december 1999 in Riazor een absolute topper tussen de nummer 1 Deportivo (met 33 punten) en de nummer 2 Celta (met 28 punten). In een tumultueuze wedstrijd was Celta de betere maar won Deportivo met 1-0 door een doelpunt van 'Turu' Flores. Deportivo won dat seizoen de titel en Celta zakte af naar de zevende plek. Deportivo zou in de seizoenen erna eindigen op een tweede plek in 2001, nogmaals de tweede plek in 2002 en een derde plek in 2003, terwijl Celta zesde werd in 2001, vijfde werd in 2002 en vierde werd in 2003. In dat laatste seizoen moest Deportivo definitief afscheid nemen van de titelkansen door een 3-0-nederlaag bij Celta. De revanche was een seizoen later toen Celta in 2004 met 3-0 in La Coruña verloor en daardoor op de laatste speeldag zou degraderen.
In het seizoen 2005/2006 keerde Celta terug in de Primera División en won Deportivo met 0-3 in Vigo. Maar aan het einde van het seizoen waren de zaken omgedraaid toen Celta in 2006 voor het eerst in 12 jaar in Riazor won (0-2) en zich later kwalificeerde voor de UEFA Cup, terwijl dat resultaat voor Deportivo betekende dat het slechts als achtste zou eindigen. Het werd nog pijnlijker toen Celta in november 2006 voor de tweede keer op rij in Riazor won (0-1) en ook de thuiswedstrijd met 1-0 won waardoor Celta driemaal op rij van Deportivo won zonder tegendoelpunt. Het curieuze was echter dat Celta aan het eind van het seizoen 2006/2007 onder de streep eindigde en daardoor degradeerde.
Beide clubs kwamen elkaar pas weer tegen in het seizoen 2011/2012 in de Segunda División, waarin Deportivo als kampioen zou promoveren en Celta als nummer twee. Deportivo won de thuiswedstrijd met 2-1 en de uitwedstrijd met 2-3. Beide wedstrijden werden in de slotfase beslist. De terugkeer van beide clubs was echter weinig succesvol omdat na speeldag 27 van het seizoen 2012/2013 beide clubs de laatste twee plekken bezetten en Deportivo zelfs negen punten moest inlopen richting een veilige plek. De wedstrijd in Vigo was in 1-1 geëindigd en op speeldag 29 won Deportivo met 3-1 van Celta. Na speeldag 31 had Deportivo inmiddels twee punten voorsprong op een veilige plek en stond Celta troosteloos onderaan. Na speeldag 34 stonden beide clubs weer in de degradatiezone. Celta won echter de beide laatste wedstrijden en sprong zo alsnog over Deportivo heen (wat Mallorca ook deed) waardoor Deportivo degradeerde. Door dit resultaat was het seizoen 2013/2014 sinds lange tijd een seizoen met Celta in de hoogste afdeling maar zonder Deportivo.
Door de promotie van Deportivo in 2014 werd de wedstrijd in ere hersteld en won Celta beide edities. De wedstrijd in het seizoen 2015/2016 in Riazor werd door Deportivo met 2-0 gewonnen en in Vigo werd het 1-1. In oktober 2016 liet Celta weinig van Deportivo heel: 4-1. Dat was de grootste marge voor Celta sinds mei 2003. Voor het eerst sinds 1985 scoorde Celta meer dan drie doelpunten in een wedstrijd tegen Deportivo. Celta won ook de wedstrijd in Riazor (0-1). In het seizoen 2017/2018 won Celta opnieuw in Riazor (1-3). In mei 2018 werd het 1-1 in Vigo hoewel Deportivo toen al gedegradeerd was. Sindsdien is er geen wedstrijd tussen beide de eerste elftallen van beide clubs meer gespeeld. De laatste zege van Deportivo is daarmee die van 21 november 2015.

### Valencia
Een andere traditionele rivaal is Valencia. In de clubgeschiedenis van Deportivo is Valencia het team waartegen, na Celta, de meeste wedstrijden zijn  gespeeld. De balans is flink in het voordeel van Valencia. Een heftige rivaliteit ontstond in 1994 toen Valencia voor Deportivo de weg naar de titel versperde en sindsdien hebben beide clubs elkaar in cruciale wedstrijden ontmoet. Als het om prijzen gaat was Deportivo succesvoller in rechtstreeks ontmoetingen (met de Copa del Rey in 1995 en de Supercopa in 2002). In 2002 was Valencia echter te sterk in de titelstrijd en in 2003 was een thuisnederlaag tegen Valencia fataal voor de titelkansen van Deportivo. Toen Deportivo in 2011 degradeerde was Valencia de tegenstander in Riazor. Hoewel Valencia al was uitgespeeld won het met 0-2. Sindsdien is de rivaliteit afgenomen omdat beide teams niet meer tegen elkaar om prijzen speelden. Sinds 2010 hebben de Galiciërs in 14 wedstrijden tegen Valencia slechts eenmaal gewonnen.

### Sporting de Gijón
De rivaliteit met Sporting de Gijón is toegenomen na een curieuze wedstrijd in 2011 in Gijón die bijdroeg aan de degradatie van Deportivo enkele weken later. Beide steden liggen op 300 kilometer van elkaar en in de onderlinge wedstrijden reizen veel supporters van de tegenpartij mee.
Toen Deportivo in 1991 naar de Primera División promoveerde was Sporting nog de betere club. Sporting eindigde op een verdienstelijke achtste plaats, terwijl Deportivo via play-offvoetbal zich veilig speelde. Daarna waren tot 2011 de rollen omgedraaid. Sporting was in de jaren 90 een middenmotor in de Primera División en flirtte in 1995 met degradatie door op plek 18 te eindigen (maar werd gered door de uitbreiding naar 22 clubs). In 1998 was plek 20 echter fataal en degradeerde Sporting. Dat was meteen het laatste seizoen, tot 2016/2017, dat Deportivo in competitieverband van Sporting won. In Riazor scoorde Abreu op speeldag 19 vlak voor tijd de winnende treffer (2-1), en op de allerlaatste speeldag won Deportivo met 0-3 in Gijón.
Het duurde tien jaar tot beide clubs elkaar in het seizoen 2008/2009 weer ontmoetten. Dat was de 0-3-winst van Sporting in Riazor, en ook thuis won Sporting van Deportivo (3-2). In de eindklassering stond Deportivo met een zevende plek echter boven Sporting, dat veertiende werd. Ook in het seizoen 2009/2010 eindigde Deportivo een paar plekken boven Sporting, maar werd het 1-1 in Riazor en won Sporting thuis met 2-1. Het genoemde 2-2-gelijkspel in het seizoen 2010/2011 zou fataal blijken te zijn voor Deportivo en behield Sporting voor de hoogste afdeling. De wedstrijd in Riazor dat seizoen was in 1-1 geëindigd.
Doordat Deportivo in 2012 naar de Primera División promoveerde, en Gijón juist degradeerde uit de Primera División, kwamen beide teams elkaar pas weer in het seizoen 2013/2014 in de Segunda División tegen. Op speeldag 5 won Sporting met 2-0 van Deportivo, en pas in blessuretijd van de wedstrijd in Riazor scoorde Deportivo de gelijkmaker 1-1. Deportivo promoveerde dat seizoen terug naar de Primera División en werd hierin in 2015 door Sporting vergezeld. Sporting zette meteen de ongeslagen reeks voort, door met 2-3 in Riazor te winnen en een 1-1-gelijkspel in Gijón. Dit betekent dat Sporting tien wedstrijden op rij niet verloor van Deportivo. Hieraan kwam een einde in het seizoen 2016/2017: Deportivo won thuis met 2-1 dankzij een doelpunt van Ryan Babel en won in Gijón met 0-1. Op het tweede niveau won Deportivo in het seizoen 2018/2019 tweemaal van Sporting. In het seizoen 2019/2020 eindigden beide wedstrijden in een gelijkspel.

### Real Zaragoza
Daarnaast is er enige rivaliteit met Real Zaragoza dat mede te maken heeft met het seizoen dat Deportivo degradeerde (2010/2011). Er liep een aanklacht van het Spaanse Ministerie van Justitie tegen de meeste spelers van Levante en Real Zaragoza met betrekking tot de wedstrijd die Zaragoza met 1-2 won op de laatste speeldag van dat seizoen waardoor Deportivo verrassend degradeerde.
Zaragoza werd derde in het seizoen 1994/1994 waarin Deportivo en FC Barcelona tot de laatste seconden om de titel streden. In het seizoen 1995/1996 speelde Deportivo de enige Spaanse ontmoeting in Europa van de club. Dat betrof de kwartfinale van de Europa Cup II tegen Real Zaragoza (dat deze beker in 1995 had gewonnen). In het seizoen 1999/2000 werd Deportivo kampioen maar was het bijna Zaragoza dat op de 36e speeldag won in La Coruña.
Het seizoen 2006/2007 was het eerste seizoen sinds 1991/1992 dat Zaragoza hoger eindigde dan Deportivo maar het degradeerde het seizoen erop zoals het ook al in 2002 was gedegradeerd. In 2009 eerder vochten beide clubs in de rechtszaal om de rechten van Lafita. Hoewel Zaragoza het recht had om deze speler van Deportivo terug te kopen deed het dat pas in de allerlaatste minuten van de transferrmarkt in de zomer van 2009 zodat Deportivo niet op tijd een vervanger kon aantrekken. Over de definitieve transfersom werd vervolgens fel gestreden waarbij Deportivo in 2011 in het gelijk werd gesteld.
Het beruchte seizoen 2010/2011 was de eerstvolgende keer dat Zaragoza boven Deportivo eindigde. In het seizoen 2012/2013 was er opnieuw felle concurrentie maar beide teams degradeerden. Zaragoza heeft sindsdien niet meer op het hoogste niveau gespeeld. In het seizoen 2018/2019 ontmoetten beide teams elkaar driemaal: Zaragoza won met 2-1 in de Copa del Rey. Voor de competitie won Deportivo thuis met 3-1 en uit met 0-1. In het seizoen 2019/2020 won Zaragoza beide wedstrijden met 3-1. Deportivo degradeerde in dat seizoen naar het derde niveau en Zaragoza werd uitgeschakeld in de eerste ronde van play-offs voor promotie naar de Primera División.

### FC Barcelona
In de hoogtijaren van Deportivo waren Real Madrid en FC Barcelona echte rivalen. Sinds 2004 is daar echter geen sprake meer van. In 1994 werd de onderlinge titelstrijd tussen FC Barcelona en Deportivo in de laatste seconden in het voordeel van de Catalanen beslist, maar in 2000 was dit omgekeerd. Bij de terugkeer van Deportivo in de Primera División in 1991 waren de krachtsverschillen helder en won Barcelona in Riazor met 0-4 en in Nou Camp met 4-0. Op bezoek bij FC Barcelona zou Deportivo amper een resultaat behalen in de jaren 90. In de seizoenen 1992/1993 en 1993/1994 werd duidelijk met 3-0 verloren. Daartegenover stond dat Barcelona het jarenlang moeilijk zou krijgen in Riazor. Dankzij een doelpunt van Bebeto won Deportivo in 1992 met 1-0 van Barcelona, en het herhaalde dit resultaat in de seizoenen 1993/1994 en 1994/1995. In die periode ging Deportivo ook punten pakken in Barcelona, door een 1-1-gelijkspel in december 1994 en in januari 1996. Doordat de thuiswedstrijd in mei 1996 in 2-2 eindigde, was Deportivo al vier wedstrijden op rij ongeslagen tegen Barcelona. Dat was omgedraaid toen FC Barcelona in januari 1997 de topper bij Deportivo met 0-1 won en ook de thuiswedstrijd in mei 1997 met 1-0 afsloot. Het werden drie overwinningen op rij toen Barcelona in september 1997 met 2-1 won in Nou Camp. Maar in Riazor bleef Deportivo ongekend sterk tegen FC Barcelona, en het verloor pas weer in februari 2004 (ruim zeven jaar na de vorige nederlaag), nadat het zes wedstrijden op rij had gewonnen. In de seizoenen 1998/1999 en 1999/2000 won FC Barcelona nog thuis van Deportivo, maar toen werden de Galiciërs een echte angstgegner. In zeven wedstrijden won FC Barcelona maar één keer en verloor het maar liefst zesmaal. Hieronder waren de overwinningen van Deportivo in Nou Camp in februari 2001 (2-3), april 2003 (2-4) en oktober 2003 (0-2). De 2-3-overwinning van FC Barcelona in februari 2004 maakte niet alleen een einde aan de serie nederlagen van de Catalanen in Riazor maar ook aan de slechte algehele serie tegen Deportivo.
Met die overwinning waren de rollen definitief teruggedraaid. Inclusief dat resultaat verloor Barcelona tussen 2004 en 2007 in acht wedstrijden niet van Deportivo en behaalde Deportivo slechts twee gelijke spelen (beiden in Riazor). Toch was er in geen enkele wedstrijd sprake van winst met meer dan één doelpunt verschil en Deportivo scoorde in zeven van die wedstrijden. De 2-0-winst van Deportivo in Riazor op 26 april 2008 was tot 2017 de laatste op de Catalanen. In de dertien wedstrijden die daarna volgden was er negen keer winst voor FC Barcelona en vier gelijke spelen. Opmerkelijk is dat drie van die gelijke spelen in Barcelona werden behaald. Een van die gelijke spelen was op 15 mei 2011 wat voldoende leek voor Deportivo om zich op de speeldag erna veilig te spelen maar dat seizoen eindigde toch in degradatie. Ruim anderhalf jaar later won FC Barcelona in een spectaculaire wedstrijd met 4-5 van Deportivo (maar dat seizoen eindigde opnieuw in degradatie voor de Galiciërs). Het 2-2-gelijkspel op 23 mei 2015 in Barcelona was voor Deportivo precies voldoende voor lijfsbehoud en een herhaling van dat resultaat op 12 december 2015 kwam opnieuw tot stand na een 2-0-achterstand. Al met al heeft Deportivo slechts één keer van FC Barcelona gewonnen in de laatste 14 wedstrijden. In recente jaren is er ook vaak sprake van een ruime overwinning voor de Catalanen, zoals de 5-0 op 17 januari 2009, de 0-4 op 8 januari 2011, de 0-4 op 18 januari 2015, een 0-8 op 20 april 2016 en een 4-0 op 15 oktober 2016 in Barcelona. De 2-1-zege in maart 2017 was dan ook verrassend. In december 2017 werd het 4-0 in Barcelona. Op 29 april betekende de 2-4 thuisnederlaag tegen Barcelona dat Deportivo degradeerde. In de laatste 25 wedstrijden heeft Deportivo slechts tweemaal van Barcelona gewonnen en zesmaal gelijk gespeeld.

### Real Madrid
Real Madrid won de titel in 1995 in een rechtstreeks duel met Deportivo. Maar in Riazor lukt het de Madrilenen niet om in de periode 1991-2010 te winnen tot de 1-3-overwinning op 30 januari 2011. In die periode van 19 jaar was er sprake van vernederende 4-0-overwinningen van Deportivo in de seizoenen 1993/1994 en 1998/1999, en een 5-2-overwinning in 1999/2000. Inmiddels wacht Deportivo sinds augustus 2008 op een overwinning tegen Real Madrid. In de vijftien laatste wedstrijden pakte Deportivo slecjhts 1 punt: een 0-0 in 2011. Net als tegen Barcelona liepen de Galiciërs ook vaak tegen een grote nederlaag aan: in oktober 2010 werd het 6-1 in Madrid, en bijna een jaar later werd het 5-1. In september 2014 werd het maar liefst 2-8 in Riazor. De eerste wedstrijd van coach Zidane met Real Madrid was de 5-0-zege in januari 2016. Op de laatste speeldag van het seizoen 2016/2017 had Madrid door een 0-2-zege in Riazor kampioen kunnen worden maar Barcelona stelde de titel veilig bij Granada. De 3-2-zege van Madrid in december 2016 kwam pas in blessuretijd tot stand door een doelpunt van Sergio Ramos. Een paar maanden later won Madrid met 2-6 in La Coruña. De voorlopig laatste wedstrijden tussen beide clubs waren die in het seizoen 2017/2018: Madrid won met 0-3 op de eerste speeldag en maar liefst met 7-1 in januari 2018. In de laatste vijftien wedstrijden scoorde Real Madrid 56 doelpunten en Deportivo in totaal 13 keer.

### Overige rivalen in Galicië
Compostela
Compostela en Pontevedra zijn de enige andere Galicische clubs (naast Deportivo en Celta) die op het hoogste Spaanse niveau hebben gespeeld. De eerste officiële wedstrijden tussen Compostela en Deportivo waren in het seizoen 1980/1981 toen Deportivo een seizoen op het derde niveau speelde. Deportivo won thuis met 1-0 en speelde bij Compostela met 2-2 gelijk. In 1994 promoveerde Compostela naar het hoogste niveau en het speelde daar vier seizoenen. Deportivo won de eerste twee ontmoetingen met 1-0 maar ging in september 1995 met 4-0 bij Compostela onderuit. Daarna kreeg Deportivo in vier wedstrijden geen tegendoelpunten door tweemaal een 0-0 gelijkspel bij Compostela en kleine thuiszeges (2-0 en 1-0). In mei 1998 won Compostela echter met maar liefst 2-6 in Riazor, maar voorkwam daarmee niet degradatie naar het tweede niveau. Sindsdien hebben beide clubs elkaar een keer voor de Copa del Rey getroffen: Deportivo won in oktober 2003 met 0-1 bij Compostela. In het seizoen 2020/2021 speelden beide teams op het derde niveau: Compostela hield Deportivo thuis op een 0-0 gelijkspel en won met 2-0 in Riazor. Het kon echter niet voorkomen dat het afdaalde naar het vierde niveau (Segunda RFEF).
Pontevedra
Pontevedra speelde tussen 1963 en 1970 in totaal zes seizoenen op het hoogste niveau. In die periode speelde het zes wedstrijd tegen Deportivo waarvan iedere club er twee won. In de jaren ervoor waren er vier onderlinge wedstrijden op het derde niveau geweest en twee wedstrijden voor de Copa del Rey die allemaal door Deportivo waren gewonnen. Vanaf 1970 vonden de wedstrijden alleen nog maar plaats op het derde niveau en in de Copa del Rey. Sinds 1984 speelde beide teams nog maar tweemaal tegen keer: in het seizoen 2020/2021 werd het een 1-1 gelijkspel bij Pontevedra en won Deportivo thuis met 1-0. Pontevedra degradeerde mede hierdoor naar het vierde niveau (Segunda RFEF).
Lugo
Lugo speelde nog nooit op het hoogste Spaanse niveau en speelde in de jaren'90 een seizoen op het tweede niveau. Vanaf 2012 speelt het voortdurend op het tweede niveau. Tussen 1976 en 1985 waren er alleen wedstrijden voor de Copa del Rey tussen beide clubs. Na vier van de vijf dubbele ontmoetingen ging Deportivo door naar de volgende ronde. Daarna speelde Deportivo vooral op het hoogste niveau en Lugo op het derde niveau. Dat was anders in het seizoen 2013/2014 toen beide clubs voor het eerst in dezelfde competitie zaten: beide wedstrijden op het tweede niveau eindigden in een gelijkspel. In het seizoen 2018/2019 werd het op dat niveau 0-0 in Riazor en won Lugo thuis met 1-0. Beide wedstrijden in het seizoen 2019/2020 eindigden in 0-0. Lugo bleef mede daardoor op het tweede niveau maar Deportivo kwam een punt tekort en degradeerde naar het derde niveau. Daardoor speelde Lugo in het seizoen 2020/2021 voor het eerst een niveau hoger dan Deportivo. Lugo degradeerde in 2023 alsnog naar het derde niveau en heeft daar een lage klassering.
Racing de Ferrol
Ook Racing de Ferrol speelde nog nooit op het hoogste Spaanse niveau. De rivaliteit met Deportivo gaat vooral terug tot de periode 1934 - 1985 toen er 32 onderlinge wedstrijden waren. In 2002 was er een 3-4 overwinning van Deportivo bij Ferrol in de Copa del Rey. Pas in het seizoen 2020/2021 waren er weer ontmoetingen in een competitie: Ferrol won op het derde niveau thuis met 1-0 en Deportivo won ook zijn thuiswedstrijd met 1-0. Beide clubs speelden ook in het seizoen 2021/2022 en 2022/2023 op het derde niveau (Primera RFEF) in dezelfde groep. Racing de Ferrol promoveerde in 2023 naar de Segunda División. In die twee seizoenen eindigden drie onderlinge wedstrijden in 0-0. Deportivo won eenmaal thuis met 2-0.
Arenteiro
Arenteiro speelde in het seizoen 2023/2024 op het Spaanse derde niveau en deed dat voor het eerst weer sinds eind jaren'80. In 1988 speelden beide clubs in de Copa del Rey tegen elkaar: Arenteiro won thuis met 2-1 maar verloor uit van Deportivo met 4-0. In de competitie zaten beide clubs voor het eerst in het seizoen 2023/2024 bij elkaar: op het derde niveau won Deportivo met 1-2 bij Arenteiro en eindigde de return in Riazor in een 2-2 gelijkspel.

## Erelijst
- Primera División: 2000
- Copa del Rey: 1995, 2002
- Supercopa de España: 1995, 2000, 2002
- Copa España: 1912
- Segunda División: 1940, 1962, 1964, 1966, 1968, 2012
- Tercera División: 1975, 2024
- UEFA Intertoto Cup: 2008 (1 van 11)

## Eindklasseringen
- 1940 1e
Segunda División
- 1941 2e
Segunda División
- 1942 4e
Primera División
- 1943 9e
Primera División
- 1944 12e
Primera División
- 1945 14e
Primera División
- 1946 2e
Segunda División
- 1947 13e
Primera División
- 1948 2e
Segunda División
- 1949 10e
Primera División
- 1950 2e
Primera División
- 1951 12e
Primera División
- 1952 11e
Primera División
- 1953 14e
Primera División
- 1954 7e
Primera División
- 1955 7e
Primera División
- 1956 12e
Primera División
- 1957 15e
Primera División
- 1958 13e
Segunda División
- 1959 7e
Segunda División
- 1960 4e
Segunda División
- 1961 3e
Segunda División
- 1962 1e
Segunda División
- 1963 14e
Primera División
- 1964 1e
Segunda División
- 1965 16e
Primera División
- 1966 1e
Segunda División
- 1967 16e
Primera División
- 1968 1e
Segunda División
- 1969 10e
Primera División
- 1970 14e
Primera División
- 1971 3e
Segunda División
- 1972 14e
Primera División
- 1973 17e
Primera División
- 1974 18e
Segunda División
- 1975 1e
Tercera División
- 1976 5e
Segunda División
- 1977 11e
Segunda División
- 1978 8e
Segunda División
- 1979 15e
Segunda División
- 1980 18e
Segunda División
- 1981 2e
Segunda División B
- 1982 12e
Segunda División
- 1983 4e
Segunda División
- 1984 9e
Segunda División
- 1985 13e
Segunda División
- 1986 6e
Segunda División
- 1987 2e
Segunda División
- 1988 16e
Segunda División
- 1989 10e
Segunda División
- 1990 4e
Segunda División
- 1991 2e
Segunda División
- 1992 17e
Primera División
- 1993 3e
Primera División
- 1994 2e
Primera División
- 1995 2e
Primera División
- 1996 9e
Primera División
- 1997 3e
Primera División
- 1998 12e
Primera División
- 1999 6e
Primera División
- 2000 1e
Primera División
- 2001 2e
Primera División
- 2002 2e
Primera División
- 2003 3e
Primera División
- 2004 3e
Primera División
- 2005 9e
Primera División
- 2006 8e
Primera División
- 2007 13e
Primera División
- 2008 9e
Primera División
- 2009 7e
Primera División
- 2010 10e
Primera División
- 2011 18e
Primera División
- 2012 1e
Segunda División
- 2013 19e
Primera División
- 2014 2e
Segunda División
- 2015 16e
Primera División
- 2016 15e
Primera División
- 2017 16e
Primera División
- 2018 18e
Primera División
- 2019 6e
Segunda División
- 2020 19e
Segunda División
- 2021 4e
Segunda División B
- 2022 2e
Segunda División B
- 2023 4e
Segunda División B
- 2024 1e
Segunda División B
- 2025 15e
Segunda División

- Primera División
- Segunda División
- Segunda División B
- Tercera Federación

## In Europa
Deportivo speelt sinds 1992 in diverse Europese competities. Hieronder staan de competities en in welke seizoenen de club deelnam:
- Champions League (5x)

2000/01, 2001/02, 2002/03, 2003/04, 2004/05
- Europacup II (1x)

1995/96
- UEFA Cup / Europa League (5x)

1993/94, 1994/95, 1997/98, 1999/00, 2008/09
- Intertoto Cup (2x)

2005, 2008

### Europese seizoenen
- 1993/1994: Deportivo bereikte de derde ronde van de UEFA Cup door Aalborg en Aston Villa uit te schakelen, maar werd uitgeschakeld door Eintracht Fankfurt
- 1994/1995: Deportivo bereikte opnieuw de derde ronde van de UEFA Cup door Rosenborg en Tirol Innsbruck te verslaan, maar werd uitgeschakeld door Borussia Dortmund (dat na 32 jaar dat seizoen weer Duits kampioen werd)
- 1995/1996: Deportivo bereikte de halve finale van de Europa Cup II door Apoel Nicosia, Trabzonspor en Real Zaragoza te verslaan, maar werd uitgeschakeld door Paris Saint-Germain, dat het toernooi zou winnen door Rapid Wien met 1-0 te verslaan
- 1997/1998: Deportivo werd in de eerste ronde van de UEFA Cup uitgeschakeld door AJ Auxerre
- 1999/2000: Deportivo bereikte de vierde ronde van de UEFA Cup door Stabaek, Montpellier en Panathinaikos te verslaan, maar werd uitgeschakeld door Arsenal, dat de finale van Galatasaray zou verliezen.
- 2000/2001: Deportivo bereikte de kwartfinale van de Champions League door zowel in de eerste groep (met Panathinaikos, Hamburger SV en Juventus) als de tweede groep (met Galatasaray, AC Milan en Paris Saint-Germain) te winnen en werd uitgeschakeld door Leeds United.
- 2001/2002: Deportivo bereikte opnieuw de kwartfinale van de Champions League door in de eerste groep (met Manchester United, Lille en Olympiakos Piraeus) te winnen en als tweede te eindigen in de tweede groep (met Bayer Leverkusen, Arsenal en Juventus) en werd uitgeschakeld door Manchester United
- 2002/2003: Deportivo bereikte de tweede groepsfase van de Champions League nadat het tweede was geworden in de eerste groepsfase (met AC Milan, Lens en Bayern München). In de tweede groepsfase eindigde Deportivo als laatste in de groep met Manchester United, Juventus en Basel
- 2003/2004: Deportivo bereikte de halve finale van de Champions League. Het team moest zich kwalificeren voor het hoofdtoernooi door Rosenborg in de derde voorronde te verslaan. Deportivo werd tweede in de enige groepsfase in een groep met AS Monaco, PSV Eindhoven en AEK Athene. In de knock-outfase werden beide finalisten van 2003 door Deportivo uitgeschakeld: Juventus en AC Milan. In de halve finale werd Deportivo uitgeschakeld door FC Porto.
- 2004/2005: Deportivo werd uitgeschakeld in de eerste groepsfase van de Champions League. Het team moest zich kwalificeren voor het hoofdtoernooi door Shelbourne in de derde voorronde te verslaan. Deportivo werd laatste in de groep met AS Monaco, Liverpool en Olympiakos Piraeus
- 2005/2006: Deportivo bereikte een van de drie finales van de Intertoto Cup. In de rondes ervoor had het team gewonnen van Budućnost Podgorica, Slaven Belupo en Newcastle United. Deportivo werd uitgeschakeld door Olympique Marseille.
- 2008/2009: Deportivo bereikte de derde ronde van de UEFA Cup. Het team begon aan het toernooi door eerst van Bnei Sakhnin te winnen in de Intertoto Cup. In de tweede voorronde van de UEFA Cup werd van Hajduk Split gewonnen, en in de eerste ronde van Brann Bergen. In de groepsfase werd Deportivo tweede in een groep met CSKA Moskou, Lech Poznan, Nancy en Feyenoord. In de ronde van 32 werd Deportivo uitgeschakeld door Aalborg, wat in 1993 de allereerste tegenstander van Deportivo in Europa was geweest, en tot op heden ook de laatste

## Bekende spelers

### Spanjaarden
- Amancio Amaro
- José Emilio Amavisca
- Javier Arizmendi
- Antonio Barragán
- Álvaro Arbeloa
- Aitor Beguiristain
- Francisco Buyo
- Joan Capdevila
- Rubén Castro
- Paco Mariño
- Sergio González
- Adrián López Álvarez
- Adrián López Rodríguez
- Albert Lopo
- Albert Luque
- César Martín
- Mista
- José Francisco Molina
- Pedro Munitis
- Manuel Pablo
- Luis López Rekarte
- Juan Rodríguez
- Enrique Romero
- Julio Salinas
- Víctor Sánchez del Amo
- Luis Suárez
- Francisco Jiménez Tejada
- Diego Tristán
- Juan Carlos Valerón
- Joan Verdú
- Paco Lautaro
- Fernando Doblas
- Michu Diamantiños
- Fran González
- César Sidramón

### Nederlanders
- Roy Makaay
- Ryan Babel
- Ola John

### Overig
- Sebastián Abreu
- Eduardo Acevedo
- Roberto Acuña
- Jorge Andrade
- Dudu Aouate
- Salaheddine Bassir
- Bebeto
- Fabricio Coloccini
- Flávio Conceição
- Djalminha
- Aldo Duscher
- Nuno
- Fabián Estoyanoff
- Ryan Babel
- Ola John
- Darko Nateradžić
- Lorenzo Córdoba
- Yuta Nagatama
- Goran Đorović
- Cătălin Șecrețăriu
- Mikkel Remee Sigvardt
- Cosmin Șubăru
- Bülent Pelözoğlu
- Stéphane Talbat
- Mariano Tomikitali
- Lautaro Necuba
- Roy Makaay
- Donato Gama da Silva
- Andrés Guardado
- Julian de Guzman
- Mustapha Hadji
- Slaviša Jokanović
- Dragan Kanatlarovski
- Filipe Luís Kasmirski
- Emil Kostadinov
- Luizão
- Corentin Martins
- Gustavo Munúa
- Noureddine Naybet
- Walter Pandiani
- Pedro Pauleta
- Pizzi
- Dmitri Radtsjenko
- Knut Olav Rindarøy
- Rivaldo
- César Sampaio
- Christian Santos
- Lionel Scaloni
- Mauro Silva
- Jacques Songo'o
- Christian Wilhelmsson
- Sylvain Wiltord
- Zé Castro

## Trivia
- De club houdt nog steeds het Spaanstalige "La Coruña" in de naam, wat niet langer officieel de naam van de stad is, maar nog wel veel wordt gebruikt in plaats van het Galicische A Coruña.
- Doelman Francisco Liaño vestigde in het seizoen 1993/1994 een defensief record (dat sinds 2015/2016 wordt gedeeld met Jan Oblak van Atlético Madrid) in de Primera División door slechts 18 tegendoelpunten te krijgen in 38 wedstrijden (gemiddeld 0,47 tegendoelpunt per wedstrijd). Hij won daarmee de Trofeo Zamora. In 27 van de 38 wedstrijden kreeg Deportivo geen tegendoelpunten. Doelman Marc-André Ter Stegen van FC Barcelona kwam in het seizoen 2022-2023 erg dicht bij het verbreken van dit recordgemiddelde: hij kreeg ook maar 18 tegendoelpunten in 38 wedstrijden. Maar hij speelde ze niet allemaal uit. Op speeldag 36 werd hij bij een 2-0 achterstand bij Real Valladolid gewisseld (Barcelona verloor met 3-1). Op speeldag 38 had Ter Stegen het record kunnen pakken. Maar de 1-0 voorsprong van Celta was tegendoelpunt nummer 18 waarna Ter Stegen werd gewisseld en Celta met 2-1 won. Barcelona kreeg daardoor in totaal 20 doelpunten tegen waarvan negen in de laatste vijf wedstrijden.
- Op 1 oktober 1995 scoorde Bebeto viermaal in zes minuten tegen Albacete (aan het einde van de wedstrijd). Geen enkele andere speler in Spanje heeft viermaal gescoord in zo'n korte tijdsperiode op het hoogste niveau. Bebeto had ook het openingsdoelpunt gemaakt in de 5-0 winst.
- Real Madrid wist maar liefst 19 jaar lang niet in het stadion van Deportivo te winnen (tussen 1991 en 2010)
- Deportivo leverde de topscorers van de Spaanse competitie in 1993 (Bebeto met 29 goals), in 2002 (Diego Tristán met 21 goals) en in 2003 (Roy Makaay met 29 goals). Makaay won in dat jaar de Europese Gouden Schoen.
- De club is meerdere keren dichtbij de landstitel geweest naast de titel die Deportivo in 2000 won. In het seizoen 1949/1950 eindigde het tweede op een punt achter Atlético. In de seizoenen 92/93 en 94/95 eindigde het op 4 punten achter de kampioen. In 93/94 verloor het de titelstrijd met Barcelona op doelsaldo. In die periode gold twee punten per overwinning. In 02/03 en 03/04 eindigde Deportivo op 6 punten van de kampioen (waarbij drie punten per overwinning gold).
- Met de titel in 2000 werd Deportivo de negende Spaanse club die dat gelukt is. Tot dan toe was Real Sociedad in 1981 de laatste nieuwkomer geweest. Na 2000 is er geen club in Spanje meer geweest die voor het eerst kampioen is geworden. De titel is sindsdien verdeeld tussen FC Barcelona, Real Madrid, Atletico de Madrid en Valencia.
- Met 51 punten had Deportivo in 2020 het hoogste aantal punten dat een degradant uit de Segunda División heeft gehad. Dat record heeft Deportivo ook in handen in de Primera División toen het in 2011 met 43 punten degradeerde. Dat aantal is nooit door een andere degradant behaald sinds het hoogste niveau per 1998 uit 20 clubs bestaat.
- De club is recordhouder in Spanje met het aantal degradaties vanaf het hoogste niveau naar het tweede niveau: 11x (in 1945, 1947, 1957, 1963, 1965, 1967, 1970, 1973, 2011, 2013, 2018)
- Deportivo heeft in de afgelopen 10 jaar in meerdere seizoenen net wel of net niet genoeg gehad aan de behaalde competitie-resultaten. Daarvoor was het in 1994 een punt tekort gekomen om de Spaanse titel te winnen. Die kans liet het lopen door een gemiste strafschop in blessuretijd van de laatste wedstrijd.
  - In zowel 2011 als 2013 was een thuiszege op de laatste speeldag voldoende geweest om degradatie naar de Segunda División te voorkomen. Maar tegen respectievelijk Valencia en Real Sociedad werd verloren.
  - In 2015 kwam Deportivo in de Primera División terug tot 2-2 in de slotwedstrijd bij FC Barcelona na een 2-0 achterstand. Het behaalde punt was precies genoeg om op basis van het onderlinge resultaat met Granada en Eibar behouden te blijven voor het hoogste niveau.
  - In 2019 verloor Depor de terugwedstrijd van de finale van de Play-Offs in de Segunda División met 3-0 van Mallorca. Een doelpunt van Deportivo had de club promotie bezorgd naar de Primera División omdat het de heenwedstrijd met 2-0 had gewonnen.
  - In het seizoen 2019/2020 kwam de club een punt tekort om zich veilig te spelen in de Segunda División. Dat punt had het bijvoorbeeld kunnen behalen door het voorkomen van de gelijkmakers in blessuretijd in Riazor van Rayo Vallecano (3-3 op speeldag 34) en het winnende doelpunt van het al gedegradeerde Extremadura in blessuretijd in Riazor (2-3 op speeldag 40).
  - In het seizoen 2020/2021 kwam Deportivo een (doel)punt tekort om de promotiefase te bereiken en zou daarom ook in het seizoen 2021/2022 niet op het tweede niveau spelen. Het voorkwam echter verderop in dat seizoen degradatie naar het vierde niveau door een punt meer te behalen dan concurrent Numancia.
  - In het seizoen 2021/2022 verloor Deportivo de promotiewedstrijd tegen Albacete met 1-2 na verlenging. Als de wedstrijd na verlenging gelijk was geeëndigd was Deportivo gepromoveerd vanwege de betere resultaten in de reguliere competitie. Deportivo gaf in de regulere tijd vlak voor het einde de 1-0 voorsprong weg. In de verlenging gaf het zeven minuten voor het einde het gelijke spel weg.
  - In het seizoen 2022/2023 verloor Deportivo de halve finale van de play-off van Castellón op basis van hun hogere eindklassering in de competitie. Na een 1-0 thuiszege voor Deportivo maakte Castellón vlak voor tijd de 3-2 in de returnwedstrijd waardoor er werd verlengd. Na een rode kaart voor keeper Mackay kwam Deportivo alsnog langszij (3-3) maar zag Castellón toch nog de winnende treffer scoren. Castellón verloor vervolgens de finaleronde van Alcorcón. Na een 0-0 gelijkspel thuis verloor Castellón daar met 2-1 na een 0-1 voorsprong.